# Nintendo
Cet article concerne l'entreprise Nintendo. Pour la console de jeux vidéo, voir Nintendo Entertainment System.
 (décembre 2023).
Si vous disposez d'ouvrages ou d'articles de référence ou si vous connaissez des sites web de qualité traitant du thème abordé ici, merci de compléter l'article en donnant les références utiles à sa vérifiabilité et en les liant à la section « Notes et références ».
Nintendo est une entreprise multinationale japonaise fondée par Yamauchi Fusajirō à Kyoto. Elle est spécialisée dans la fabrication de consoles de jeu vidéo depuis 1977 avec la sortie de la Color TV-Game, ainsi que dans la conception de jeux vidéo, dont les séries Super Mario et The Legend of Zelda.
À ses débuts en 1889, la société produisait des cartes à jouer japonaises : les Hanafuda. À partir des années 1970, la société diversifie ses activités en produisant des jouets et des bornes d'arcade. Elle est ainsi l'une des principales sociétés précurseurs du jeu vidéo. Dans la fin des années 1970, Nintendo se lance dans le marché des consoles et des jeux vidéo. Elle est l'un des leaders de ce marché : en 2008, Nintendo est classé premier éditeur de jeux vidéo au Japon et deuxième aux États-Unis (NPD Group)[réf. incomplète]. En 2024, Nintendo a vendu environ 910 millions de consoles, toutes générations et tous types confondus.
Nintendo est l'une des rares entreprises de jeu vidéo à avoir su faire entrer certaines de ses licences, en particulier Mario ou Pokémon, dans la culture commune, au même titre que des personnages emblématiques d'autres sociétés de divertissement comme Mickey Mouse de The Walt Disney Company. En 2021, Nintendo, en partenariat avec Universal Parks & Resorts, ouvre une section thématique de parc à thèmes à son nom, le Super Nintendo World, à Universal Studios Japan. En 2023 sort au cinéma Super Mario Bros., le film. En 2024 ouvre le Nintendo Museum au Japon qui retrace l'histoire de la société à travers ses produits.

## Histoire

### 1889-1970: débuts dans des secteurs variés

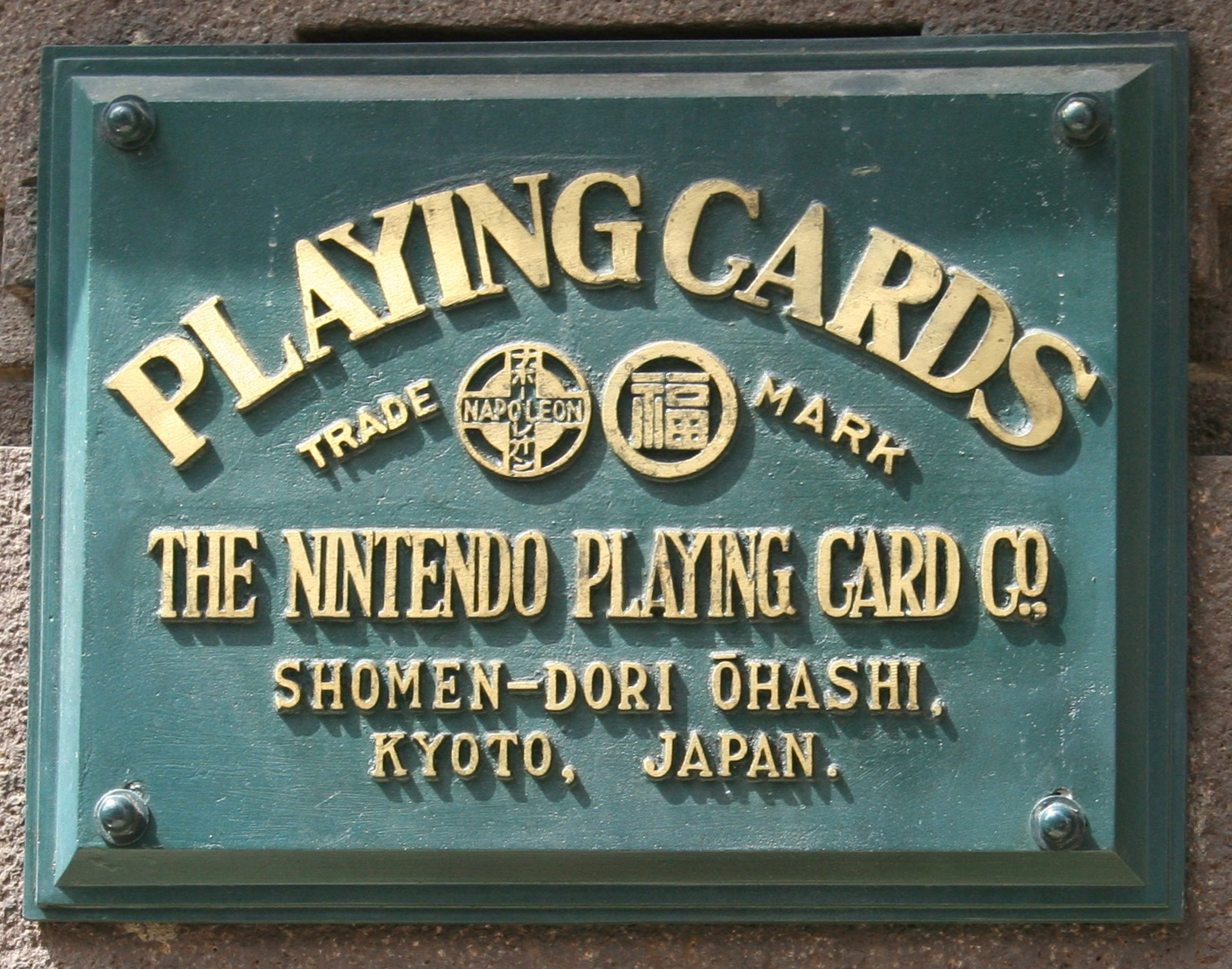
Écriteau de Nintendo sur ses anciens locaux à Kyoto.

Créée le 23 septembre 1889, Nintendo se nomme d'abord Nintendo Koppaï. Il ne s'agit que d'une petite entreprise artisanale que Yamauchi Fusajirō a créée pour vendre des cartes à jouer, les Hanafuda, qu'il a lui-même fabriquées. Ses cartes deviennent très populaires, à tel point que Yamauchi doit s'entourer d'assistants pour pouvoir aller vers une production plus massive de cartes et ainsi satisfaire la demande.
Mais c'est en 1902 qu'il commence à fabriquer les premières cartes à l'occidentale au Japon. En 1907, Fusajirō agrandit sa société en exportant ses cartes à l'étranger. Fusajirō prend sa retraite en 1929 et cède sa place à son gendre, Sekiryo Yamauchi (originellement Sekiryo Kaneda, il adopte le nom de Yamauchi à la suite de la demande de Fusajirō). La société est rebaptisée Yamauchi Nintendo & Co. en 1933.
En 1947, Sekiryo crée une nouvelle société, Marufuku Co. Ltd. (rebaptisée Nintendo Karuta Co. Ltd. en 1951) dans le but de distribuer les Hanafuda à l'étranger. Il faut attendre 1949 et l'arrivée du jeune Hiroshi Yamauchi, le petit-fils de Sekiryo Yamauchi (et qui sera président de Nintendo jusqu'en 2002), pour voir les activités de la société se diversifier concrètement. Par exemple, elle se développe dans le marché des portions de riz individuelles, la gestion de compagnies de taxis et même comme propriétaire d'une chaîne de love hotels, entre autres activités anecdotiques.
En 1951, il change le nom de la société pour Nintendo Playing Cards Co. Ltd. En 1953, Nintendo commence à avoir un immense succès dans la fabrication des premières cartes en plastique du Japon. En 1956, Hiroshi Yamauchi visite les États-Unis pour discuter avec la United States Playing Card Company, le principal fabricant de cartes à jouer. Il découvre que la plus grande entreprise de cartes à jouer au monde n'utilise qu'un petit bureau. La prise de conscience de Yamauchi que le commerce de cartes à jouer avait un potentiel limité est un tournant. Il acquiert ensuite la licence pour utiliser les personnages de Disney sur les cartes à jouer pour stimuler les ventes chez les plus jeunes, notamment au Japon où les cartes sont un domaine réservé aux adultes.
C'est grâce à un contrat signé avec Disney en 1959 que la société prend une envergure internationale.
Nintendo entre en bourse en 1962, sous le nom de Nintendo Co. Ltd. En 1965, Nintendo embauche Gunpei Yokoi en tant qu'ingénieur de maintenance pour la chaîne de montage. Cependant, Yokoi devient rapidement célèbre pour beaucoup plus que sa capacité à réparer les bandes transporteuses. En 1969 est créé le département Games, dirigé par Gunpei Yokoi. Le premier jouet de ce dernier se nomme Ultra Hand et se vend à 1,2 million d'exemplaires. Par la suite, Nintendo lance d'autres jouets avec plus ou moins de succès comme Ultra Machine ou Love Tester.
De nos jours, Nintendo continue de commercialiser des cartes à jouer. La firme organise en parallèle de ses activités son propre tournoi de bridge, la Nintendo Cup.

### 1970-1983: du jeu au jeu vidéo
C'est au début des années 1970 que Nintendo se tourne vers le marché naissant des jeux vidéo, en créant des jeux pour les bornes d'arcades. En 1970 sont mis en vente des Beam Gun Games, ayant recours à l'optoélectronique. Pour la première fois au Japon, de la technologie électronique s'installe dans l'industrie du jouet. En 1971, Nintendo lance (uniquement au Japon) une photocopieuse simple nommée NCM Copilas. Elle deviendra un produit à succès avec plus de 100 000 unités vendues. Nintendo collabore avec Magnavox à la création de l'Odyssey, la première console de salon multi-jeux de l'histoire (1972).
En 1973, le Laser Clay Shooting System, qui utilisait la même technologie de pistolets légers que celle utilisée dans la série de jouets Kousenjuu de Nintendo, est installé dans des salles de quilles abandonnées. Après un certain succès, Nintendo développe plusieurs autres machines à pistolet léger, comme le jeu de tir à la mitraillette Wild Gunman qui sortira en 1974 pour la scène d'arcade émergente. Alors que les gammes Laser Clay Shooting System ont dû être fermées à cause de coûts excessifs, Nintendo a trouvé un nouveau marché.
En 1974, Nintendo obtient les droits de distribution de la console de jeu vidéo Magnavox Odyssey au Japon. La même année voit le début de l'exportation vers l'Amérique et l'Europe. En 1975, Nintendo développe une machine de jeux de médailles commerciales de type vidéo nommée EVR race.
En 1975, Yamauchi commence à étudier certaines nouvelles tendances américaines et certains appareils pouvant se connecter à la télévision pour jouer à des jeux simples, notamment des jeux vidéo. Certaines sociétés, telles qu'Atari, ont déjà connu un certain succès dans ce domaine et Yamauchi décide que ce serait une bonne affaire pour Nintendo. 1976 marque le début du microprocesseur dans le jeu vidéo.
Dans un contexte d'explosion du marché occidental, Nintendo lance sa première console en 1977, uniquement au Japon, la Color TV-Game 6,. Plusieurs variantes lui succéderont : la Color TV-Game 15 (1977), la Color TV Game Racing 112 (1978), la Color TV Game Block Kuzushi (1979) et la Computer TV Game (1980). Fonctionnant à piles pour la première version, une seconde version avec adaptateur secteur arrivera deux mois plus tard. Ces consoles n'ont pas de cartouches de jeu supplémentaires et n'ont qu'un jeu séparé en plusieurs versions en fonction de leur difficulté (de 6 à 112 versions selon les consoles). Les microprocesseurs, trop chers à fabriquer pour Nintendo, viennent de la société Mitsubishi. Cette console connaîtra un certain succès et incitera Nintendo à poursuivre dans ce domaine : avec 350 000 consoles vendues, les Color TV-Game inondent le marché japonais et représentent 70 % du marché, alors qu'une dizaine d'autres sociétés se partagent les 30 % restants. Durant la même année, en octobre 1977, Nintendo embauche l'un de ses plus grands créateurs, Shigeru Miyamoto.
En 1978, Nintendo décide de commencer à vendre des machines de jeux vidéo professionnelles. Au mois de mars 1978, Nintendo sort un jeu d'arcade simpliste inspiré du jeu de société Othello, intitulé Computer Othello. Sur fond noir avec le vert comme seule couleur, des pions Othello noirs et blancs sont remplacés respectivement par des carrés et des signes plus. Pas de joystick pour Computer Othello, seulement dix boutons de couleur par joueur. En 1979, Gunpei Yokoi conçoit l'idée d'un jeu vidéo de poche en observant un autre banlieusard qui passe le temps en interagissant inutilement avec une calculatrice LCD portable, ce qui donne naissance à Game & Watch.
En 1980, Nintendo lance les Game & Watch créés par Gunpei Yokoi. Ces jeux électroniques à écran à cristaux liquides, qui tiennent dans la poche, connaissent un très grand succès à travers le monde : en 2008, certaines versions de Game & Watch très recherchées atteignent des prix avoisinant les 500 euros. Gunpei Yokoi, créateur du jeu Metroid, est aussi l'inventeur de la croix directionnelle qui depuis 1980 bénéficie d'un brevet d'étude appartenant à la firme Nintendo. C'est l'année suivante en 1981 que le premier jeu de Shigeru Miyamoto, Donkey Kong, sort sur bornes d'arcade ; dans ce jeu, les deux plus emblématiques personnages de Nintendo de l'époque, Mario et Donkey Kong, apparaissent pour la première fois.
Fort de ces succès, Hiroshi Yamauchi envoie aux États-Unis sa fille Yoko et son gendre Minoru Arakawa dans le but d'y implanter une filiale. Nintendo of America, dont le siège social est situé à New York, voit ainsi le jour en 1982. Minoru Arakawa restera président jusqu'en 2002. Dans la même veine, Nintendo of America ouvre la même année un quartier général subsidiaire à Redmond, près de Seattle.
En 1983, au Japon, un centre de distribution est construit à Uji City afin d'améliorer la production et de favoriser l'expansion. Nintendo s'installe également au Canada, à Vancouver, et bâtit un centre vidéoludique aux allures familiales. Au cours de la même année, le chiffre d'affaires de Nintendo of America atteint le seuil de 10 millions de dollars. En juillet, Nintendo fait son entrée sur le premier marché boursier de Tokyo.
Au début des années 1980, la micro-informatique explose, tandis que le marché des consoles occidentales s'effondre lors du krach de 1983. Coleco fait faillite, Mattel et MB s'écartent du marché tandis qu'Atari et Philips se recyclent dans l'informatique. Le micro-ordinateur est roi, la console de jeu est considérée ringarde, dépassée. Seule la Famicom va réussir à tirer son épingle du jeu, notamment grâce à son prix très compétitif (14990 yens). Hiroshi Yamauchi comprend que, contrairement aux fabricants d'ordinateurs tels que NEC ou Sharp, Nintendo sera en mesure de vendre son hardware à un prix très bas afin d'attirer les consommateurs, et pourra réaliser de la marge sur le software : sur ses jeux, si tant est que ceux-ci soient amusants (une cartouche neuve coûte 4500 yens). Compte tenu de leur expérience avec les Game & Watch, le président de Nintendo se montre confiant. Il fait ainsi le pari osé d'investir massivement dans le développement de la Famicom.

### 1983-1989: le début du succès

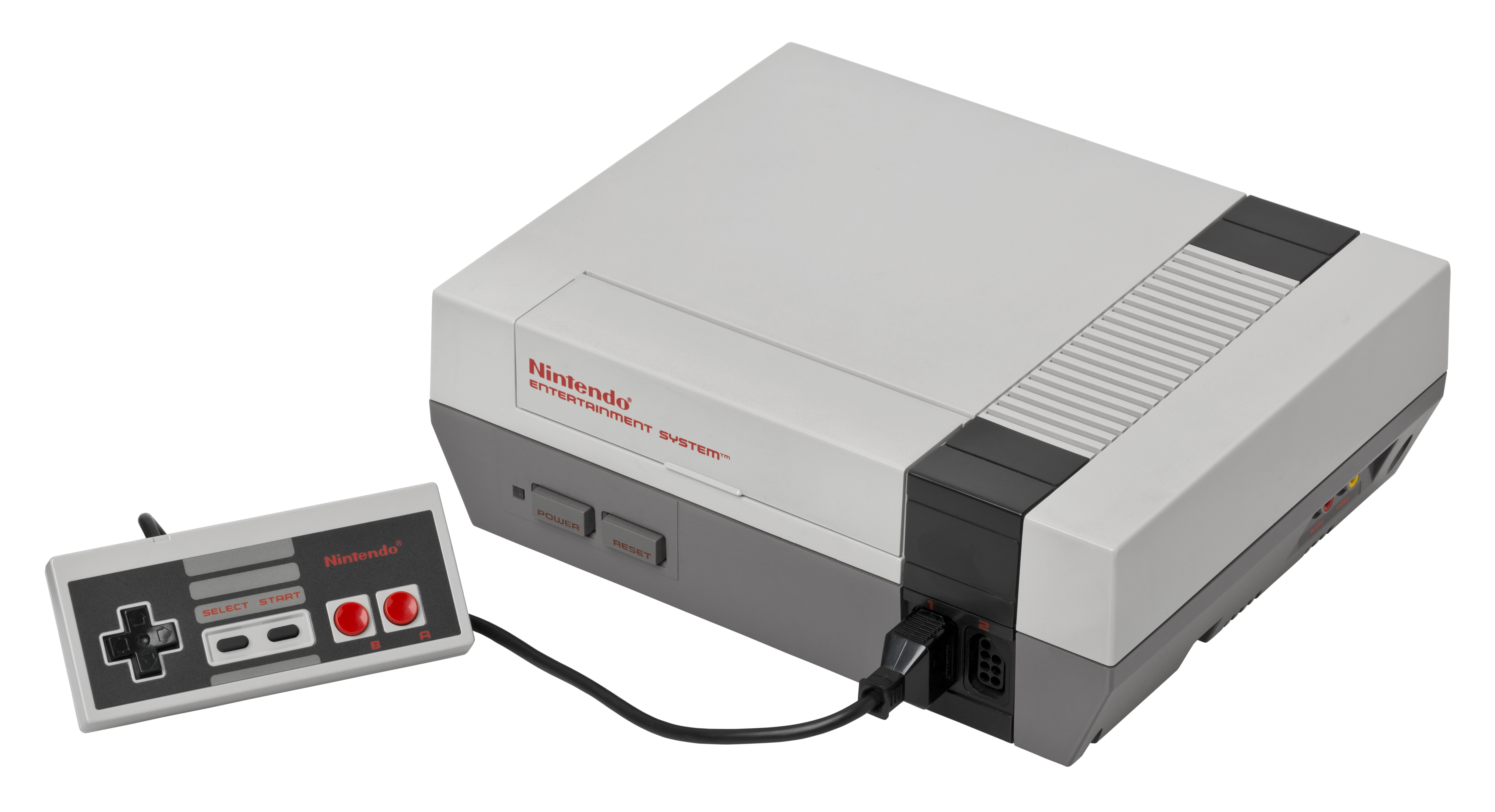
La Nintendo Entertainment System.

En 1983, Nintendo sort sa console Famicom (Family Computer) au Japon. Sa version occidentale, la Nintendo Entertainment System (NES) arrive en 1985 aux États-Unis avec l'aide de Worlds of Wonder (jusqu'en 1987), en 1986 au Canada et en Scandinavie via Bergsala, et en 1987 en Europe de l'Ouest. En termes de volume de ventes, la NES devient réellement populaire en France en 1989. Étant arrivée tardivement en Europe, presque à l'orée des consoles 16-bit, la NES a connu un cycle de vie moins long que celui de la Famicom au Japon.
À partir de 1983, Nintendo va également sortir divers accessoires pour la Famicom. Certains seront exclusifs au marché japonais comme le Disk System, d'autres trouveront le chemin du marché occidental, tels que le NES Zapper, le Power Pad ou encore le Power Glove.
En 1984, Shigeru Miyamoto crée R&D4. Toujours en 1984, Nintendo sort Vs. System, qui est le premier jeu vidéo d'arcade interactif à deux écrans. En 1985, Super Mario Bros. est mis en vente et restera longtemps le jeu vidéo le plus vendu au monde avec ses 40,24 millions d'exemplaires (détrôné par Wii Sports de Nintendo, vendu avec la console Wii). En 1986, Nintendo lance sur le marché japonais un périphérique révolutionnaire permettant de télécharger les jeux, le Famicom Disk System. C'est sur la NES que naîtront les plus grandes licences Nintendo telles que Metroid, la trilogie Super Mario Bros. ou encore The Legend of Zelda dont le premier épisode sort en 1986. Le chef-d'œuvre créé par Shigeru Miyamoto se vend à plus de six millions d'exemplaires.
En 1987, Nintendo se lance secrètement dans un tout nouveau projet, une console 16 bits : La Super Famicom. Le marché de la micro-informatique se développe tellement qu'on assiste, en 1988, à une véritable pénurie de microprocesseurs chez Nintendo. En 1988, Nintendo crée le Seal Of Quality, qui est placé sur n'importe quel jeu licencié pour l'usage sur une de leurs consoles de jeux vidéo.
En 1989, le chiffre d’affaires de Nintendo s'élève à 250 milliards de yens (près de 3 milliards d’euros de 2023), soit 16 fois plus que dix ans plus tôt. À la fin des années 1980, Nintendo est l'entreprise japonaise la plus rentable par nombre d'employés, devant Toyota. Près d'un foyer sur deux au Japon est équipé d'une Famicom ; près d'un sur trois d'une NES aux États-Unis. À cette époque, Nintendo contrôle près de 90 % du marché des consoles de salon. Il n'y a qu'en Europe que Nintendo se partage le marché de la console 8 bits avec Sega, dont la Master System a été introduite au même moment, voire quelques mois plus tôt.

### 1989-1995: l'apogée de la société

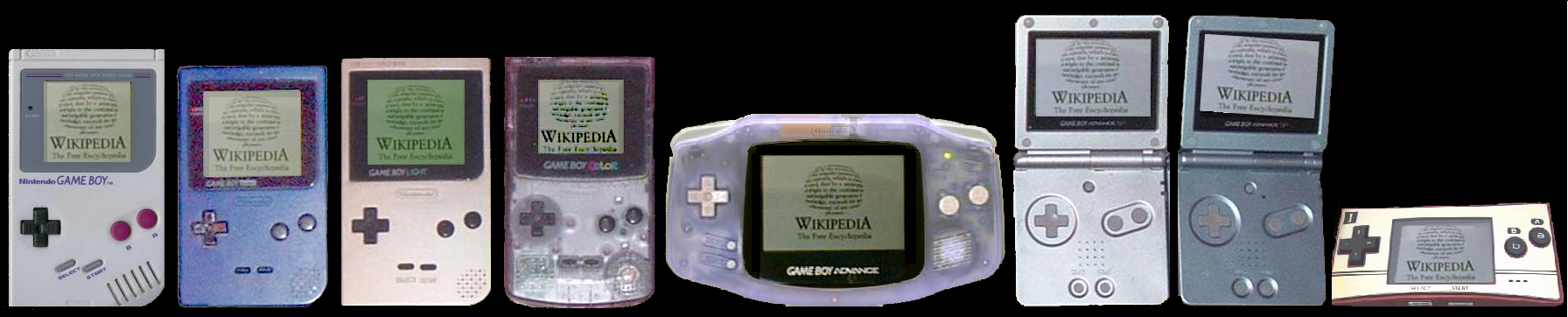
La Game Boy de sa version originale à sa version Micro.

Encore grâce au génie de Gunpei Yokoi, Nintendo enfonce le clou en sortant en 1989 la Game Boy.
La sortie de la petite console portable de Nintendo est accompagnée de Tetris, dont Nintendo a obtenu les droits après une lutte acharnée contre Atari et Microsoft ; c'est un succès foudroyant. Cette console a su allier prix bas, grande autonomie et un catalogue de jeux aussi riche que varié. C'est un mariage dont ont été incapables la Lynx d'Atari et la NEC PC Engine GT, pourtant bien plus performantes, mais plus chères et plus énergivores. Seule la Game Gear de Sega aurait pu concurrencer sérieusement la Game Boy, mais sa faible autonomie lui a fait perdre le combat. À cette époque, tous les concurrents de la Game Boy étaient en couleurs, alors que Nintendo a fait le choix économique d'un écran monochrome.

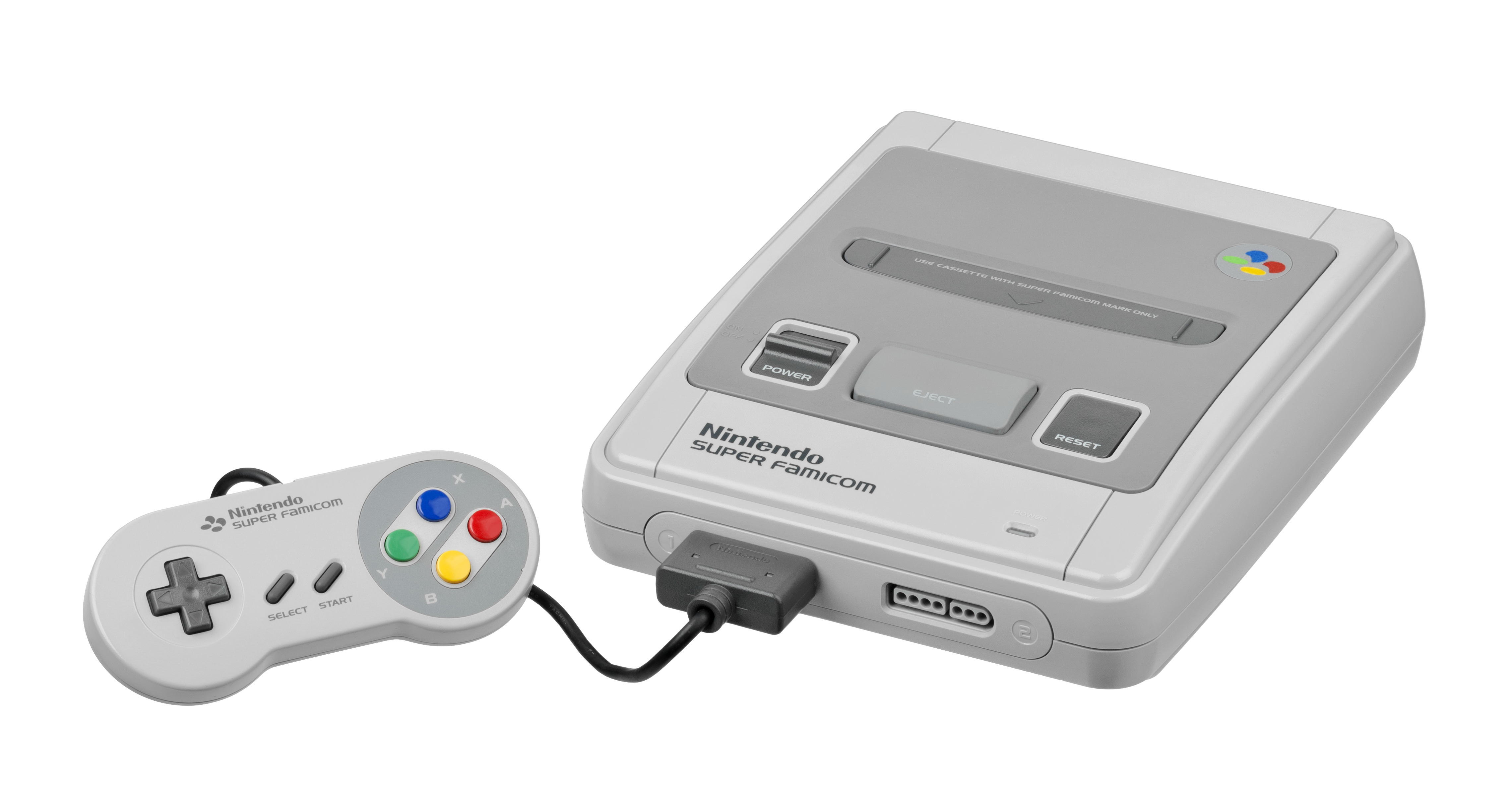
La Super Famicom.

Côté console de salon, c'est NEC avec sa PC-Engine (TurboGrafx-16 aux États-Unis) et surtout Sega avec sa Mega Drive (« Genesis » en Amérique du Nord) qui briseront la suprématie de Nintendo. Nintendo réplique en 1990 en sortant la Super Famicom (SNES aux États-Unis, Super Nintendo en Europe). Malgré un démarrage un peu difficile, la firme réalise toujours d'énormes bénéfices grâce aux ventes de consoles Famicom et de Game Boy. Super Mario Bros. 3 (sorti en 1991 sur NES) est un rouleau compresseur qui se vend à 15 millions d'exemplaires. Un projet de lecteur CD-ROM pour la Super Nintendo, en collaboration avec Sony, est annoncé.
La même année, en 1990, sort au Japon le Super Famicom Box destiné aux chambres d'hôtels. C'est une console de salon, la Super Famicom, enfermée dans une boite munie d'un monnayeur, permettant de jouer à une durée limitée à un jeu vidéo et qui fonctionne sur le système du pay to play. En juin 1990, Nintendo crée sa filiale Nintendo of Europe, à Grossosteim en Allemagne.
Le nom du lecteur CD est annoncé, le Super Nintendo CD-ROM Adapter (ou CD-ROM Super Nintendo ou SNES-CD en anglais) en 1991. C'est un périphérique destiné à la console Super Nintendo, conçu pour lui permettre de lire des jeux vidéo sur CD-ROM. Ce n'est qu'à partir de 1992 (date de sa sortie en Europe), et grâce à sa légère supériorité technique face à ses concurrentes (en particulier le Mode 7, qui permet de créer des jeux en pseudo 3D, comme F-Zero ou Super Mario Kart, et le nombre de couleurs affichées à l'écran), que la console finit par s'imposer.
En 1993, la création de Nintendo of Netherlands prend la gestion des produits Nintendo aux Pays-Bas, jusqu'ici distribués et gérés par Bandai. D'autres filiales voient également le jour en France, au Royaume-Uni, en Espagne, en Belgique et en Australie. En 1993, Nintendo lance une version relookée de la Famicom baptisée Famicom AV (NES Top Loader aux États-Unis), c'est l'année suivante que sortent les dernières cartouches Famicom, soit une durée de vie de onze ans : du jamais vu pour une console de salon.
Toujours en 1993, Nintendo annule le partenariat de lecteur CD-ROM avec Sony pour s'allier à Philips, espérant profiter de la nouvelle technologie CD-i. De cette alliance ne naîtront que quatre jeux sur la machine CD-i de Philips. Trois de ces jeux, utilisant les personnages de The Legend of Zelda, sont réputés aujourd'hui pour leur très mauvaise qualité. Nintendo annonce également le développement d'une nouvelle console : le Project Reality, une console de jeu 64 bits. Nintendo crée en 1994 le Super Game Boy. Il permet de jouer à des cartouches Game Boy sur un écran de télévision en utilisant les manettes de la Super Nintendo. Ce sera un grand succès.
Tout au long de sa commercialisation, le catalogue de la Super Nintendo va régulièrement s'étoffer de jeux mythiques comme Super Mario World, The Legend of Zelda: A Link to the Past, Super Metroid, Street Fighter II, la trilogie Donkey Kong Country (où les personnages sont des modèles 3D digitalisés, véritable révolution pour l'époque), Super Mario Kart ainsi que les séries de jeux de rôle Final Fantasy, Seiken Densetsu (Secret of Mana), Dragon Quest et EarthBound. La console explore même la 3D avec le chip graphique Super FX utilisé dans Star Fox (Starwing en Europe). Super Mario World 2: Yoshi's Island en 1995 représente l'apogée des jeux Nintendo de cette génération. Toujours en 1995 et afin de stimuler les ventes face à une concurrence de plus en plus agressive, Nintendo lance un nouveau périphérique (uniquement au Japon) permettant, grâce à un adaptateur satellite, de télécharger des jeux sur sa console : le Satellaview. 1995 est aussi l'année où Nintendo entre dans le capital de Rareware, la société à l'origine du développement de Donkey Kong Country.
À cette époque, Nintendo maîtrise encore 75 % du marché des consoles de jeux vidéo au niveau mondial. Au Japon, Nintendo reste de très loin le constructeur de consoles favori ; seul NEC parvient à se faire une place. Cependant, en Occident et plus particulièrement aux États-Unis, la Genesis (Mega Drive) de Sega fait jeu égal pendant plusieurs années avec la SNES.

### 1995-2001: une époque contrastée

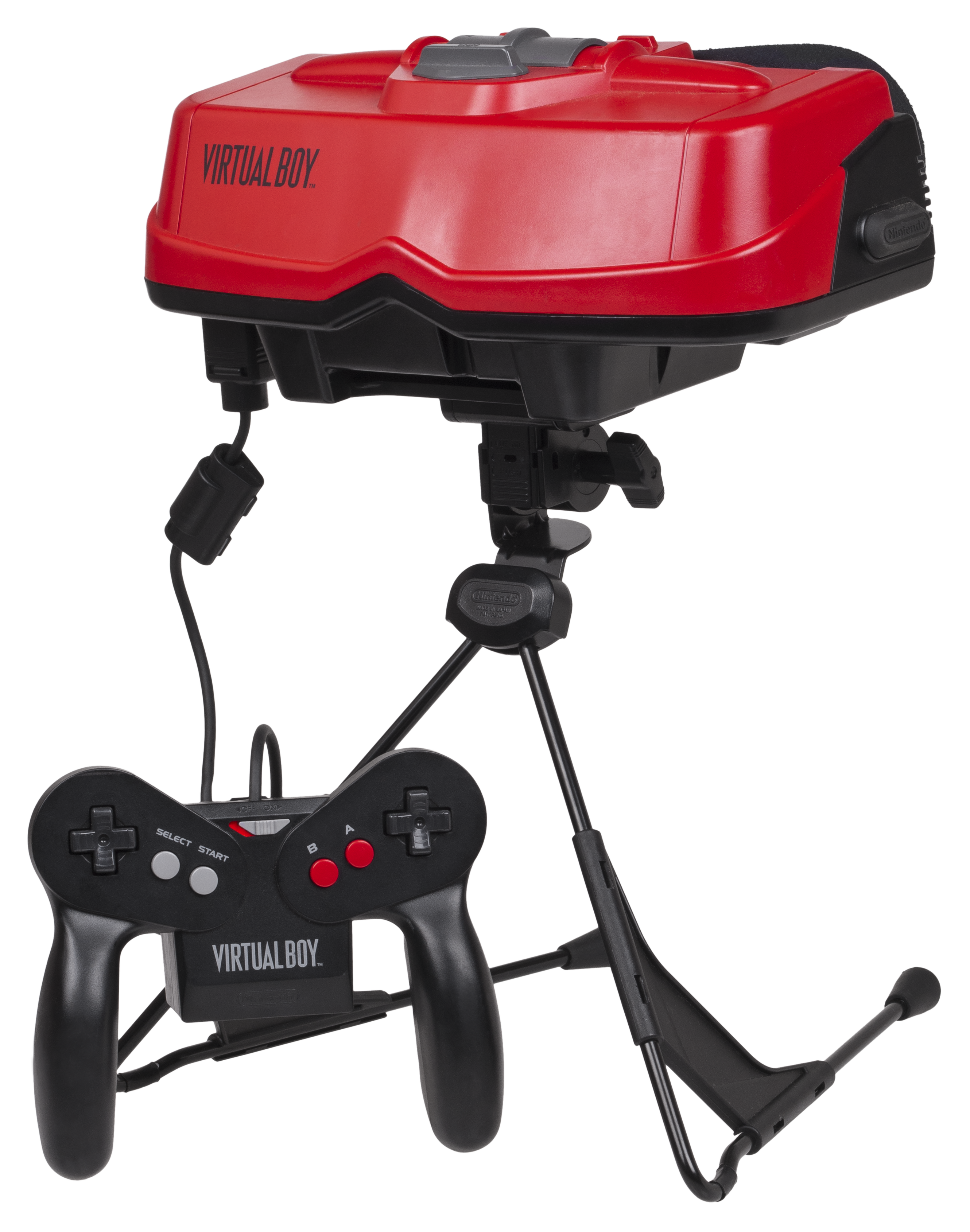
Le Virtual Boy.

Pendant l'été 1995, Nintendo lance sur les marchés américain et nippon une console 32 bits expérimentale : le Virtual Boy. Cette console mi-portable, mi de salon imaginée par Gunpei Yokoi se présente sous la forme d'un casque reprenant le concept de réalité virtuelle. C'est un échec, à peine (700 000) *800 000 unités se vendent, contraignant Nintendo à annuler le lancement européen.
Toujours en 1995, Nintendo se retrouve dans une situation plus concurrentielle. Sega présente sa console Saturn 32 bits (qui avec 9 millions d'exemplaires écoulés sera considéré un échec commercial), tandis que le nouveau venu, Sony, présente sa PlayStation. Cette dernière va devenir la console la plus populaire de sa génération.
Nintendo a bien-sûr un plan : le Project Reality (ou Ultra 64). Rebaptisée Nintendo 64, cette console ultra puissante lors de son annonce en 1993 en partenariat avec Silicon Graphics n'est plus aussi révolutionnaire après deux ans de retard lors de sa sortie au Japon en 1996, et 1997 en Europe. Sans être un échec commercial (33 millions de consoles vendues) Nintendo se retrouve dépossédé de sa position de leader au profit de Sony et sa PlayStation (102 millions). La N64 est notamment pénalisée par le choix de Nintendo de rester sur un format cartouche, alors que le CD-ROM est en plein essor. Ce choix est motivé par une volonté de se prémunir contre le piratage, et pour continuer à toucher des royalties en produisant son propre format, plutôt que d'être tributaire d'un constructeur de disques optiques.
Entre l'arrivée tardive de la N64, ses outils de développement compliqués, un nombre de joueurs moins importants que sur PlayStation, et le format cartouche qui limite la mémoire et ne permet pas d'introduire de longues cinématiques très prisées à l'époque ; de nombreux éditeurs et développeurs choisissent de se détourner de la console de Nintendo, à l'image de Square qui met fin à leur longue collaboration. La perte des parts de marché n'empêche toutefois pas la Nintendo 64 d'enchaîner des succès avec de nombreux jeux vendus à des millions d'exemplaires, en particulier sur le territoire nord-américain. Nintendo, principal éditeur de sa propre console, réalise ainsi encore des bénéfices exceptionnels. Super Mario 64 sort en même temps que la console et révolutionne le monde du jeu vidéo avec sa 3D superbe pour l'époque et sa maniabilité au stick analogique. La N64 est également très appréciée pour ses parties multijoueurs, avec ses 4 ports manette.

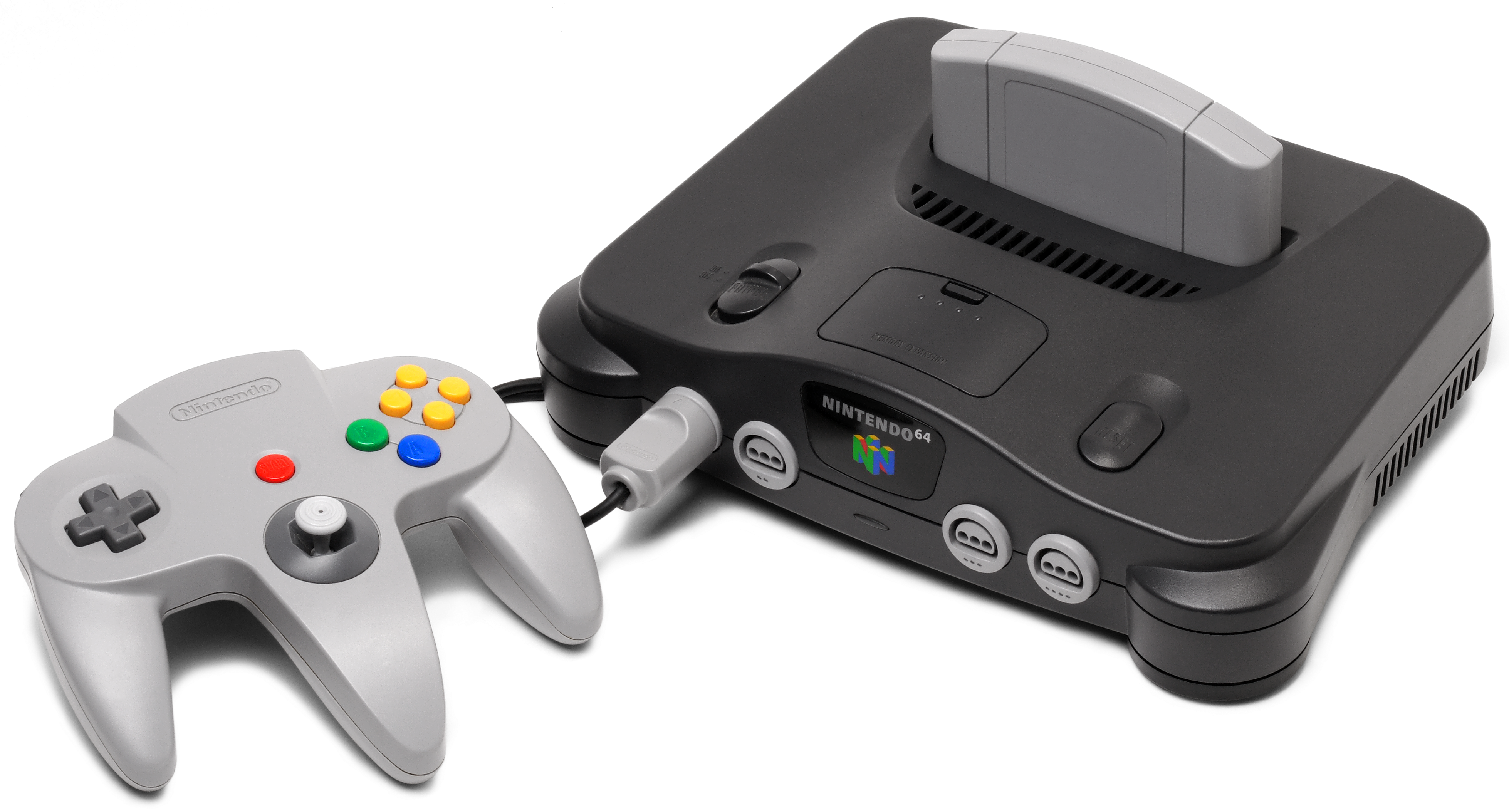
La Nintendo 64.

C'est un jeu nommé Pocket Monsters (Pokémon), sorti sur Game Boy en 1996, qui va relancer la firme. En effet, et contre toute attente, ce jeu connaît un succès planétaire et se place en tête des meilleures ventes de jeux (2e meilleure vente à ce jour), relançant du même coup les ventes de la Game Boy, et faisant de la portable de Nintendo une des consoles les plus vendues de l'histoire vidéoludique.
C'est également en 1996 que Nintendo va mettre sur le marché la Game Boy Pocket, version redessinée, plus petite, plus légère que la Game Boy originale dont les ventes diminuaient.
Le 4 octobre 1997, la mort tragique de Gunpei Yokoi dans un accident de la route bouleverse la firme nippone. Il était connu entre autres pour son invention des Game & Watch.
Par la suite, des succès comme Mario Kart 64, The Legend of Zelda: Ocarina of Time, Banjo-Kazooie, GoldenEye, F-Zero X vont s'enchaîner et faire décoller les ventes de la Nintendo 64 (sans toutefois égaler celles de la PlayStation).
Entre 1997 et 1998, Nintendo décide de rafraîchir le design de la Super Nintendo au Japon et Etats-Unis, en sortant le modèle SNS-101, parfois appelé Super NES 2 aux États-Unis, et la Super Famicom Jr. au Japon.
En 1998, la Super Nintendo s'était vendue à plus de 49 millions d'exemplaires.

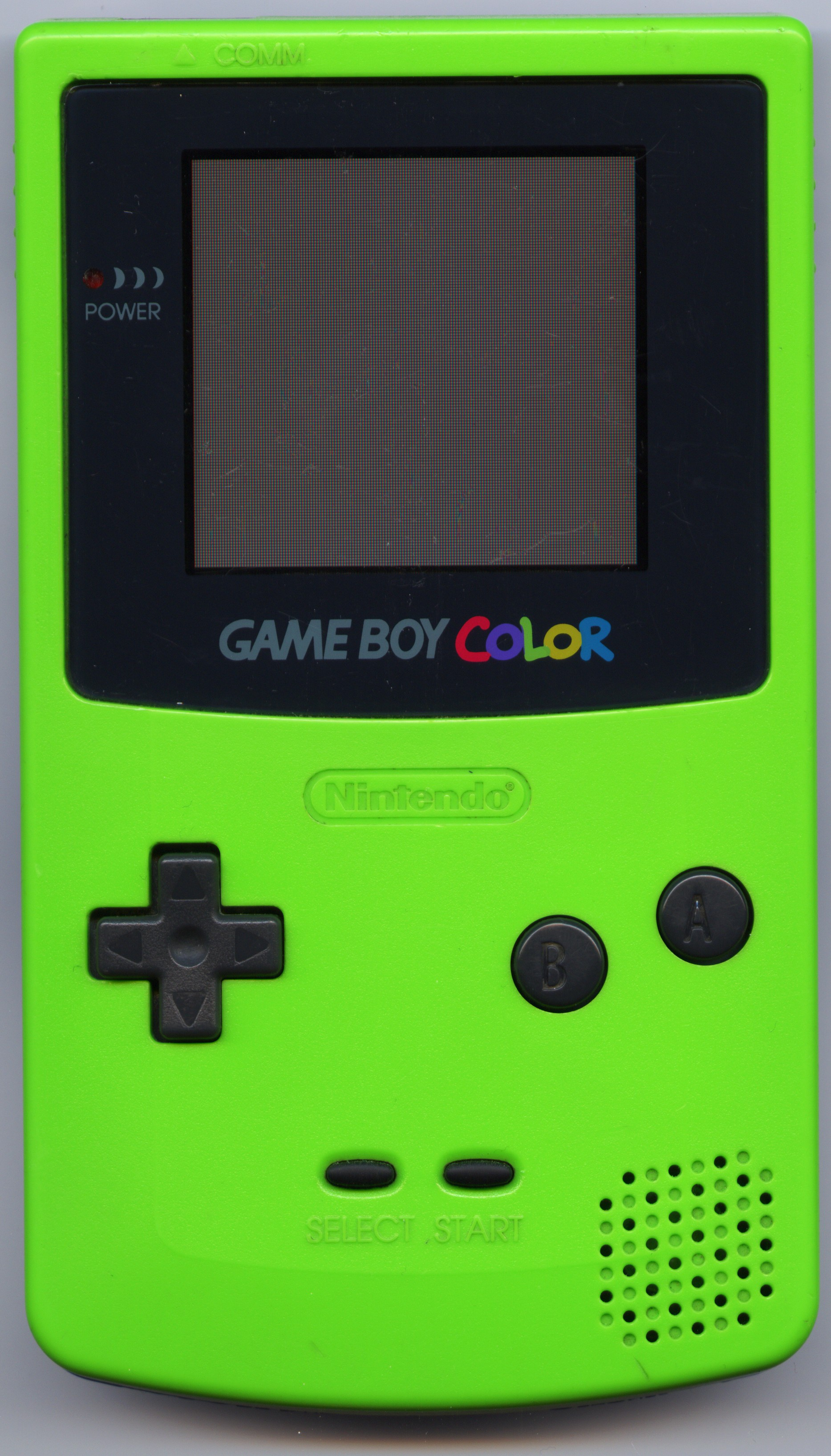
La Game Boy Color de couleur verte commercialisée en 1998.

En mars 1998, Nintendo lance au Japon la Game Boy Light, version rétroéclairée de la Game Boy Pocket. Toutefois, le lancement de la Game Boy Light n'est pas un réel succès : en effet, les fans préfèrent attendre la fin de l'année 1998 et découvrir une véritable nouvelle console portable : la Game Boy Color. Celle-ci incorpore un écran couleur à peine plus grand que celui de la Game Boy. En revanche, son processeur est deux fois plus rapide et sa mémoire deux fois plus grande, le tout dans un format plus compact. Et elle est rétrocompatible avec tous les jeux Game Boy de première génération. C'est un véritable succès. La Game Boy Color est disponible en coques de différentes versions : translucide, violet, bleu, vert, fuchsia, jaune, violet translucide. des éditions limitées ont également été éditées : Noir translucide, vert translucide, bleu nuit, bleu translucide, orange clair, vert et or et une dizaine d'autres variantes spécifiques, ainsi que 7 versions Pokémon ce qui en a fait son succès.
Toujours en 1998 sort la Game Boy Camera, commercialisée sous le nom de Pocket Camera au Japon. Elle sert à prendre des photographies de jeux Game Boy, est compatible avec tous les modèles de Game Boy et fonctionnera aussi sur les Game Boy Advance (à l'exception de la Game Boy Micro). Elle est déclinée en cinq coloris : bleu, rouge, vert, jaune ou violet (ce dernier seulement disponible au Japon).
Un autre accessoire sorti en 1998 pour la console portable est le Game Boy Printer, une imprimante thermique qui se branche directement sur la Game Boy via un câble. Vendue avec des rouleaux de papier autocollants de 3,8 cm de large, qui étaient aussi disponibles dans le commerce, le Game Boy Printer est compatible avec toutes les consoles Game Boy et Game Boy Advance à l'exception de la Game Boy Micro. Elle permet d'imprimer des images présentes dans certains titres Game Boy et Game Boy Color.
En 1998 au Japon et aux États-Unis et en 1999 dans le reste du monde, Nintendo sort Pokémon Pikachu, une console de jeux vidéo portable mettant en scène le Pokémon Pikachu. Inspirée des Tamagotchi, elle ressemble à une Game Boy jaune, avec un écran noir et blanc LCD qui permet d'afficher les activités de Pikachu.
Lors de l'E3 1999, Nintendo annonce sa nouvelle console : la Dolphin (nom de code de la GameCube).
En décembre 1999, le 64DD (DD pour Disk Drive) sort uniquement au Japon. c'est une extension matérielle de la Nintendo 64 dont le but premier est d'augmenter la taille des jeux, bridée sur cartouche. Il permet d'effectuer des modifications dans les jeux tels que l'édition de niveaux, de personnages et des mises à jour via le réseau Randnet, grâce à la possibilité de stockage de données sur disque dur. C'est un échec commercial (peu de jeux étant sortis sur cette plate-forme) et il est abandonné un an plus tard.
En 2000, Rareware sort la suite non officielle de Goldeneye : Perfect Dark qui surpasse son aîné et Nintendo lance The Legend of Zelda: Majora's Mask qui malgré sa qualité, mais surtout son originalité ne se vend qu'à 3,3 millions d'exemplaires.
Le Mobile System GameBoy sort exclusivement au Japon le 14 décembre 2000. Il s'agit d'un adaptateur permettant de relier la console à un Téléphone Portable. Cela offrait aux joueurs la possibilité de jouer en réseau, de télécharger des articles de presse et des nouveaux niveaux ou personnages pour leurs jeux et de consulter et envoyer des courriels avec leur console portable.

### 2001-2004: maintien du succès des consoles portables Nintendo

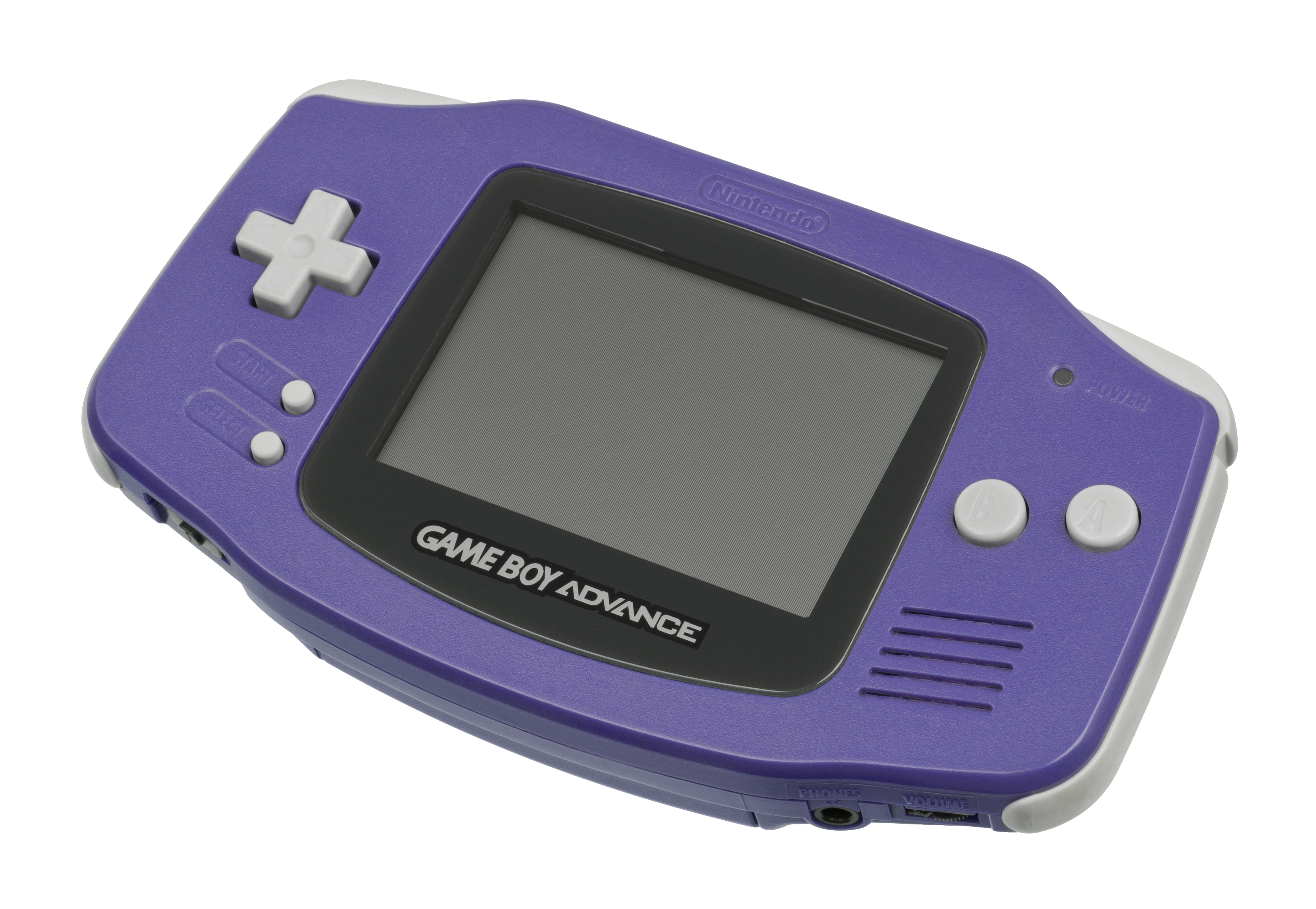
La Game Boy Advance.

En 2001, le rythme des sorties sur Nintendo 64 se ralentit. Néanmoins, c'est au cours de cette année que Rareware sort le jeu le plus injurieux de la console : Conker's Bad Fur Day (ce qui l'a rendu prisé des collectionneurs). Nintendo sortira, dans le dernier trimestre de 2001, un de ses derniers jeux : Paper Mario suite spirituelle de Super Mario RPG sur Super Nintendo.
En juin 2001, Nintendo sort la successeur de la Game Boy (âgée de 13 ans, bien qu'ayant connu 3 évolutions : la Game Boy Pocket en 1996, la Game Boy Light et la Game Boy Color en 1998), la Game Boy Advance. Cette console portable, plus puissante que la Super Nintendo, crée un véritable engouement, tant chez les joueurs que chez les développeurs.
Le Game Boy Advance Card-e Reader sort au Japon le 1er décembre 2001, donnant une nouvelle signification au système de jeu portable. Des informations de jeux enregistrées sur des cartes Card-e peuvent désormais être lues par le Card-e Reader et transférées sur Game Boy Advance.

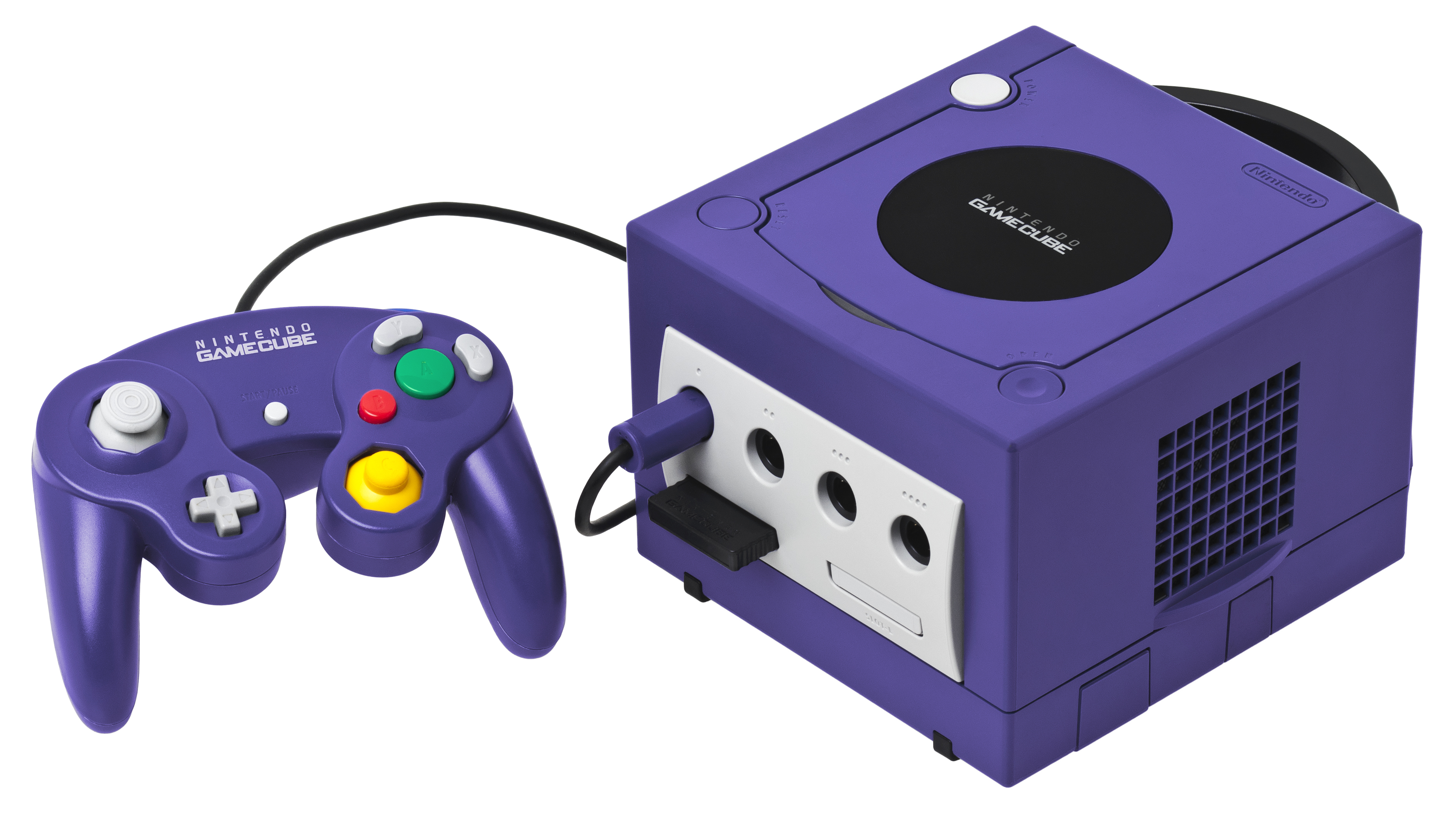
La GameCube.

Fin 2001, Nintendo sort au Japon et aux États-Unis la GameCube (autrefois nommée Dolphin), créée pour concurrencer la Dreamcast de Sega, la PlayStation 2 de Sony et la Xbox de Microsoft, la nouvelle console 128-bits de Nintendo a bien des atouts. C'est la première console de Nintendo à délaisser les cartouches pour un format de stockage sur Mini-DVD. En plus de sa grande puissance, la GameCube débarque avec un catalogue mêlant les classiques de la marque, comme Metroid Prime, Super Smash Bros. Melee, Mario Kart: Double Dash!! qui fut un des plus grands succès sur GameCube, et des titres innovants tels que Pikmin ou Animal Crossing.
Nintendo a également signé un accord d'exclusivité, perdu par la suite, avec Capcom pour sa série Resident Evil.
En décembre 2001 sort la Pokémon mini, qui est une console de jeux vidéo portable conçue et axée sur la franchise Pokémon. Elle est la plus petite console de jeux à cartouches produite par Nintendo. Elle possède un écran noir et blanc, et propose une horloge, un vibreur et un détecteur de choc. Elle dispose d'une connexion infrarouge permettant le jeu multijoueur.
La GameCube sort en Europe en 2002, et Panasonic commercialise, au Japon seulement, une version de la GameCube capable de lire les films DVD nommée Q (prononcer /ˈkjuː/).
Toujours en 2002, Nintendo crée une carte d'arcade (fondée sur la GameCube) en collaboration avec Sega et Namco. Son nom : la Triforce (clin d'œil à Zelda). Les jeux créés sur ce support ont l'avantage d'être facilement et rapidement portables sur la GameCube (ex. le jeu d'arcade F-Zero AX devenu F-Zero GX sur GameCube).
Fin mai 2002, Hiroshi Yamauchi quitte la présidence de Nintendo après plus de 50 ans passés à sa tête. Son successeur est Satoru Iwata.
La même date, Minoru Arakawa démissionne de son poste de PDG de Nintendo of America et est remplacé par Tatsumi Kimishima jusqu'en 2006.
C'est également en 2002 que Nintendo va se séparer de Rareware, rachetée par Microsoft.
C'est également en 2002, que Nintendo fit une version sans fil de la manette GameCube, nommée Wavebird. Elle avait pour particularité d'utiliser des ondes radios pour communiquer avec la console au lieu des habituelles liaisons infrarouge et possédait une autonomie d'environ 50 heures pour une consommation de deux piles AA, permise par l'absence de module de vibrations. Au Japon, elle a été commercialisée en couleur platine (Silver), alors qu'elle était grise en Europe. Aux États-Unis, les deux étaient disponibles. Une version collector Club Nintendo existe au Japon, blanche et turquoise, avec le logo du Club Nintendo (la casquette rouge de Mario) au lieu du logo GameCube. Il y a également une version collector Gundam, de couleur bordeaux, disponible uniquement au Japon aussi. D'autres manettes sans fils ont été créées par Mad Catz.
Le 28 mars 2003, Nintendo sort la Game Boy Advance SP (SP pour SPécial). Dôtée de la même puissance que la GBA mais possédant un design radicalement différent, la console est repliable, l'écran est éclairé par le bas (et non rétroéclairé comme l'annonçait la rumeur), les piles sont remplacées par une batterie et la console perd son port jack. À noter : une nouvelle version améliorée de l'éclairage sort en 2005. Par son design, cette version de la Game Boy augure la prochaine série de consoles portable de Nintendo : la Nintendo DS.
Lors du Tokyo Game Show 2003, Nintendo a annoncé sa décision de s'implanter en Chine. Les produits Nintendo commercialisés en Chine porteront le nom iQue. Le premier projet de Nintendo en Chine sera l'iQue Player, une Nintendo 64 recarrossée. Pour éviter le piratage, les jeux sont téléchargés depuis des bornes spéciales sur des cartouches flashs réinscriptibles (à la manière du Famicom Disk System).
Toujours en 2003, Le Game Boy Player sort. C'est un accessoire pour la GameCube permettant d'insérer des cartouches Game Boy, Game Boy Color et Game Boy Advance pour y jouer directement sur une télévision à l'aide des manettes de la console de salon.
En 2003, Nintendo sort un site internet Club Nintendo, qui sera un succès dès sa sortie.
Lors de l'E3 2004, Nintendo annonce un nouveau Zelda (prévu pour fin 2006) et une nouvelle console portable : la Nintendo DS. C'est également lors de cette période que Nintendo va renouer avec Square après une absence de près de 7 ans. Square sortira Final Fantasy Crystal Chronicles sur GameCube et de nombreux jeux sur Game Boy Advance.

### 2004-2011: le retour de la réussite commerciale

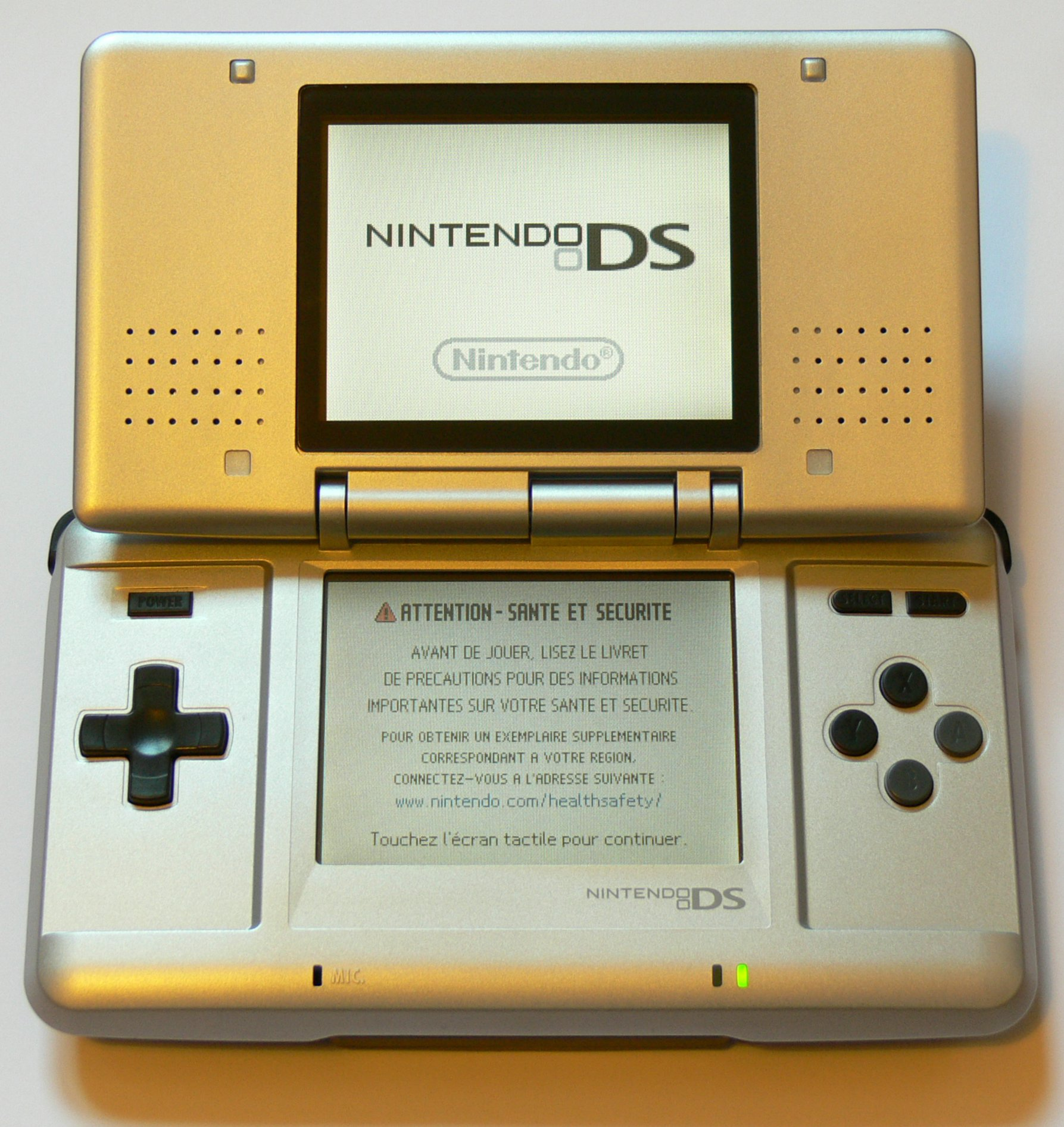
La Nintendo DS.

Fin 2004 au Japon et aux États-Unis, début 2005 en Europe, Nintendo lance la Nintendo DS, nouvelle console portable équipée de plusieurs fonctions jusque-là inédites dans le domaine du jeu vidéo portable, telles que l'utilisation de deux écrans rétro éclairés simultanément dont un tactile, d'une connexion internet-joueurs Wi-Fi et d'un microphone intégré. Grâce à un son stéréo ou Surround (avec l'utilisation d'un casque), la rétrocompatibilité avec les titres Game Boy Advance et la mise en veille automatique, la Nintendo DS est un vif succès.
Lors de l'E3 2005, Nintendo présente au public certaines caractéristiques de sa nouvelle console de salon : le Project Revolution.
Satoru Iwata, nouveau président de Nintendo, s'avère décidé à se démarquer avec la nouvelle génération de console de salon en approche : le but est de revenir à des coûts de production peu élevés (l'un des principaux objectif de la Famicom à l'époque qui fit son succès), avec un système de jeu unique qui poussera les ventes vers l'avant. Cependant, cela risque de repousser les joueurs réguliers : il faut donc toucher un public plus occasionnel.
En novembre 2005, Nintendo lance son nouveau système de jeu en ligne : le Nintendo Wi-Fi Connection, compatible avec la Wii et la Nintendo DS. Ce système connaît un vif succès en partie grâce à Mario Kart DS qui sort au même moment.
Fin 2005 au Japon et aux États-Unis, Nintendo lance une troisième version de la Game Boy Advance et dernière de la serie Game Boy, le Game Boy Micro avec un écran rétroéclairé et une coque amovible de décoration ; trois coques sont fournies avec la console. L'écran est de meilleure qualité que ceux des versions précédentes du Game Boy Advance. Sa petite taille, plus petite de face qu'une carte de crédit, attire une nouvelle clientèle plus âgée. Cette console se vend assez bien, même si elle n'est que légèrement moins coûteuse que la Nintendo DS (qui offre une compatibilité avec le même catalogue de jeu) et qu'elle n'est pas compatible avec les jeux Game Boy et Game Boy Color.
Début janvier 2006, Nintendo annonce avoir écoulé treize millions de DS dans le monde depuis son lancement à l'échelle mondiale jusqu'à la fin décembre 2005. Un chiffre important suivi par des ventes de jeux excellentes dépassant le million pour des titres tels que Nintendogs, Animal Crossing: Wild World, Mario Kart DS, Metroid Prime Hunters, Nintendo DS Brain Training, Pokémon Diamant et Perle, un remake de Super Mario 64 : Super Mario 64 DS, et New Super Mario Bros., un opus qui rappelle celui sur NES.

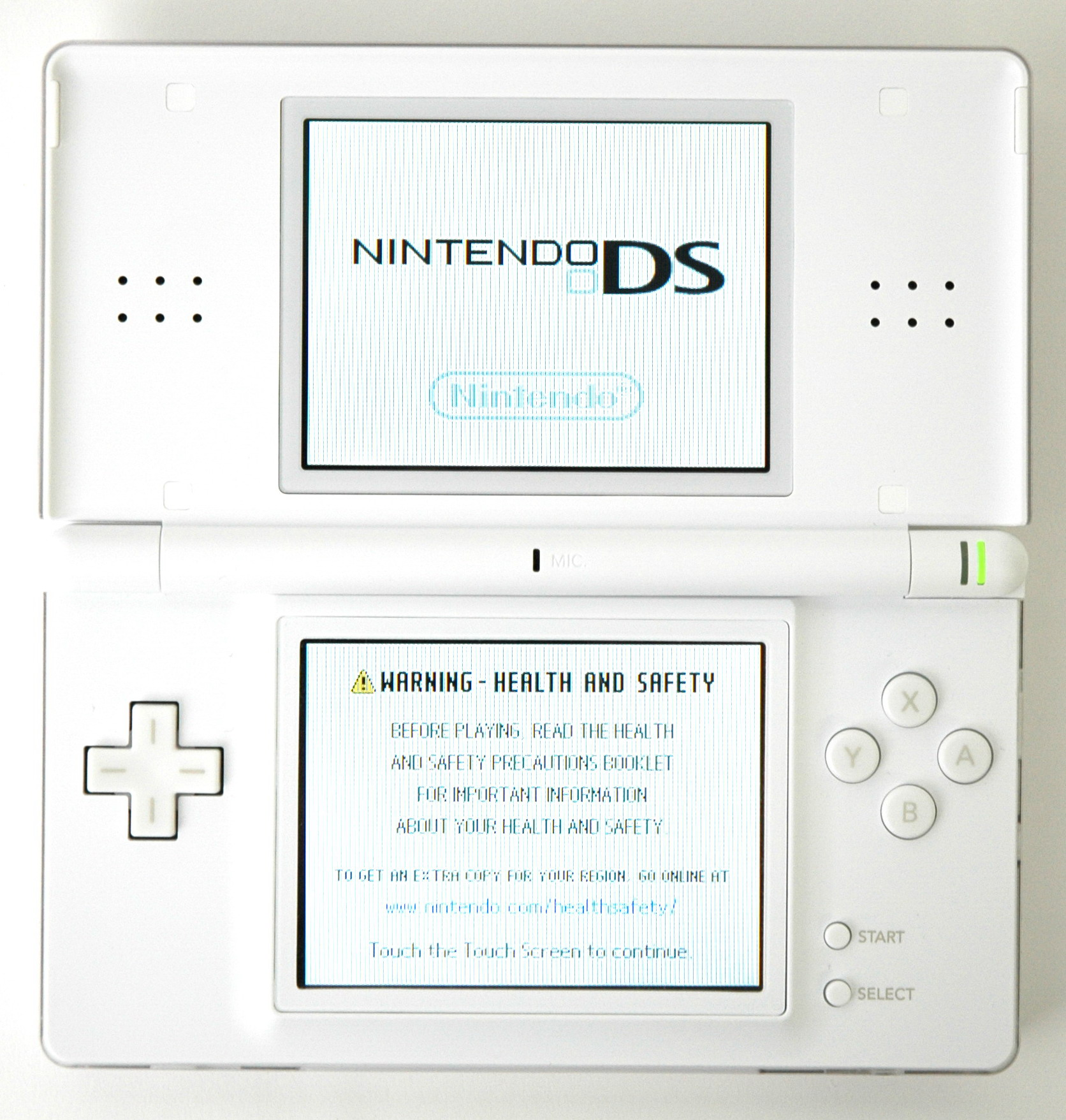
La Nintendo DS Lite.

Toujours fin janvier 2006, Nintendo annonce une version relookée de la Nintendo DS dans un style assez proche de la Wii (nom de code Revolution). Nommée Nintendo DS Lite, elle est sortie le 2 mars 2006 au Japon pour le prix de 16,800 yens (environ 118 €), le 11 juin en Amérique du Nord pour le prix de 149 CAD et enfin en Europe le 23 juin 2006 pour le prix de 149,99 €. La Nintendo DS Lite est plus légère que l'originale (218 g contre 275 pour l'originale) mais aussi plus petite : ses dimensions ayant été réduites (133 × 74 × 22 contre 149 × 85 × 29) et il est possible de gérer la luminosité de l'écran avec 4 niveaux d'éclairage. Pour de nombreux joueurs, il s'agit de la console inaugurale de New Super Mario Bros. (un certain mélange de tous les épisodes en un seul nouveau jeu). Ce jeu s'est vendu à 900 000 d'exemplaires dans les 4 premiers jours de sa sortie. En 2008, nous avons le choix entre plusieurs coloris : blanc et noir disponibles dès le lancement, puis gris et rose, et enfin rouge, bleu clair et vert clair qui sont des couleurs ajoutées par la suite (d'autres couleurs comme bleu foncé, violet, jaune ou or sont disponibles en version limitée en Amérique du Nord ou au Japon).
En 2006, Nintendo ouvre la voie à la gamme de jeux Touch! Generations, une gamme de titres permettant de jouer de toutes nouvelles manières et qui met à l'honneur le stylet et l'écran tactile de la console.
En 2006, Tatsumi Kimishima démissionne de Nintendo of America et laisse la place à Reggie Fils-Aimé.
Début mars 2006, la barre du million de joueurs uniques sur la Nintendo Wi-Fi Connection est dépassée et Nintendo se fait un nom dans le domaine du jeu vidéo en ligne par la même occasion. La barre des deux millions de joueurs est franchie en août 2006. Nintendo sort le jeu Programme d'entraînement cérébral du Dr Kawashima qui fut un véritable succès. Une suite de ce jeu ne tarde pas à sortir ainsi que d'autres jeux visant le même public sortent et se vendant aussi bien. Nintendo a trouvé le public qu'il lui faut pour sa prochaine console de salon, et juge donc inutile de dépenser trop d'argent pour sa production.
La Révolution se nomme désormais « Wii », soit « We », ou « Nous » en anglais, signifiant que le jeu est destiné à tout le monde. Le design de la console aborde un style épuré, et aura le but de plaire à un large public, mais conviendra aussi aux joueurs « confirmés » qui se sentiront, malgré tout, délaissés après sa sortie.

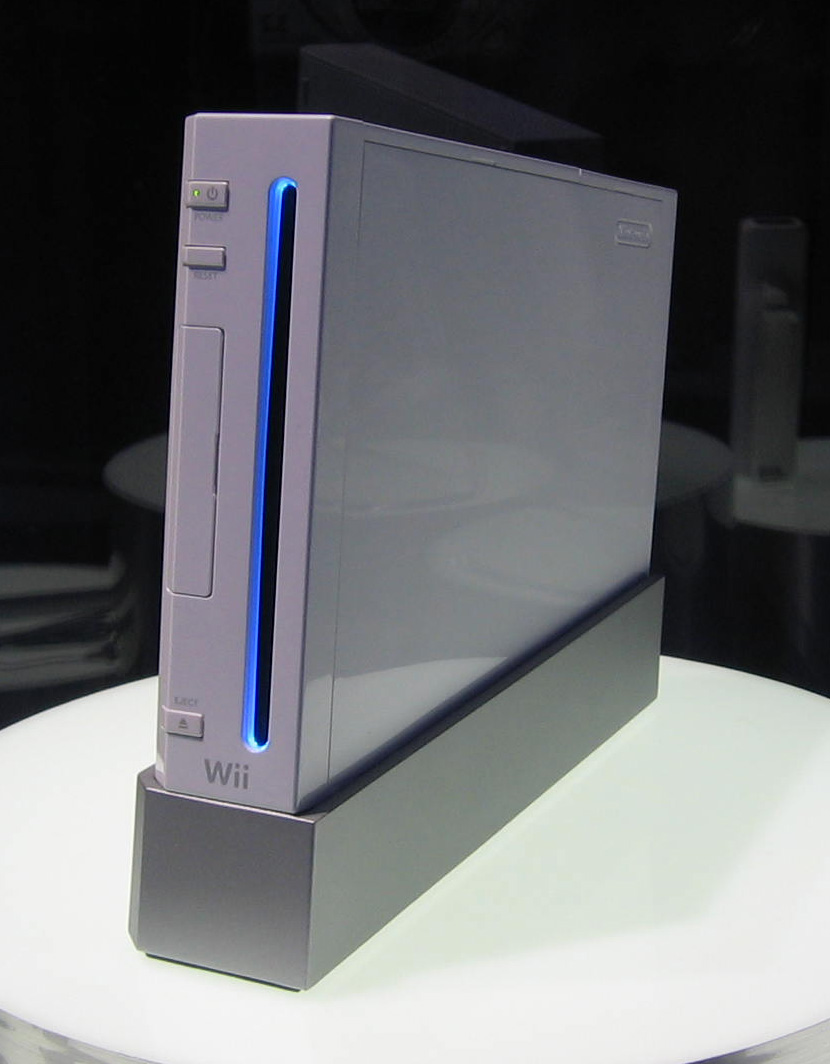
La Wii lors de l'E3 2006.

La cinquième console de salon de Nintendo est donc la Wii (dont l'ancien nom de code était Revolution), qui a été présentée en version jouable à l'E3 au début du mois de mai 2006.
Cette console est sortie le 8 décembre 2006 en Europe au prix de 249 €. Elle propose un système de jeu en ligne comme celui qui a vu le jour sur la Nintendo DS en novembre 2005. Ce système en ligne (le WiiConnect24) est entièrement gratuit. Elle offre une compatibilité avec les jeux de la Nintendo GameCube. De plus, elle permet, grâce à la Virtual Console, d'avoir accès à certains jeux NES, Super Nintendo et Nintendo 64, par la voie du téléchargement, mais aussi à des jeux Mega Drive, TurboGrafx-16, MSX, Commodore 64, PC-Engine (Hudson, NEC), NEO-GEO et Master System. La manette, appelée Wiimote, est totalement inédite. Elle a été présentée au Tokyo Game Show de 2005 pour la première fois. Elle se présente sous la forme d'une télécommande. C'est un engin de pointage qui détecte les mouvements. Cette manette peut interpréter les déplacements diagonaux, d'éloignement et de rapprochement, ainsi que les rotations. Depuis l'E3 2006, elle contient aussi un haut-parleur et un vibreur. Ici, deux capteurs fixes sous la forme de tiges de 30 cm jouent le rôle de référentiels. Des extensions peuvent être attachées à la manette, comme un joystick (appelé « nunchuk », qui détecte aussi les mouvements) et qui est vendu avec la console.
En janvier 2007, Nintendo a déjà vendu près de 6 millions de consoles Wii à travers le monde et compte en vendre 14 millions en 2007/2008. Par ailleurs, la Nintendo DS se porte extrêmement bien, et la barre symbolique des 10 millions d'unités vendues en Europe en moins de 2 ans a été franchie en janvier 2008. Notons également que le nombre de Nintendo DS vendues aux États-Unis est sur le point de franchir les 10 millions d'unités vendues. La Nintendo DS devient ainsi la première console à avoir atteint ce chiffre en si peu de temps.
Le 1er mai 2007, Nintendo a acquis une participation de 80 % dans la société de développement de jeux vidéo Monolith Soft, auparavant détenue par Bandai Namco. Monolith Soft est surtout connu pour développer des jeux de rôle tels que les séries Xenosaga et Baten Kaitos.
Toujours fin 2007, Nintendo change son site. Le design du site arbore un style épuré, correspondant aux couleurs de la Wii et de la Nintendo DS Lite.
En novembre 2007, Nintendo sort le jeu Super Mario Galaxy. Successeur de Super Mario Sunshine, Galaxy est le nouveau volet 3D des aventures du plombier de la firme. Le jeu est un immense succès critique et commercial, acclamé pour son originalité, son concept de gravité, sa musique orchestrée et ses graphismes. Le jeu se vend à plus de 8,5 millions d'exemplaires à travers le monde et est décerné jeu de l'année 2007 par plusieurs sites de référence de jeux vidéo tel IGN ou GameSpot. Le jeu remporte le prix prestigieux de jeu de la décennie par la BAFTA, l'Académie Britannique. Super Mario Galaxy est le jeu le mieux côté de tous les temps sur GameRankings. Il est également le titre Wii le mieux côté de tous, suivi de sa suite, Super Mario Galaxy 2 ainsi que The Legend of Zelda: Twilight Princess, World of Goo et Metroid Prime: Trilogy.
En 2007, Greenpeace dénonce l'absence de politique environnementale de Nintendo, tant en matière d'élimination des substances chimiques dangereuses qu'en recyclage des produits électroniques obsolètes.
Début 2008, Nintendo sort un jeu très attendu : Super Smash Bros. Brawl. Le jeu est un vif succès avec des ventes de plus de 9,2 millions d'exemplaires.
Au mois d'avril 2008, Le Wii Fit et la Wii Balance Board sortent, invitant des familles entières à s'intéresser à leur forme physique tout en s'amusant. Dans le courant de la même année, la sortie de Mario Kart Wii et du volant Wii Wheel amène les joueurs de tous âges et de tous niveaux à s'affronter tambour battant sur les circuits.
C'est au mois de mai 2008 que WiiWare, le service de téléchargement de jeux vidéo, est lancé.
Le 1er novembre 2008, la Nintendo DSi sort au Japon. Celle-ci est équipée d'une fonction appareil photographique, mais ne lit plus les jeux Game Boy Advance.
Le 4 novembre 2008, Nintendo annonce que la DSi s'est écoulée à 170 179 exemplaires lors des deux premiers jours de sa commercialisation au Japon. La DSi est commercialisée depuis le 5 avril 2009 aux États-Unis et le 3 avril 2009 en Europe.
Fin 2008, Nintendo adopte définitivement un nouveau logo : soit le même que le précédent, mais en un gris assez discret correspondant mieux ainsi aux couleurs épurées de la Wii et de la Nintendo DS Lite (puis de la DSi). Il sera demandé par courrier à de nombreux journaux et magazines de ne plus utiliser l'ancien logo rouge. Les boites de jeux abordant encore l'ancien logo sont rééditées, ainsi également que le contenu des jeux où apparaissent le logo rouge[réf. nécessaire].
Durant l'été 2009, Wii Fit revient en pleine forme avec Wii Fit Plus offrant à ses utilisateurs encore plus de façons de mesurer leur forme physique. L'ajout d'un compteur de calories et d'une option permettant de personnaliser les entraînements selon les besoins de l'utilisateur permettent à chacun de prendre soin de sa forme à son rythme.
La Nintendo DSi XL (ou DSi LL au Japon) est sortie le 21 novembre 2009 au Japon, le 5 mars 2010 en Europe et le 28 mars 2010 aux États-Unis. Il s'agit d'une version agrandie de la Nintendo DSi, ses écrans étant 93 % plus grands[réf. nécessaire].
Fin 2009, Nintendo met en vente le jeu New Super Mario Bros. Wii, un épisode 2D de Mario. Le jeu bat le record de ventes sur la durée la plus courte, autrefois détenu par Grand Theft Auto: San Andreas et devient le jeu le plus rapidement vendu de l'histoire, cumulant en février 2010 près de douze millions de ventes après deux mois de commercialisation.
En juin 2010, à l'occasion de l'E3, Nintendo dévoile sa nouvelle console portable devant succéder à la gamme Nintendo DS. Dénommée Nintendo 3DS celle-ci conserve le concept des 2 écrans. Celui du bas est toujours tactile (elle est rétrocompatible avec les jeux Nintendo DS) mais la grande nouveauté provient de l'écran supérieur qui permet d'afficher des effets 3D sans que l'utilisateur ait besoin de porter des lunettes. La Nintendo 3DS dispose d'un gyroscope, de trois caméras (permettant de prendre des photographies en 3D) et de fonctions de communication avancées. Elle est lancée au Japon le 26 février 2011, en Europe le 25 mars 2011 et aux États-Unis le 27 mars 2011.

### 2011-2017: échec de la Wii U, ère de la Nintendo 3DS et lancement du jeu mobile

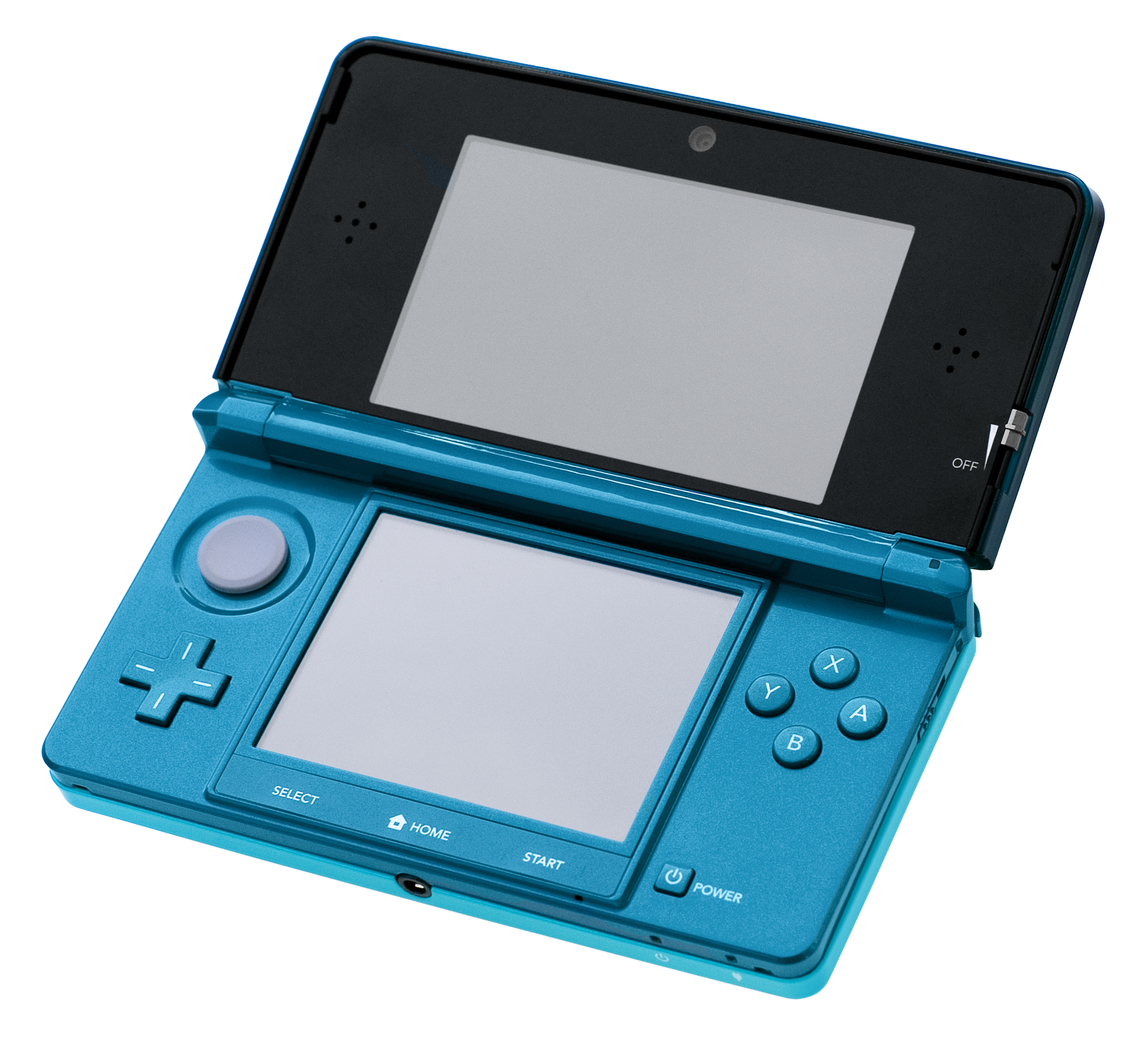
La Nintendo 3DS.

Au mois d'avril 2011, le site 01net déclare que, selon une source interne de Nintendo, la future console de salon de la firme se nommerait « Project Café ». Les rumeurs font état de compatibilité HD et d'une nouvelle manette intégrant un écran. Finalement, Nintendo dévoile sa nouvelle console lors de l'E3 2011. Dénommée Wii U, elle est la première console capable d'afficher des jeux en 1080p en natif et est rétrocompatible avec les jeux et accessoires Wii. La manette, appelée GamePad, constitue la principale innovation. Celle-ci comprend un écran tactile 16:9 de 6,2 pouces, une caméra, un micro et un gyroscope.
En avril 2012, Nintendo annonce son rapport financier pour 2011, qui a entraîné une perte nette de 43,2 milliards de yens en raison de baisses de prix de la console et des taux de change. Nintendo a montré des pertes pour la première fois depuis que le rapport financier a été publié dans les années 1980.[réf. nécessaire]

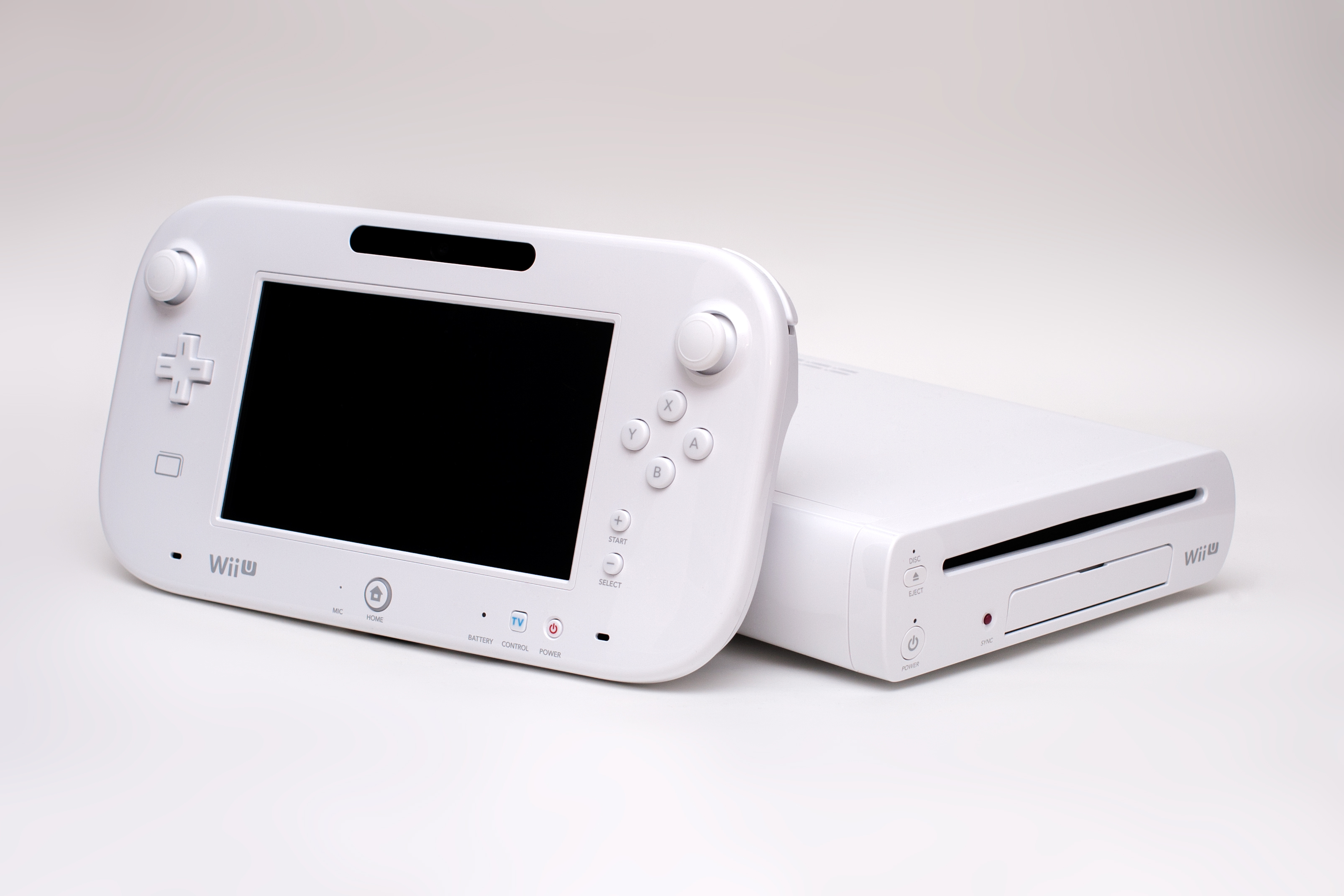
La Wii U.

Le 22 juin 2012, lors d'un Nintendo Direct, la Nintendo 3DS XL est annoncée. Il s'agit d'un nouveau modèle de la Nintendo 3DS possédant des écrans plus grands, à l'instar de la Nintendo DSi XL en son temps. Elle est vendue avec une carte mémoire de 4 Go et est disponible au Japon et en Europe le 28 juillet 2012 et aux États-Unis le 19 août 2012.
La Wii Mini, annoncée le 27 novembre 2012 est une console de jeux vidéo semblable à la Wii mais en plus petit. Elle est commercialisée le 7 décembre 2012 au Canada et le 22 mars 2013 en Europe, au prix conseillé de 99 euros.
À la fin de l'année 2012, Nintendo lance dans les principaux marchés du jeu vidéo la console de salon Wii U.
Fin août 2013, Nintendo dévoile la Nintendo 2DS, une console portable compatible avec les jeux DS et 3DS, mais sans possibilité d'activer la fonction de 3D autostéréoscopique, pour un prix moins élevé que les précédents modèles. La console n'est également pas pliable et est commercialisée en octobre 2013.
Le 25 septembre 2013, Nintendo annonce avoir acheté une participation de 28 % dans une société dérivée de Panasonic appelée PUX Corporation. La société se spécialise dans la technologie de reconnaissance faciale et vocale, avec laquelle Nintendo entend améliorer la convivialité des futurs systèmes de jeux. Nintendo a également travaillé avec cette société dans le passé pour créer un logiciel de reconnaissance de caractères pour un écran tactile Nintendo DS.

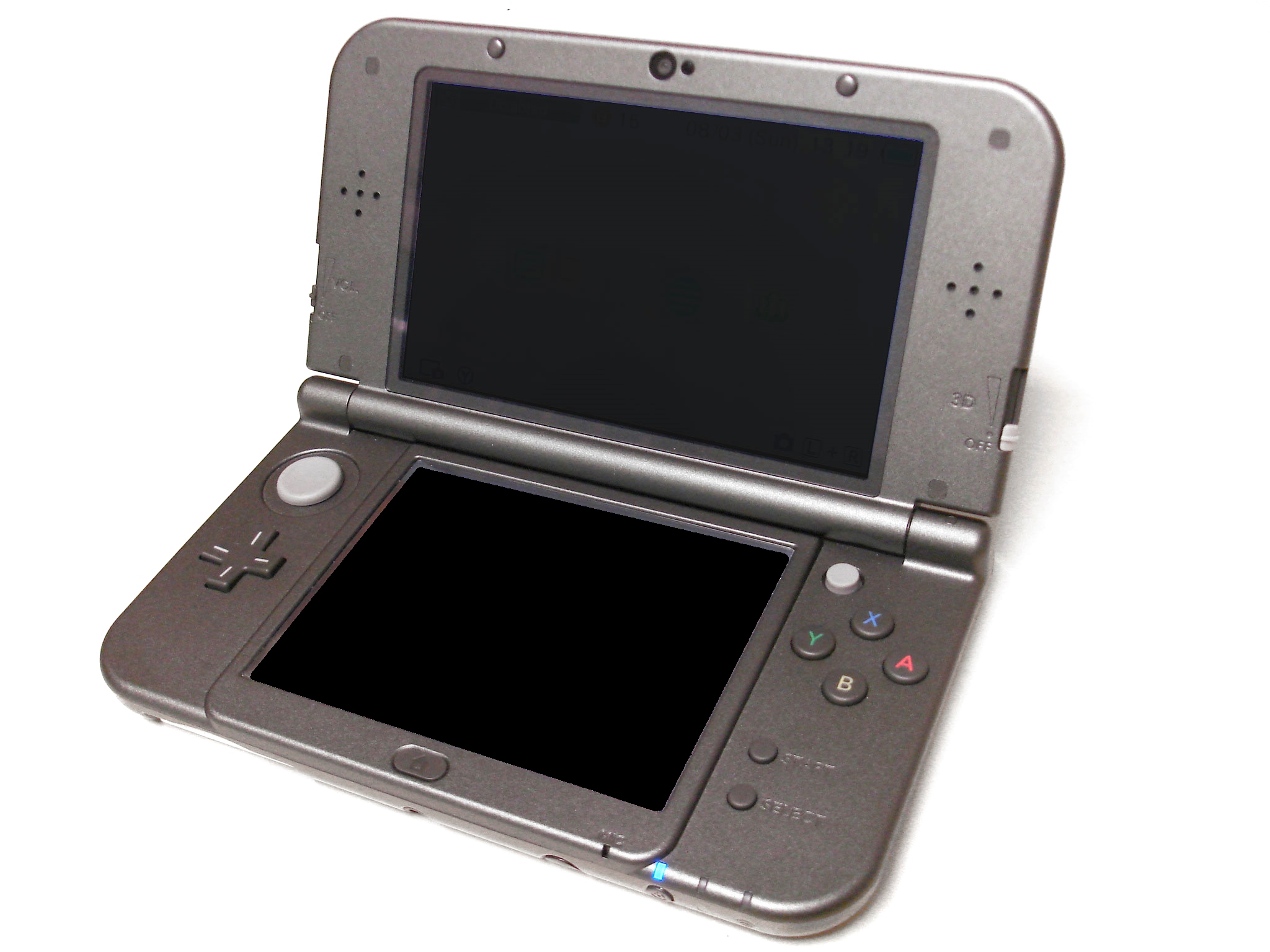
La New Nintendo 3DS XL.

Au début 2014, les chiffres de Nintendo sont dévoilés. Les mauvaises ventes de la Wii U contribuent grandement à des prévisions pessimistes pour l'année fiscale 2013-2014. Lors de l'E3 2014, Nintendo dévoile les figurines amiibo, compatibles avec la Wii U et Nintendo 3DS et fonctionnant avec la technologie NFC. Ces figurines sont commercialisées à partir de novembre 2014 pour la sortie du jeu Super Smash Bros. for Wii U.
En août 2014, Nintendo annonce le lancement de la New Nintendo 3DS, nouvelle version de la Nintendo 3DS possédant notamment un second stick analogique de petite taille. Certains jeux sont spécifiquement conçus pour utiliser le nouveau processeur de ces deux modèles de ce système et ne sont pas compatibles avec les anciens modèles 3DS. Elle est commercialisée fin 2014 au Japon et en Australie, puis le 13 février 2015 en Europe et en Amérique du Nord.
En janvier 2015, les chiffres de Nintendo dévoilent la montée en puissance de la Wii U qui a désormais atteint les 9,2 millions d'unités vendues et de la Nintendo 3DS avec plus de 50 millions d'unités vendues.
Toujours en janvier 2015, Nintendo a annoncé sa sortie du marché brésilien après quatre années de distribution de produits dans le pays. Nintendo a invoqué des droits d'importation élevés et le manque d'opérations de fabrication locales pour justifier son départ. Nintendo poursuit son partenariat avec Juegos de Video Latinoamérica pour distribuer des produits dans le reste de l'Amérique latine. Il est à noter que Nintendo n'a jamais véritablement réussi à s'implanter dans le continent du fait d'une distribution très efficace des consoles Sega par la compagnie de jouet Tectoy dès les années 1990 qui développe encore aujourd'hui des nouvelles consoles exclusives tel la Megadrive 3.
En mars 2015, Nintendo annonce un rapprochement avec DeNA pour le développement de jeux et applications conçus spécifiquement pour smartphones et tablettes. Le même jour, Nintendo annonce également une nouvelle console avec le nom de code « NX ».
Le 13 juillet 2015, Nintendo annonce le décès de son PDG, Satoru Iwata, le 11 juillet à l'âge de 55 ans des suites d'une tumeur à la vésicule biliaire. L'intérim est alors assuré par Shigeru Miyamoto, créateur de nombreux jeux de Nintendo, et Genyo Takeda, membre de la direction.
Le 14 septembre 2015, Nintendo organise un conseil dans le but d'élire le nouveau PDG de l'entreprise. Ainsi, Tatsumi Kimishima est officiellement nommé président de la compagnie. Cette élection s'accompagne d'une restructuration interne de la société, avec notamment la fusion de plusieurs structures proches, ainsi que la création d'un département Business Development.
Fin octobre 2015, Nintendo annonce l'ouverture d'un nouveau service de fidélisation, My Nintendo, en remplacement du Club Nintendo fermé plus tôt dans l'année, ainsi que la sortie de la première application pour mobile, intitulée Miitomo, pour mars 2016,. Lors de son lancement au Japon, l'application dépasse le million de téléchargements en trois jours, et fait s'envoler l'action de Nintendo à la Bourse de Tokyo.
En mars 2016, un nombre important de licenciements est annoncé.
Le 27 avril 2016, Nintendo publie ses résultats financiers sur l'année écoulée (du 31 mars 2015 au 31 mars 2016) et annonce un bilan positif malgré un bénéfice réduit de 60 % par rapport à l'année précédente.
La sortie de l'application mobile Pokémon Go par Niantic en juillet 2016 fait doubler les parts de Nintendo, en raison d'un malentendu des investisseurs selon lequel le logiciel était la propriété de Nintendo. Plus tard ce mois-ci, Nintendo publie une déclaration clarifiant sa relation avec Niantic, Nintendo a déclaré détenir 32 % du propriétaire de la propriété intellectuelle de Pokémon The Pokémon Company, et bien qu'il recevrait des licences et d'autres revenus du jeu, il s'attendait à un impact limité sur le revenu total de Nintendo. À la suite de la déclaration, le prix des actions de Nintendo a chuté considérablement, perdant 17 % en un jour de négociation.
En novembre 2016, la Nintendo Classic Mini: Nintendo Entertainment System, une version modernisée et compacte de la NES, sort.
En décembre 2016, Nintendo sort Super Mario Run pour les appareils IOS. Avec plus de 50 millions de téléchargements en une semaine, Kimishima déclare que Nintendo sortira quelques jeux mobiles chaque année à partir de là.

### Depuis 2017: le succès de la Nintendo Switch

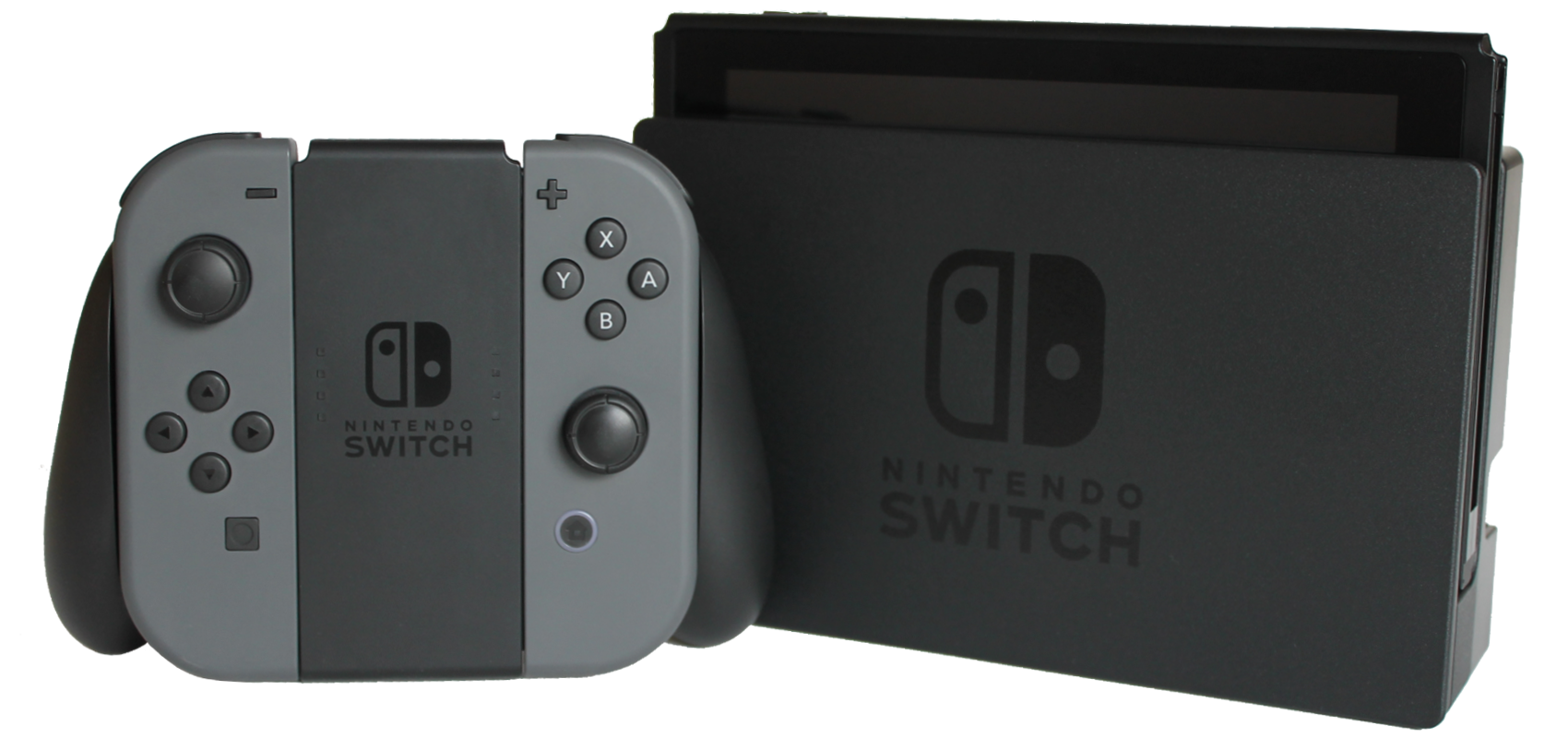
La Nintendo Switch.

En octobre 2016, Nintendo révèle la Nintendo Switch, connue jusqu'alors sous son nom de code « NX ». L'innovation majeure de cette console hybride est la possibilité de passer du mode console de salon au mode console portable sans avoir besoin d'interrompre la partie. Son système de manettes détachables permet de nombreuses possibilités de jeu. La console est commercialisée le 3 mars 2017 et est accompagnée de 1-2-Switch, Fast RMX, Human Resource Machine, I Am Setsuna, Just Dance 2017, The Legend of Zelda: Breath of the Wild, Little Inferno, Snipperclips : Les deux font la paire, Skylanders: Imaginators, Super Bomberman R, Shovel Knight et World of Goo.
En avril 2017, Nintendo annonce la New Nintendo 2DS XL. Comme la Nintendo 2DS, elle est compatible avec tous les jeux Nintendo 3DS sans les effets 3D stéréoscopiques. Elle sort le 28 juillet 2017.
En juin 2017, la Nintendo Classic Mini: Super Nintendo Entertainment System est annoncée. C'est une console de jeux vidéo considérée comme une version modernisée et compacte de la Super Nintendo. Elle sort fin septembre 2017 en Europe et aux États-Unis et en octobre 2017 au Japon. Elle comporte 21 jeux préinstallés.
En novembre 2017, il a été annoncé que Nintendo ferait équipe avec Illumination Entertainment, une division d'animation d'Universal Pictures, plus connue pour la franchise Moi, Moche et Méchant pour réaliser un film d'animation sur la franchise Mario.
En janvier 2018, Nintendo présente Nintendo Labo, une gamme d'accessoires à assembler soi-même, compatibles avec la Nintendo Switch. Surnommés Toy-Con, ils sont fabriqués à base de carton, et peuvent se présenter sous la forme d'un piano, d'une maison ou encore d'une canne à pêche, pouvant être synchronisés à un jeu. Les Toy-Con utilisent les capacités intégrées des Joy-Con, comme le gyroscope ou le capteur infrarouge, pour fonctionner. Les accessoires Nintendo Labo sont sortis depuis le 27 avril 2018.
Toujours en 2018, la firme nippone annonce qu'elle a vendu 14,86 millions d'unités au cours du premier exercice de la console. La compagnie annonce dans le même temps avoir vendu 52,57 millions d'unités de logiciels.
En avril 2018, Nintendo a annoncé que Tatsumi Kimishima quitterait son poste de président de l'entreprise en juin. Shuntaro Furukawa, directeur général et co-directeur externe de The Pokémon Company, lui succédera.
Le 27 avril 2018, Nintendo a officiellement annoncé le lancement de leur jeu mobile intelligent Dragalia Lost ~ Lost Dragonskin ~ développé conjointement avec Cygames et qui disponible à l'été 2018 au Japon, à Taiwan, à Hong Kong et à Macao.
En août 2018, Nintendo annonce que sortira pour le 15 septembre 2018, la Nintendo Classic Mini Double Pack, un pack qui contient la NES Mini et SNES Mini. En décembre 2018, Nintendo annonce la fin des productions de ces deux mini-consoles.
En janvier 2019, Nintendo annonce avoir réalisé un bénéfice de 958 millions de dollars et généré un chiffre d'affaires de 5,59 milliards de dollars en 2018[réf. nécessaire].
En février 2019, après quinze ans à la tête de Nintendo of America, Reggie Fils-Aimé annonce mettre fin à ses fonctions à partir du 15 avril 2019. Il est remplacé par Doug Bowser.
Début juillet 2019, Nintendo annonce la Nintendo Switch Lite. Cette console est un modèle dérivé uniquement portable de la Nintendo Switch. Elle est sortie le 20 septembre 2019.
En janvier 2020, la société de développement d'hôtels et de restaurants Plan See Do a annoncé qu'elle réaménagerait l'ancien siège de Marufuku Nintendo Card Co. en tant qu'hôtel, avec des plans pour ajouter 20 chambres, un restaurant, un bar et une salle de sport, avec une date d'ouverture prévue mi 2021. Le bâtiment appartient à Yamauchi Co., Ltd., une société de gestion d'actifs de la famille fondatrice de Nintendo. Il a en outre été rapporté que le siège social d'origine du XIXe siècle avait apparemment été démoli et transformé en parking.
En avril 2020, ValueAct Capital Partners a annoncé une acquisition de 1,1 milliard de dollars d'achats d'actions Nintendo, leur donnant une participation globale de 2 % dans Nintendo.
En mai 2020, bien que la pandémie de Covid-19 ait provoqué des retards dans la production et la distribution de certains produits de Nintendo, la situation « a eu un impact limité sur les résultats commerciaux ». Nintendo a signalé une augmentation de 75 % de ses revenus par rapport à l'exercice précédent, principalement grâce au service Nintendo Switch Online,.
En août 2020, Nintendo a été nommée la société la plus riche du Japon.
En septembre 2020, Nintendo cesse la production de tous les modèles de Nintendo 3DS qui a été un succès commercial. C'est la première fois depuis 1989 (ou 1980 en considérant les Game & Watch) que Nintendo ne fabrique plus de consoles spécifiquement portables.
Nintendo fait en 2020 une année record depuis la Wii grâce aux ventes de la Nintendo Switch et au record d'Animal Crossing: New Horizons sorti durant les premiers mois de confinement, malgré un catalogue de sorties assez faible en dehors des produits pour célébrer les 35 ans de Super Mario Bros..
Le 5 janvier 2021, Nintendo rachète le studio Next Level Games, basé à Vancouver, développeur des deux derniers volets de la série Luigi's Mansion et de la série de football Mario Strikers.
Le 8 octobre 2021, la Nintendo Switch OLED est commercialisée. Elle propose des améliorations mineures à la Nintendo Switch, comme un écran amélioré.
En mai 2022, le fonds public d'investissement d'Arabie saoudite annonce son entrée au capital de Nintendo avec 5 % des parts, ce qui en fait le 5e plus grand actionnaire.
Le 7 mai 2024, le PDG Shuntaro Furukawa indique qu'une annonce au sujet de la « successeur de la Nintendo Switch » sera faite durant l'année fiscale en cours, qui se termine le 31 mars 2025.
Le 5 novembre 2024, lors de la conférence aux investisseurs présentant les résultats semestriels de la firme, le président annonce que la prochaine génération de console sera rétro-compatible avec le catalogue de la Nintendo Switch. Cette annonce est destinée à rassurer les marchés dans un contexte de révision à la baisse des prévisions de chiffre d'affaires pour l'année fiscale 2024-2025, les ventes de Switch étant en deçà des premières estimations.

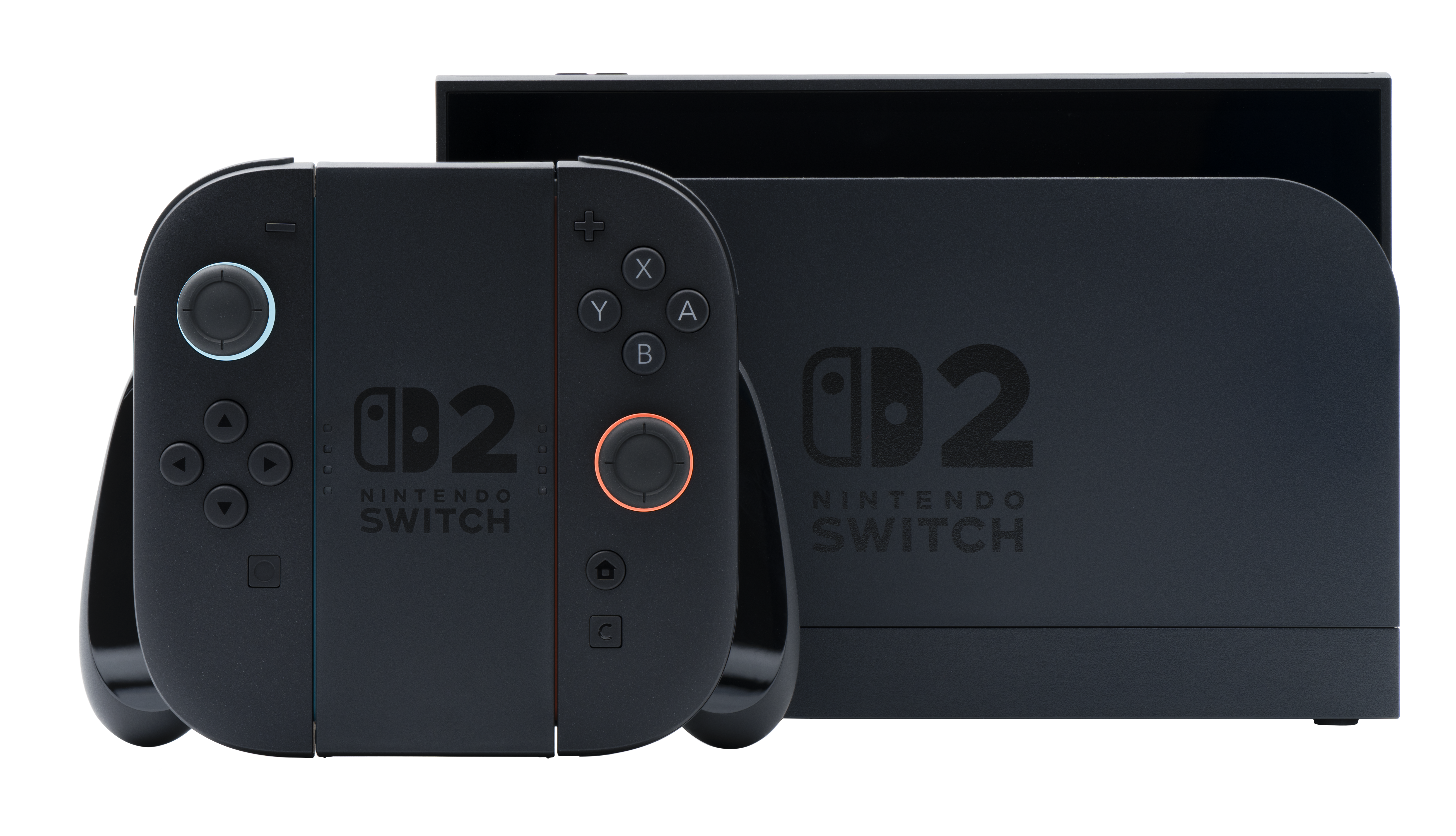
La Nintendo Switch 2.

Le 16 janvier 2025, Nintendo dévoile officiellement la Nintendo Switch 2, ainsi qu'un Nintendo Direct dédié à la console le 2 avril 2025. La console sort le 5 juin 2025.

## Produits

### Consoles

#### Consoles de salon

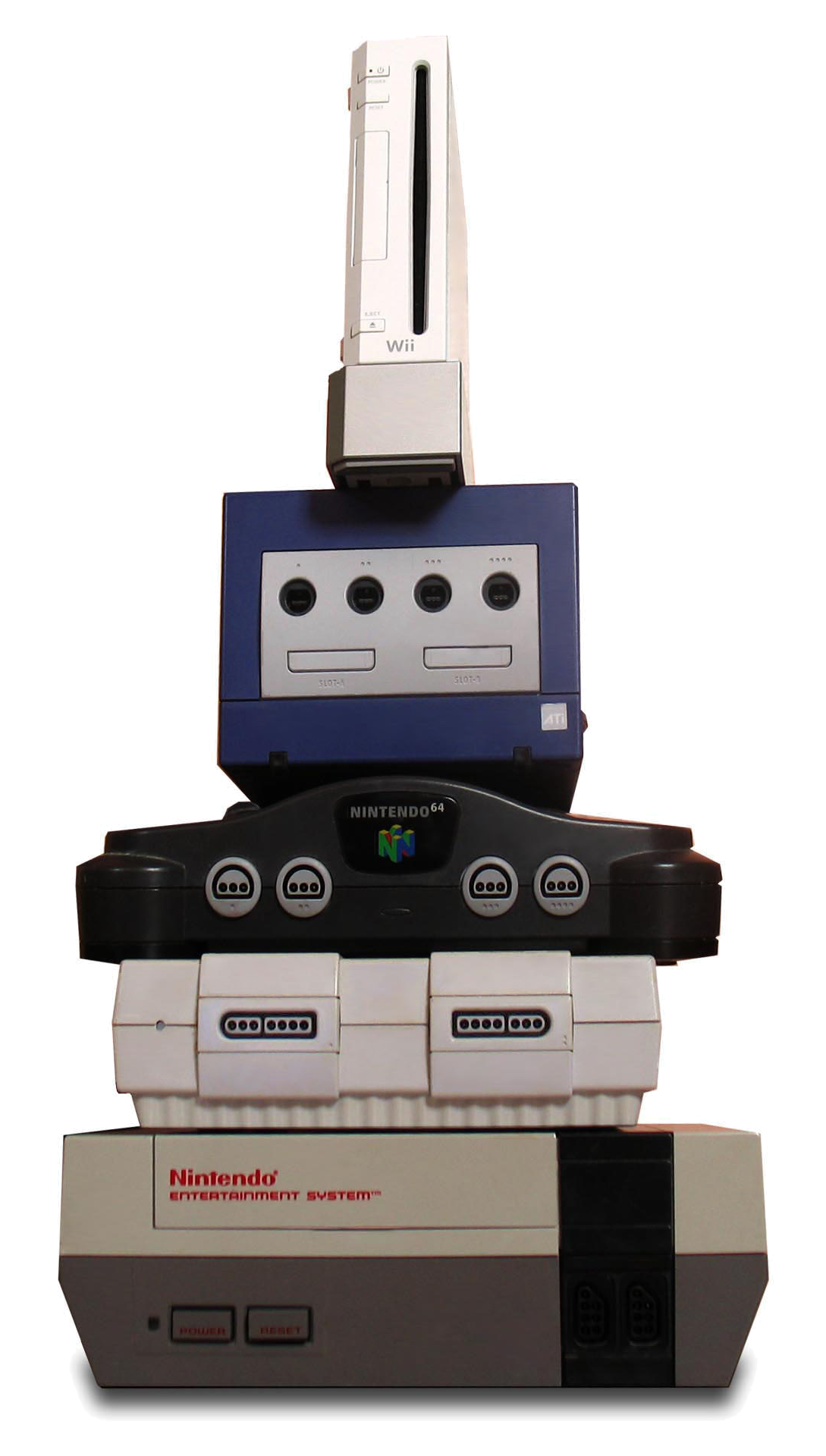
Plusieurs consoles de salon de Nintendo. De bas en haut : la Nintendo Entertainment System (1985), la Super Nintendo Entertainment System (1990), la Nintendo 64 (1996), la Nintendo GameCube (2001) et la Wii (2006). Photographie de 2007.

- Famicom - Console 8 bits lancée au Japon en 1983. Elle fut commercialisée en Europe et États-Unis à partir de 1985 sous le nom de Nintendo Entertainment System, plus connue sous le nom de NES. Elle rencontra un gros succès commercial (62 millions d'unités vendues)[83].
  - Famicom Disk System (FDS) - Une extension de la Famicom commercialisée à partir de 1986 qui permettait de jouer à des jeux téléchargés sur des disquettes pour un prix dérisoire.
- Super Famicom (Super Nintendo ou SNES en Amérique et en Europe) - Seconde véritable console de salon de Nintendo d'une puissance de 16 bits, elle est lancée entre 1990 et 1992. Elle a connu un énorme succès dans le monde. 49 millions d'exemplaires écoulés[83].
  - Satellaview (BS-X) - Extension de la Super Famicom lancée au Japon en 1995, elle permettait de télécharger des jeux depuis une chaine satellite.
  - Super Game Boy - Accessoire de la Super Famicom / Super Nintendo s'insérant dans le port cartouche de la console et permettant de jouer aux jeux Game Boy sur écran de télévision. La Super Game Boy pouvait afficher les jeux en couleur avec possibilité pour l'utilisateur de régler la palette de couleur des jeux qu'il utilisait.
- Nintendo 64 - Console 64 bits, la plus puissante de sa génération, lancée en 1996. Contrairement aux consoles concurrentes de sa génération, la N64 utilisait encore le support cartouche et non le support CD. Les ventes avoisinèrent les 33 millions d'exemplaires vendus[83] notamment grâce aux jeux The Legend of Zelda: Ocarina of Time et Super Mario 64.
  - 64DD - Le 64DD (DD pour Disk Drive) est une extension matérielle de la Nintendo 64 permettant d'effectuer des modifications dans les jeux tels que l'édition de niveaux, de personnages et permet aux éditeurs de jeux de distribuer des mises à jour via le réseau Randnet, grâce à la possibilité de stockage de données sur disque magnétique. Ce dernier permet également d'augmenter la taille des jeux, bridée sur cartouche. D'abord annoncé en novembre 1995 par Hiroshi Yamauchi, le périphérique a été maintes fois repoussé pour finalement sortir le 11 décembre 1999, au Japon seulement. Il fut un échec commercial, peu de jeux étant sortis sur cette plate-forme qui fut abandonnée un an plus tard.
- GameCube (NGC) - Console 128 bits lancée en 2001. Seule console de sa génération dédiée uniquement au jeu et non au multimédia. Utilise un format de stockage des jeux inédits : le mini DVD. Les ventes allèrent au-dessus des 21 millions d'unités[83].
  - Game Boy Player - Accessoire se connectant sur la GameCube permettant à l'utilisateur de jouer aux jeux Game Boy Advance sur écran de télévision.
- Wii - Cinquième console de salon de Nintendo lancée fin 2006 partout dans le monde. Elle permet une immersion plus poussée dans les jeux grâce à la capture des mouvements de la Wiimote. Un module, le Wii Motion Plus, a été présenté à l'E3 2008 permettant à la Wiimote de passer en 1.1 et de retranscrire véritablement les mouvements dans le jeu (sans ce module, les mouvements sont pré-calculés par le jeu, c'est-à-dire que si on effectue une attaque de haut en bas, elle ne sera pas de haut en bas dans le jeu). La Wii est la console de salon de Nintendo qui rencontre jusqu'à aujourd'hui le plus grand succès, avec environ 101 millions d'unités vendues[83].
- Wii U - La sixième console de salon de Nintendo est commercialisée le 30 novembre 2012. La console, sensiblement de la même taille que la Wii et d'un design similaire (blanc épuré) est indiquée comme plus puissante que les PlayStation 3 et Xbox 360. À l'instar de la Wii, la Wii U se différencie par sa manette : un gyroscope, caméra frontale, écran tactile de 6,2 pouces (non multi-touch), possibilité de commencer à jouer sur la TV pour poursuivre sur l'écran de la manette. Les télécommandes Wii, Nunchuk, les Classic Controlers sont compatibles avec la Wii U. Les jeux Wii restent compatibles, mais pas les jeux GameCube. Elle a été présentée à l'E3 2011 puis 2012. Les développeurs de jeux annoncent que grâce à sa manette, les méthodes de jeux sont inédites.

#### Consoles hybrides
- Nintendo Switch - La septième console de salon est dévoilée le 20 octobre 2016, pour une sortie mondiale le 3 mars 2017[58]. Connue depuis mars 2015 sous le nom de code NX, il s'agit d'une console "hybride", offrant la possibilité de jouer comme si c'était une console de salon ou une console portable selon le choix du joueur, en permettant de passer d'un mode à l'autre sans avoir à interrompre la partie. La Nintendo Switch utilise des manettes détachables, appelées Joy-Con, permettant plusieurs configurations de jeu, que ce soit en solo ou en multijoueur.
  - Nintendo Switch OLED - Sortie en 2021, petite sœur de la Nintendo Switch, la console arrive avec une nouvelle couleur de Joy-Con et de docks, le blanc. Cette derrière a offert un nouveau design pour le dock et un écran légèrement plus grand et la technologie OLED.
- Nintendo Switch 2 - La console est dévoilée le 16 janvier 2025, pour une sortie mondiale le 5 juin de la même année[84].

#### Consoles portables

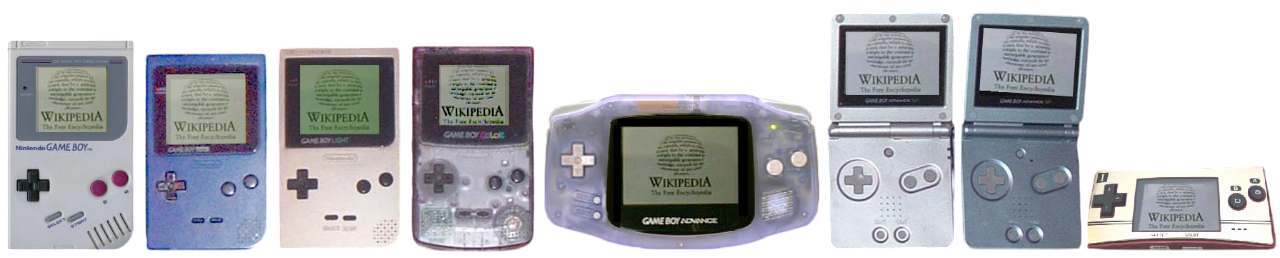
La lignée des Game Boy, consoles portables de Nintendo. De gauche à droite : la Game Boy (1989), la Game Boy Pocket (1996), la Game Boy Light (1998), la Game Boy Color (1998), la Game Boy Advance (2001), la Game Boy Advance SP (2003), la Game Boy Advance SP Mark II et la Game Boy Micro (2005). Photographie de 2006.

Nintendo est leader sur le marché des consoles portables depuis 1980.
- Game & Watch (G&W) - une série de jeux portables à écrans à cristaux liquides commercialisés de 1980 à 1991, qui connurent un immense succès dès leur lancement et sauvèrent Nintendo de la faillite[85].
- Game Boy (GB) - Lancée en 1989, c'est la première console portable à cartouches de jeux interchangeables de l'histoire. Elle dispose d'un écran monochrome affichant différentes teintes de vert (malgré le fait que les émulateurs Game Boy affichent les jeux en monochrome noir et blanc). Ses spécifications techniques (ainsi que celles de toutes ses dérivations et sa successeure, la Game Boy Color, écran exclu pour toutes) se rapprochent très étroitement de celles de la Nintendo Entertainment System.
  - Game Boy Pocket (GBP) - Version relookée de la Game Boy, sortie en 1996.
  - Game Boy Light (GBL) - Version rétro éclairée de la Game Boy Pocket, sortie en 1998 uniquement au Japon.
  - Camera Game Boy - Accessoire se connectant à la Game Boy et permettant de prendre des photographies en noir et blanc, pouvant être par la suite modifiées.
  - Game Boy Printer - Accessoire se connectant à la Game Boy et permettant d'imprimer sur une feuille de papier des images de jeux ou des photographies prises sur Caméra Game Boy.
- Game Boy Color (GBC) - Première véritable nouvelle console portable de Nintendo depuis la Game Boy, elle dispose d'un écran couleur et est rétro compatible avec les jeux GB originaux.
  - Mobile System GB - Extension de la Game Boy Color lancée en 2000 uniquement au Japon, adaptateur permettant de relier la console à un téléphone portable.
- Game Boy Advance (GBA) - Console portable 32 bits, lancée en 2001, rétro compatible avec toutes les Game Boy précédentes.
  - e-Reader - Extension de la GBA lancée au Japon en 2003. Permet de lire des jeux stockés sur des cartes à jouer.
  - Game Boy Advance SP (GBA SP) - (2003) Version améliorée de la GBA. Possède un écran rétro-éclairé (modèle AGS-101 uniquement).
  - Game Boy Micro (GBM) - Version miniature de la GBA lancée fin 2005. Elle ne permet plus de lire les anciens jeux Game Boy.
- Nintendo DS (pour « Dual screen ») - Console portable à deux écrans dont un tactile. Un peu plus puissante que la Nintendo 64, elle est rétro-compatible avec la Game Boy Advance (2004).
  - Nintendo DS Lite - Version relookée de la DS, lancée en 2006. La console est plus légère et possède des écrans plus lumineux que ceux de sa grande sœur.
  - Nintendo DSi - Version améliorée de la DSL, lancement 1er novembre 2008 au Japon et le 3 avril 2009 en Europe. Elle a une caméra intérieure et extérieure, absence du port GBA.
  - Nintendo DSi XL - Version relookée de la DSi, elle a de plus grands écrans (et est donc plus grande : écrans 4,2 pouces contre 3 pour la DSi normale) et aussi un stylet bien différent des anciens (plus gros). Elle est sortie le 21 novembre 2009 au Japon et en Europe et Amérique du Nord au premier trimestre 2010 ; le 5 mars 2010 pour la France.
- Nintendo 3DS (pour « Three-dimensional screen ») - Console portable à deux écrans utilisant la technique lenticulaire (autostéréoscopie) offrant un affichage 3D-relief sans besoin de lunettes spéciales. Introduisant une nouvelle suite différente de la DS et la DSi, cette console intègre des accéléromètres, des caméras, une batterie ion-lithium permettant une meilleure autonomie. La console était présentée lors de l'E3 2010 et a été lancée le 26 février 2011 (25 mars 2011 en France).
  - Nintendo 3DS XL - Version relookée de la 3DS, elle a de plus grands écrans et une meilleure prise en main. Elle reprend beaucoup la DSi XL pour les grands écrans.
  - Nintendo 2DS - Variante allégée de la 3DS, elle est dépourvue de la fonction 3D et n'est pas pliable, mais est vendu pour un prix plus abordable que les consoles précédentes.
  - New Nintendo 3DS - Évolution de la 3DS classique, elle a l'écran supérieur plus grand et un design permettant d'interchanger les coques[86]. Elle possède une puissance supérieure, une 3D améliorée « Extra-Stable » et de nouvelles fonctionnalités comme le NFC[87] pour connecter un amiibo. Elle est lancée en 2014 au Japon et en Australie puis en 2015, en Europe et aux États-Unis. C'est également la première console portable de Nintendo utilisant une carte microSD.
  - New Nintendo 3DS XL - Évolution de la 3DS XL et variante de la New 3DS car plus grande, elles sont sorties en même temps au Japon, en Australie, en Europe et en Amérique du Nord. Elle propose les mêmes fonctionnalités de la New 3DS sauf la possibilité d'interchanger les coques.
  - New Nintendo 2DS XL - Évolution de la 2DS, car plus performante, plus fluide, plus grande et plus légère. Elle est compatible avec tous les jeux Nintendo 3DS sans la fonction 3D. Elle est sortie le 28 juillet 2017[59].
- Nintendo Switch Lite - Évolution de la Nintendo Switch, mais 100 % portable. Elle est disponible en turquoise, jaune, gris, corail, bleu et en édition collector. Elle est sortie le 20 septembre 2019 dans le monde entier.

#### Autres consoles
- Color TV-Game - La première série de consoles créée par Nintendo, sortie seulement au Japon le 1er juin 1977, lancée avec le modèle Color TV-Game 6. Elles ne proposent pas encore de support cartouche, les jeux étant pré-installés dans la console. Plusieurs versions améliorées lui succéderont : Color TV-Game 15 (comprenant 15 jeux), Color TV Game Racing 112, Color TV Game Block Kuzushi en 1979 et la Computer TV Game en 1980.
- Virtual Boy (VB) - Jamais sortie en Europe, cette console 32 bits lancée en 1995 se présentait sous la forme d'un casque dans lequel étaient disposés deux écrans donnant une impression de 3D en profondeur.
- Pokémon Mini - Console de jeux vidéo portable sortie en 2001 proposant des jeux uniquement en lien avec l'univers très populaire des Pokémon. C'est une console 8 bits avec un écran monochrome en plus d'être la plus petite console portable a cartouches interchangeables au monde.
- iQue Player - Lancée uniquement en Chine en 2003, cette console est en fait une Nintendo 64 recarossée lisant les jeux sous un format inédit.
- Nintendo Gateway System - Créée à la suite d'un partenariat avec le réseau de paiement bancaire LodgeNet, cette série regroupe des consoles SNES, Nintendo 64, Nintendo GameCube et Game Boy (Color/Advance) modifiées afin de permettre leur installation dans les avions et chambres d'hôtel pour permettre de jouer en achetant des tranches de temps de jeu.

#### Ventes de consoles
Chiffres datés du 9 juin 2025 :
1. Nintendo DS : 154,02 millions de consoles vendues ;
2. Nintendo Switch : 152,12 millions de consoles vendues ;
3. Game Boy : 118,69 millions de consoles vendues ;
4. Wii : 101,63 millions de consoles vendues ;
5. Game Boy Advance : 81,51 millions de consoles vendues ;
6. Nintendo 3DS : 75,94 millions de consoles vendues ;
7. Nintendo Entertainment System (NES) / Famicom : 62 millions de consoles vendues ;
8. Super Nintendo Entertainment System (SNES) / Super Famicom : 49,1 millions de consoles vendues ;
9. Game & Watch : 43 millions de consoles vendues ;
10. Nintendo 64 : 32,93 millions de consoles vendues ;
11. GameCube : 21,74 millions de consoles vendues ;
12. Wii U : 13,56 millions de consoles vendues ;
13. Nintendo Switch 2 : 3,5 millions de consoles vendues ;
14. Virtual Boy : 770 000 consoles vendues[89].

### Jeux vidéo

#### Franchises
Les franchises Super Mario, Pokémon, The Legend of Zelda, Animal Crossing et Super Smash Bros. font partie des plus importants succès populaires de la compagnie,. Donkey Kong, Metroid, Star Fox, Fire Emblem et Xenoblade Chronicles comptent parmi les plus jolies réussites critiques.
- Animal Crossing : Série de jeux qui permet au joueur d'inventer sa propre vie dans un monde animal.
- Donkey Kong Country : Série de jeux Donkey Kong en plate-forme en scrolling dans laquelle le joueur incarne plusieurs membres de la famille Kong dans une aventure intégrale à la manière d'un jeu de plate-forme Super Mario. La série est reprise en 2010 par Retro Studios et Donkey Kong Country Returns voit le jour, avec un level design innovant tout en faisant honneur aux anciens opus.
- EarthBound (Mother au Japon) : Série de jeux de rôle parodiant la culture américaine emplie d'humour absurde. Il s'agit généralement d'un groupe de personnages hauts en couleur qui combattent une entité extra-terrestre, Giygas, menaçant la Terre, à l'exception du troisième épisode Mother 3.
- Fire Emblem : premier tactical RPG apparut en 1990 sur Famicom. La série n'a débarqué en Occident qu'en 2003.
- F-Zero : Série de jeux de course futuristes.
- Golden Sun : série de RPGs développés sur consoles portables de Nintendo. La série débute sur Game Boy Advance en 2001. On y trouve l'utilisation particulière d'un système de Djinns croisé avec des invocations.
- Kirby : série de jeux de plates-formes ou l'originalité réside dans le fait que le héros peut absorber son adversaire et s'en approprier les pouvoirs.
- Kid Icarus : série de jeux aux genres variés. Kid Icarus et Kid Icarus: Of Myths and Monsters sont des jeux de plate-forme tandis que Kid Icarus: Uprising est un shoot'em up/action. Elle suit les aventures de Pit, un ange incapable de voler dans univers mythologique qui doit sauver le monde.
- The Legend of Zelda : série de jeux d'action/aventure amorcée en 1986 et dont certains épisodes comme Ocarina of Time (N64), Breath of The Wild (Switch) ou encore A Link to the Past (SNES) éprouvent une grande réputation.
- Mario : le plombier italien servant de mascotte de Nintendo a tout d'abord commencé sa carrière dans un jeu de plates-formes. Son tout premier nom était Jumpman mais les développeurs l'ont rapidement changé, car le nom a été repris pour une des licences d'Epyx game, puisqu'il était le héros du premier Donkey Kong en arcade puis sur NES. S'est ensuivi le jeu Mario Bros., premier jeu à porter le nom du héros, dans lequel Mario devait éliminer à l'écran un nombre d'ennemis quantifié avant de passer à l'écran suivant. Ce jeu pose les bases des mécanismes de la série Super Mario, dont le premier épisode sort en 1985 et qui fit connaître le personnage dans le monde entier. Mario s'est ensuite essayé à de nombreux styles de jeux (courses, sports, jeux de rôle, party games, etc.).
  - Super Mario : vaste série de jeux de plate-forme aventure, dans laquelle le joueur incarne le héros Mario. Initialement conçue pour être en 2D, la série a vu ses premiers Super Mario en 3D à partir de la Nintendo 64. C'est la série la plus connue et la plus populaire de Nintendo.
  - Mario Kart : licence exploitant l'univers de Mario dont le style est la course.
  - Mario Party : licence de party-games mêlant mini-jeux d'adresse à un vaste jeu de plateau, le tout dans l'univers de Mario.
  - Mario RPG : Série d'RPG/aventure dans laquelle on évolue dans l'univers de Mario. Le premier fut développé par Squaresoft sur Super Nintendo sous le nom de Super Mario RPG: Legend of the Seven Stars et incluait un gameplay en vue isométrique. La licence porte ensuite le nom de Paper Mario pour les personnages de la licence sous leur forme papier, et Mario and Luigi pour les personnages dans leur forme d'origine.
- Metroid : Série futuriste composée d'une part, des opus 2D mélangeant l'action, l'aventure et l'exploration et des opus 3D mélangeant le genre FPS à l'exploration. Elle est l'une des rares séries ayant pour héroïne une femme chasseuse de primes.
- Nintendogs : simulation canine.
- Nintendo Wars / Famicom Wars : série de jeux de stratégie tactique en mode tour par tour, sur les consoles NES et Super NES. La série est renommée Advance Wars lors de son arrivée sur Game Boy Advance et sur Nintendo DS.
- Punch-Out!! : série de jeux de boxe.
- Pikmin : série de jeux de stratégie, où le joueur dirige de tout petits êtres, Capitaine Olimar et ses Pikmin, et essaye de transporter divers objets vers son vaisseau.
- Pokémon : série de jeux de rôle où le joueur peut capturer des monstres pour les entraîner et les faire combattre. D'autres jeux fondés sur l'univers Pokémon sont également sortis (courses, combats, etc.).
- Splatoon : série de jeux de tir en vue à la troisième personne.
- Star Fox : Série de jeux shoot'em up 3D dans un univers futuriste rappelant Star Wars. Un épisode de la série se joue comme un jeu d'aventures : Star Fox Adventures.
- Super Smash Bros. : série de jeux de combat où apparaissent les principaux personnages des franchises Nintendo.
- Wario : le personnage Wario fut initialement créé pour être le boss de Super Mario Land 2. Le troisième opus de Super Mario Land fut ensuite conçu afin que le joueur incarne Wario dans un jeu de plate-forme aventure du type Super Mario, mais où les commandes du héros seraient différentes de celles habituellement utilisées dans ces derniers, donnant naissance à la série Wario Land sur Game Boy.
  - Wario Ware : série de jeux proposant une suite de micro-jeux de quelques secondes par niveau.
- Série Wii : pour accompagner la sortie de la Wii, Nintendo a lancé une gamme de jeux très simple d'utilisation et assez minimalistes au niveau des graphismes pour conquérir un public de « non-joueurs ». Les plus célèbres sont Wii Sports, Wii Play, Wii Fit et Wii Music.
- Xenoblade Chronicles : série de jeux de type action-RPG réputée notamment pour la durée de vie importante de ses jeux, avec généralement des zones gigantesques à explorer et des histoires très développées.
- Yoshi : Personnage qui apparaît pour la première fois dans Super Mario World, Yoshi eut ensuite le droit à sa première aventure dans Super Mario World 2: Yoshi's Island qui sous le nom de Super Mario cachait en fait le tout premier jeu de plate-forme Yoshi. Tout comme Wario dans Wario Land, Yoshi dispose de sa propre palette d'attaques et de mouvements qui le différencie entièrement du gameplay de la série Super Mario.

| - 1980 - Game & Watch - 1981 - Donkey Kong - 1983 - Mario Bros. - 1983 - Punch-Out!! - 1984 - Duck Hunt - 1984 - Balloon Fight - 1984 - Excitebike - 1984 - Ice Climber - 1985 - Super Mario Bros. - 1986 - The Legend of Zelda - 1986 - Metroid - 1986 - Kid Icarus - 1988 - Nintendo Wars - 1989 - Mother - 1990 - Fire Emblem - 1990 - Pilotwings - 1990 - Dr. Mario - 1990 - F-Zero - 1991 - Mario Golf - 1992 - Kirby - 1993 - Star Fox - 1994 - Donkey Kong Country - 1994 - Wario - 1995 - Mario's Picross - 1995 - Yoshi - 1995 - Mario Tennis - 1996 - Pokémon - 1998 - Mario Party - 1999 - Super Smash Bros. - 2000 - Paper Mario - 2001 - Luigi's Mansion - 2001 - Golden Sun - 2001 - Advance Wars - 2001 - Animal Crossing - 2001 - Pikmin - 2003 - Mario and Luigi - 2004 - Mario vs. Donkey Kong - 2005 - Nintendogs - 2005 - Programme d'entraînement cérébral du Dr Kawashima : Quel âge a votre cerveau ? - 2005 - Mario Smash Football - 2006 - Chibi-Robo! - 2006 - Wii - 2007 - Mario et Sonic aux Jeux olympiques - 2009 - Art Academy - 2010 - Xenoblade Chronicles - 2012 - Nintendo Land - 2014 - Hyrule Warriors - 2015 - Splatoon - 2015 - Super Mario Maker - 2017 - 1-2 Switch - 2017 - Arms - 2018 - Nintendo Labo - 2019 - Ring Fit Adventure |

#### Jeux d'arcade réalisés par Nintendo
Au début des années 1980, Nintendo était très présent sur le marché de l'arcade avec des franchises telles que Mario Bros. ou Donkey Kong, mais avec la sortie de la Famicom, Nintendo s'est petit à petit retiré de ce marché.
En 2002, Nintendo a signé un contrat avec Sega et Namco pour produire une nouvelle carte d'arcade fondée sur l'architecture de la Gamecube, la Triforce (clin d'œil à The Legend of Zelda).
| - Arm Wrestling - Balloon Fight - Battle Shark - Block Fever - Computer Othello - Cruis’n Exotica - Cruis’n USA - Cruis’n World - Donkey Kong - Donkey Kong Jr. - Donkey Kong 3 - Duck Hunt - Excitebike - F-Zero AX - F-1 Race - HeliFire - Hogan’s Alley - Ice Climber - Killer Instinct - Killer Instinct 2 - Laser Clay Shooting - Mach Rider - Mario Bros. - Mario Kart Arcade GP - Monkey Magic - Nintendo Super System - La série Nintendo Vs. - La série PlayChoice-10 - Popeye - Punch-Out!! - Radar Scope - Shooting Trainer - Sky Hawk - SF-HiSpliter - Sheriff - Sky Skipper - Space Demon - Space Fever - Space Fire Bird - Space Launcher - Super Mario Bros. - Super Punch-Out!! - Test Driver - Urban Champion - Wild Gunman |

### Personnages emblématiques
De nombreux protagonistes et antagonistes sont devenus les emblèmes de Nintendo. Mario, Luigi, la princesse Peach ainsi que Bowser comptent parmi les personnages les plus célèbres.
| - Mario - Luigi - Peach - Daisy - Harmonie - Toad - Yoshi - Bowser - Wario - Waluigi - Donkey Kong - Diddy Kong - Link - Zelda - Sheik - Ganondorf - Marth - Marie de la série Animal Crossing - Tom Nook - Samus Aran - Pikachu - Mewtwo - Kirby - Meta Knight - Roi Dadidou - Fox McCloud - Olimar et les Pikmin - Inkling de la série Splatoon - Pit - Captain Falcon - Ness - Little Mac - Ice Climber - Mr. Game & Watch - Mii |

## Recherche et développement
La structure interne de Nintendo est caractéristique de sa politique : le logiciel est la clé de voûte du succès. Tout a été mis en place par le PDG historique de Nintendo, Hiroshi Yamauchi. Il devient en 1984 Directeur des unités de Recherche et de Développement. Le 16 septembre 2015, Nintendo subit une profonde restructuration à l'arrivée du nouveau PDG, Tatsumi Kimishima, qui mènera à une nouvelle organisation et à la fusion de nombreuses équipes. Les principaux locaux sont situés à Kyoto au Nintendo Kyoto Development Complex. Cette évolution était voulue par Satoru Iwata, mort en juillet 2015. Nintendo possède trois divisions clés spécialisées dans différents domaines ainsi qu'une galaxie de petites équipes.

### Développement

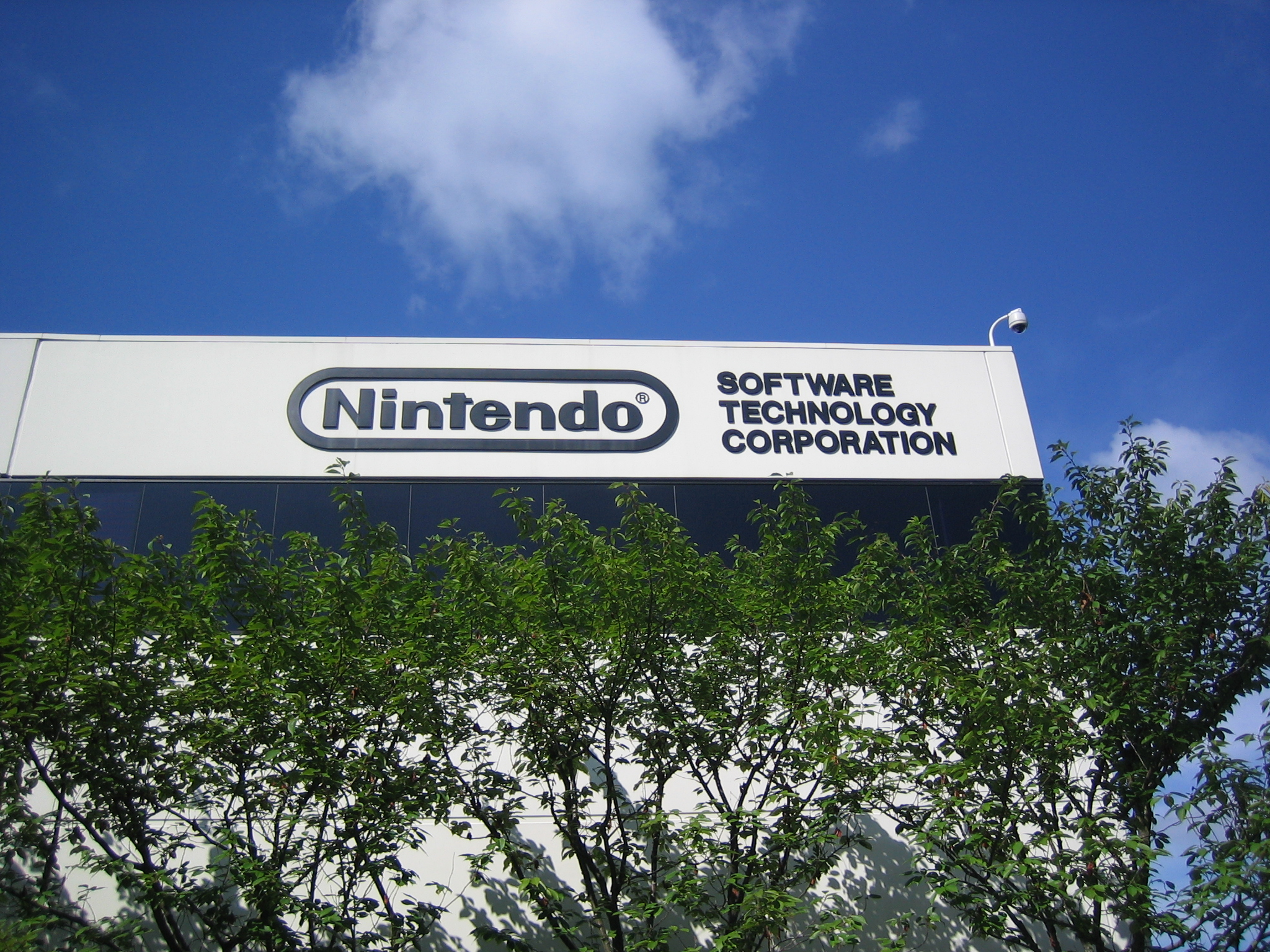
Les équipes de développement de Nintendo s'étendent partout de Kyoto à Tokyo en passant par Seattle, ici, où Nintendo Software Technology développe des jeux et des expériences pour la firme.

- Nintendo Entertainment Planning & Development (EPD) : la plus grande (plus de 900 employés)[94],[95] et la principale équipe de développement de Nintendo, elle a été créée de la fusion entre Nintendo EAD et Nintendo SPD et se charge de développer du contenu pour les plateformes de jeu de Nintendo mais aussi pour le jeu mobile, parmi ces productions, on retrouve notamment The Legend of Zelda: Breath of the Wild, produit par Eiji Aonuma ainsi que divers titres annoncés pour la nouvelle console de salon/hybride Nintendo, la Switch. Shinya Takahashi dirige cette nouvelle division[96].
- Nintendo Software Technology Corporation : localisée à Seattle aux États-Unis, développe des jeux à destination du marché américain, est surtout connue pour avoir développé les jeux de la série Mario vs. Donkey Kong ainsi que Wii Street U.
- Super Mario Club : unité spéciale de test et de débogage des jeux dits first-party.

Les studios de développement de Nintendo restent très petits (près de 1 200 employés) tandis que certains grands éditeurs comme Ubisoft dépassent les 10 000 employés dont plus de 8 000 employés dédiés au développement et à la création artistique à travers le monde. De même, en comparant Ubisoft ou même Activision Blizzard avec Nintendo, Nintendo détient près de moitié moins d'employés (6 413 employés à la fin du mois de septembre 2020). Nintendo produit néanmoins un flux continu de jeux sur ces plateformes même si certaines consoles pâtissent d'un « isolement » de Nintendo par rapport aux éditeurs tiers sur certaines générations de consoles (notamment la Wii U et la Nintendo 64).

### Hardware

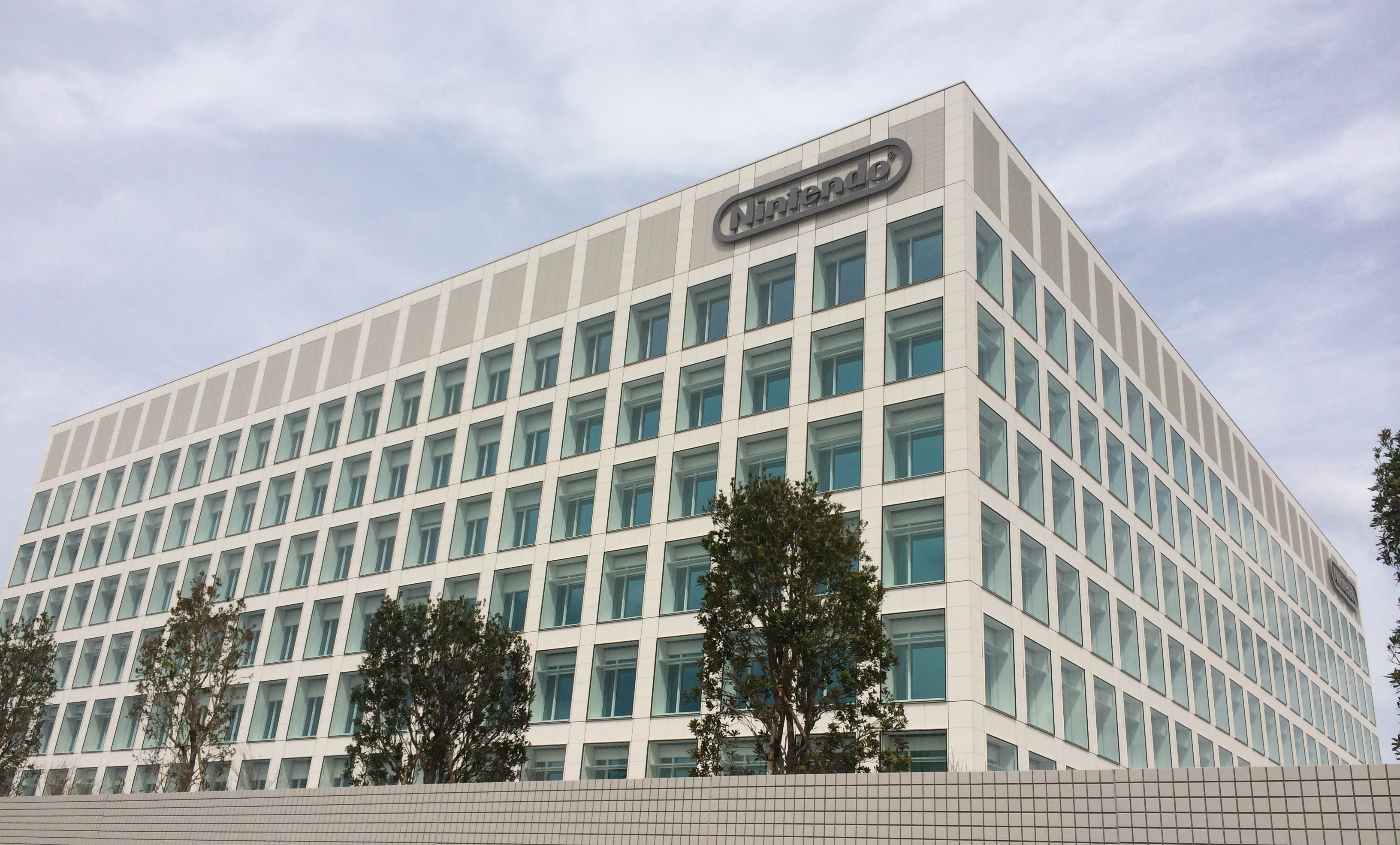
Le gros des équipes de développement est situé à Kyoto, notamment au Nintendo Kyoto Development Complex, où sont regroupés les divisions Entertainement Planning & Development, Platform Technology Development ainsi que Business Development. Les nouveaux locaux ont été inaugurés en juin 2014.

- Nintendo Platform Technology Development (PTD) : née de la fusion de Nintendo IRD et de Nintendo SDD, Nintendo PTD est responsable de la conception des solutions hardware de Nintendo. Dirigée par ko Shiota, cette division travaille notamment sur la Nintendo Switch et a créé récemment le bracelet Pokémon Go Plus. Nintendo PTD, localisé à Kyoto, travaille entre étroite collaboration avec les autres équipes hardware à travers le monde, notamment en Amérique du Nord et en Europe.
- Nintendo Technology Development (NTD) : localisée à Redmond (Washington), cette division se charge de créer des solutions, hardware ou software, afin d'aider au développement sur les consoles Nintendo. NTD travaille notamment sur les kits de développement des plateformes Nintendo, mais est très importante, car elle conçoit de nombreux prototypes et projets et dépose chaque année des dizaines de brevets.
- Nintendo European Research & Development (NERD) : localisée à Paris, cette petite équipe, auparavant ActImagine et anciennement indépendante, développe des solutions de compression, des codecs (notamment le très connu Mobiclip) et des algorithmes pour les plateformes et les jeux Nintendo. Elle a notamment créé la NES mini, Wii U Chat et le lecteur média du navigateur de la Wii U. Elle a intégré Nintendo en 2011.
- Nintendo Network Service Database (NSD) : créée en 2009 sous le nom de Wii no Ma, elle devient Nintendo Network Service Database le 30 avril 2012, cette équipe gère le Nintendo Network et son intégration dans les jeux de la firme (infrastructures, sécurité, maintenance). Localisée à Kyoto, cette équipe très récente est dirigée par Yusuke Beppu. Elle gère également l'intégration de solutions tierces comme Origin, Netflix ou encore Uplay aux consoles de la compagnie.

### Business
- Nintendo Business Development Division (BDD) : issue de la nouvelle organisation, Nintendo BDD illustre la restructuration et le virage vers le mobile de l'entreprise, elle développe également des jeux à destination des Smartphones, Tablettes et travaille à créer de nouveaux business models pour les plateformes de la firme japonaise.
- Nintendo Licensing Division : supervise le développement des licences Nintendo développées par d'autres développeurs.
- Nintendo Gateway System : filiale qui développe des partenariats divers à travers le monde, avec des hôtels, des compagnies aériennes ou des constructeurs automobiles. Elle met aussi en place des systèmes vidéoludiques embarqués.

### Studios restructurés en 2015

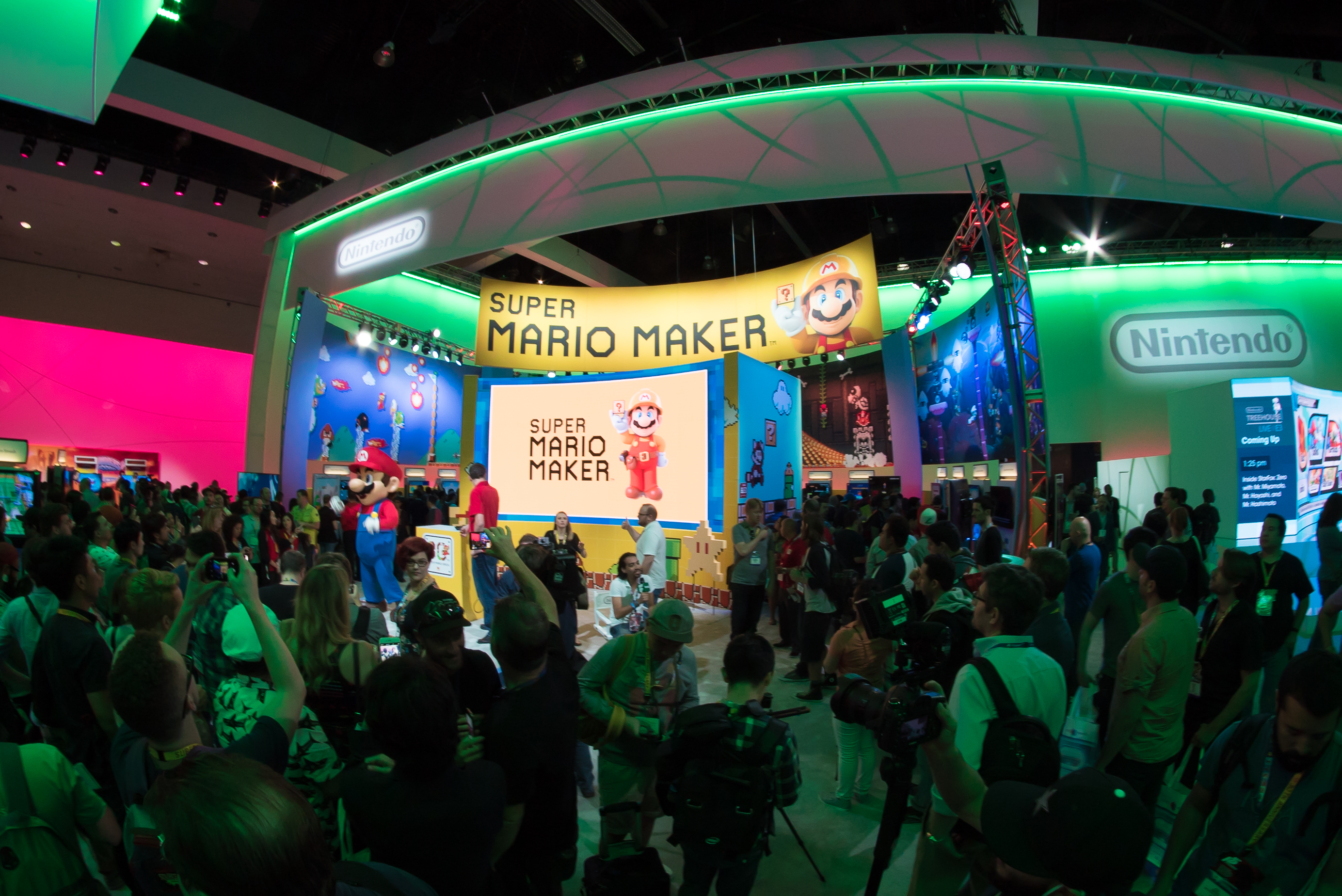
Super Mario Maker est l'un des derniers jeux à avoir été publié pendant l'ère EAD, les équipes sont désormais réunies avec Nintendo SPD et le nombre d'employés passe de 720 à plus de 900 employés sur le seul site de Kyoto. L'E3 2015 restera le dernier de Nintendo EAD.

Le 16 septembre 2015, Nintendo a subi une profonde restructuration de ses studios, les équipes de développement interne étaient au nombre de quatre jusqu'en septembre 2015 :
- Nintendo Software Planning & Development (ex-R&D1 et R&D2) : composée d'une soixantaine d'employés, cette équipe, surtout composée d'anciens de Nintendo R&D1 et R&D2, était chargée de travailler avec les autres équipes et des studios second-party ou tiers sur des productions comme Metroid: Other M ou Xenoblade Chronicles X. Elle a fusionné avec Nintendo Entertainment Analysis & Development (Nintendo EAD) pour former Nintendo Entertainment Planning & Development (Nintendo EPD).
- Nintendo Entertainment Analysis and Development (EAD, ex-R&D4) : l'équipe de développement la plus prestigieuse de Nintendo puisqu'elle est dirigée par Shigeru Miyamoto mais aussi par Takashi Tezuka et Katsuya Eguchi. Ils sont plus de 800 sous ses ordres[95],[98] et sont responsables, entre autres, des séries Mario, The Legend of Zelda, Pikmin… Fusionne avec Nintendo Software Planning & Development pour former Nintendo Entertainment Planning & Development (Nintendo EPD).
- Nintendo Integrated Research and Development (IRD, ex-R&D3) : une équipe aux activités moins visibles. Elle travaille surtout sur le hardware et le design des manettes, et sur les cartouches de jeux, qui s'améliorent à chaque génération de console. Fusionne avec Nintendo System Development pour former Nintendo Platform Technology Development (Nintendo PTD).
- Nintendo System Development Division (SDD), anciennement Nintendo Special Planning & Development a fusionné avec Nintendo Integrated Research & Development pour former Nintendo Platform Technology Development (Nintendo PTD).

### Studios first-party

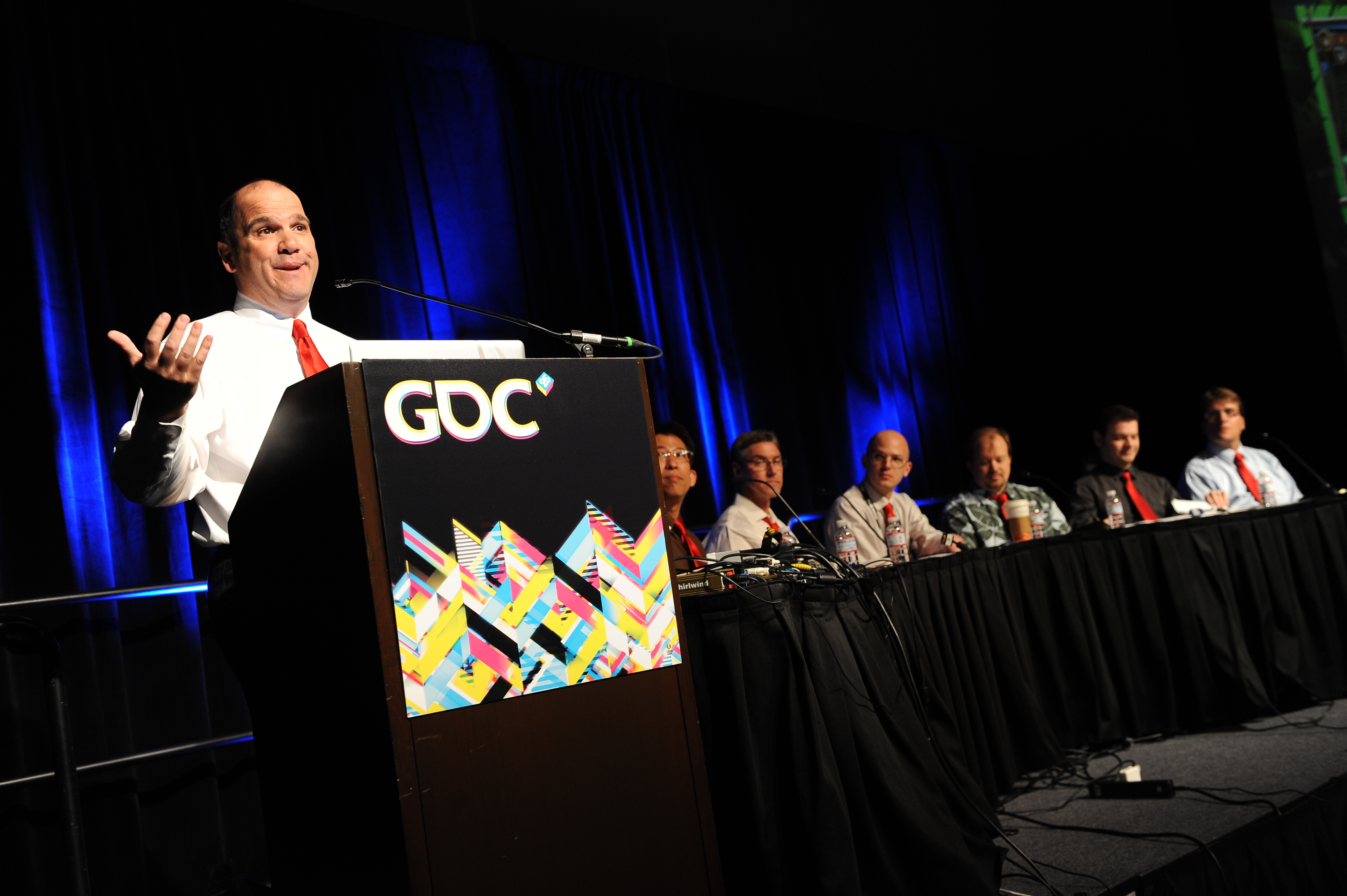
Retro Studios reste l'un des plus importants studios first-party, le studio texan a notamment conçu Donkey Kong Country Returns et a tenu une conférence à ce sujet, avec toute l'équipe, à la Game Developers Conference 2011.

Nintendo possède également des studios majoritairement qu'il détient sans pour autant les intégrer, ces studios sont donc plus « indépendants » mais restent liés à Nintendo :
- Monolith Soft : Chez Bandai Namco, Monolith Soft a développé les séries Baten Kaitos et Xenosaga. En avril 2007, Nintendo rachète à 80 % le studio Monolith Soft, Bandai Namco Games conserve 16 % et le fondateur Hirohide Sugiura 4 %. Chez Nintendo, Monolith Soft aide Nintendo à développer certains jeux vidéo comme Super Smash Bros. Brawl, Pikmin 3 et certains jeux vidéo des licences The Legend of Zelda, Splatoon et Animal Crossing. Monolith Soft a créé la licence Xenoblade Chronicles pour Nintendo. Grâce au grand soutien de Monolith Soft a fait pour Nintendo, Nintendo a ouvert trois studios pour agrandir Monolith Soft, l'un en 2011 à Kyoto, le deuxième en 2018 à Tokyo et le dernier en 2019 à Osaki à Tokyo, en plus du premier studio de Monolith Soft qui se trouve à Meguro à Tokyo.
- 1-UP Studio, anciennement Brownie Brown : En 2000, le studio est fondé par Nintendo pour accueillir des programmeurs de chez Square ayant déjà travaillé sur les jeux vidéo de la licence Mana. 1-UP Studio aide Nintendo à développer des jeux vidéo comme Captain Toad: Treasure Tracker, The Legend of Zelda: Tri Force Heroes, Ring Fit Adventure et certains jeux vidéo de la licence Super Mario. 1-UP Studio a travaillé avec l'éditeur Square Enix pour développer la suite de la trilogie Mana en exclusivité pour les consoles Nintendo. 1-UP Studio a aussi travaillé avec le développeur Level-5 pour l'aider a développé des jeux vidéo exclusifs aux consoles Nintendo comme Fantasy Life et Professeur Layton et l'Appel du Spectre.
- Retro Studios : En 1998, Retro Studios a été fondé par Jeff Spangenberg (créateur de la série Turok). Retro Studios est localisé à Austin au Texas (États-Unis). En 2001, Jeff Spangenberg a vendu le studio Retro Studios à Nintendo. Retro Studios a développé la quadrilogie Metroid Prime ainsi que deux nouveaux jeux Donkey Kong Country (Donkey Kong Country Returns et Donkey Kong Country: Tropical Freeze). Retro Studios a aidé Nintendo au développement de Mario Kart 7.
- Nd Cube : En 2000, le studio est fondé par Nintendo et Dentsu. En 2010 et en 2015, Nintendo rachète des actions du studio ND Cube à Dentsu jusqu'à détenir 98 % du studio. En 2010, Nintendo donne son accord pour que le studio ND Cube accueille beaucoup d'anciens employés d'Hudson Soft. ND Cube a développé les jeux vidéo comme F-Zero: Maximum Velocity, Wii Party, Animal Crossing: amiibo Festival, 51 Worldwide Games et les jeux vidéo de la licence Mario Party (depuis Mario Party 9).
- Next Level Games : En 2002, Next Level Games est fondé et il est localisé à Vancouver (canada). En 2014, Next Level Games travaille exclusivement avec Nintendo. En 2021, l'intégralité des parts de l'entreprise est vendue à Nintendo. Next Level Games a développé les jeux vidéo Punch-Out!! (2009), Metroid Prime: Federation Force et des jeux vidéo des licences Mario Football et Luigi's Mansion.
- Studio SRD (Systems Research and Development) : En 1979, Studio SRD est fondé par Toshihiko Nakago et il est localisé à Kyoto (Japon). En 1982, Studio SRD travaille exclusivement avec Nintendo. En 2022, l'intégralité des parts de l'entreprise est vendue à Nintendo[99]. Studio SRD a co-développé certains jeux vidéo des licences Donkey Kong, Super Mario, The Legend of Zelda, Yoshi's, Animal Crossing, Wii Fit et Ring Fit Adventure.
- Nintendo Pictures, anciennement Dynamo Pictures : En 2004, Studio Dynamo est fondé et il est localisé à Tokyo (Japon). Studio dynamo travaille sur des productions d'images de synthèse pour les films, la télévision, les jeux vidéo, les CM (publicités japonaises), le pachinko (l'équivalent japonais d'une machine à sous) et les événements. Studio dynamo fait partie du Project M, une collaboration entre Nintendo, Team Ninja et d'autres sociétés pour développé Metroid: Other M. En 2011, Studio Dynamo change de nom en Dynamo Pictures. Dynamo Pictures est surtout connu pour ses courts métrages de Pikmin. En 2022, l'intégralité des parts de l'entreprise est vendue à Nintendo. le studio est renommé en Nintendo Pictures et il travaille sur du contenu visuel pour les propriétés intellectuelles de Nintendo.

### Studios second-party (ou affiliés)
Les développeurs dits second-party sont des développeurs ayant passé des contrats d'exclusivité avec Nintendo. En signant ces contrats, les développeurs s'engagent à ne sortir des jeux que sur console Nintendo et de son côté Nintendo leur apporte une aide financière.
- Intelligent Systems : studio affilié de Nintendo. Il est fondé par des membres de R&D1 en 1986 pour Nintendo. Intelligent Systems a créé beaucoup de licences pour Nintendo comme Fire Emblem, Wario Ware, Paper Mario, Metroid, Nintendo Wars (Advance Wars), Duck Hunt.
- HAL Laboratory : studio affilié de Nintendo. Il a créé les licences : Kirby et Super Smash Bros. pour Nintendo. Hal Laboratory travaille désormais avec les studios Sora Ltd. et Bandai Namco Games pour les jeux vidéo de la licence Super Smash Bros. (depuis Brawl). Satoru Iwata en fut le président avant de prendre la tête de Nintendo en 2002 jusqu'à sa mort en 2015.
- Sora Ltd. : studio indépendant. Sora Ltd. est dirigé par l'ex-employé de Nintendo Masahiro Sakurai. Sora ltd. développe les jeux de la licence Super Smash Bros. avec HAL Laboratory et Bandai Namco Games pour Nintendo.
- Camelot Software Planning : studio indépendant (ex-studio de Sega). Il a créé les licences Golden Sun, Mario Golf et Mario Tennis pour Nintendo.
- Good-Feel : studio affilié de Nintendo. Il a développé les jeux vidéo Wario Land: The Shake Dimension, Kirby : Au fil de l'aventure, Mario et Luigi: Dream Team Bros., et la série de jeux vidéo Yoshi's Woolly World, Poochy & Yoshi's Woolly World et Yoshi's Crafted World pour Nintendo.
- Grezzo : studio indépendant. Grezzo travaille sur certaines versions remastérisées ou les remakes des licences Nintendo comme The Legend of Zelda: Ocarina of Time 3D, The Legend of Zelda: Majora's Mask 3D, Luigi's Mansion sur Nintendo 3DS et The Legend of Zelda: Link's Awakening, Miitopia sur Nintendo Switch. Grezzo a créé la licence Ever Oasis pour Nintendo.

Les studios second-party ou affiliés de Nintendo travaillent sur la licence Pokémon avec le soutien financier de Nintendo :
- Game Freak : studio affilié de Nintendo. Game Freak a créé la licence Pokémon avec le soutien financier de Nintendo. Game Freak travaille sur les jeux vidéo de la série principal de Pokémon. Game Freak a créé la licence Drill Dozer pour Nintendo. Game Freak a créé aussi des licences pour eux comme Little Town Hero et Giga Wrecker.
- Creatures Inc. : studio affilié de Nintendo. Creatures a créé la licence Mother pour Nintendo. Il Travaille principalement sur des jeux dérivés de la licence Pokémon comme Pokémon Ranger, PokéPark Wii : La Grande Aventure de Pikachu et Détective Pikachu. Creatures a créé les jeux de cartes à collectionner Pokémon et les jouets Pokémon.
- The Pokémon Company : coentreprise. The Pokémon Company a été créé par Nintendo, Creatures Inc. et Game Freak. Elle est chargée de gérer la marque Pokémon à travers le monde pour ces trois entreprises mères : Nintendo, Creatures et Game Freak. Plus de 400 personnes travaillent actuellement dans cette entreprise internationale[100]. Tous les jeux vidéo Pokémon sont édités par Nintendo et The Pokémon Company.
- Genius Sonority : studio affilié de Nintendo et The Pokémon Company. En 2002, le studio a été créé avec le soutien financier de Nintendo et The Pokémon Company. Il a créé la licence The Denpa-Men pour Nintendo. Il développe les jeux vidéo dérivés de la licence Pokémon, comme Pokémon Colosseum, Pokémon XD : Le Souffle des Ténèbres, Pokémon Battle Revolution, Pokémon Shuffle et Pokémon Café Mix pour Nintendo et The Pokémon Company.
- ILCA (filiale de Bandai Namco Games) : En 2010, le studio est fondé par Takuya Iwasaki. Il travaille dans un premier temps dans la production vidéo, puis dans le domaine de la production de jeux vidéo. Il développe les applications et les remakes des jeux vidéo Pokémon comme Pokémon Home et Pokémon Diamant Étincelant et Perle Scintillante pour Nintendo et The Pokémon Company.

#### Studios disparus ou vendus

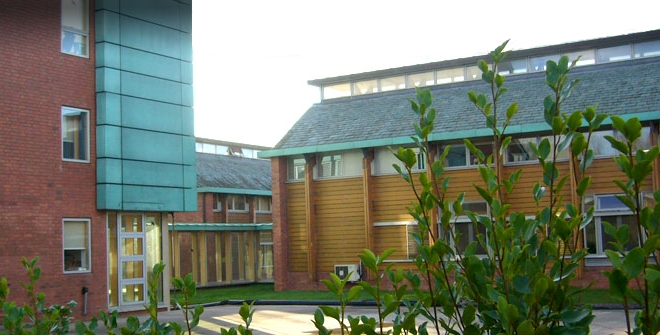
Siège social de Rare à Twycross (Angleterre).
Rare était l'un des studios les plus importants de Nintendo, mais son départ n'a pas été très facile. Leur dernier jeu pour Nintendo comme studio interne, Star Fox Adventures a connu de nombreux problèmes en cours de développement, entre autres, changement de plateforme (et donc d'architecture) en cours de développement, intégration des personnages de la série Star Fox pendant la production. Rare a été vendu en pleine année 2002 à la multinationale américaine Microsoft.

- Rare : studio anglais responsable des Donkey Kong Country et Killer Instinct, mais aussi créateur de grands classiques Nintendo 64, tels que GoldenEye 007, Banjo-Kazooie, Perfect Dark[Lequel ?] ou encore Conker's Bad Fur Day, etc. Nintendo détenait 49 % du capital de la société, mais a revendu ses parts à Microsoft en 2002. Rare est donc passé du côté du géant informatique et développe désormais des jeux sur de nombreux supports. Rare incarnait un "âge d'or" de la création artistique des éditeurs first-party.
- Fuse Games : studio anglais spécialisé dans les jeux de flipper (Super Mario Ball, Metroid Prime Pinball) qui a fait faillite avant de renaître sous le nom de Silverball Studios.
- Game Designers Studio : studio ayant appartenu conjointement à Square et à Nintendo, il est notamment connu pour le jeu Final Fantasy Crystal Chronicles. Après s'être appelé SQEX avant la fusion avec Enix, il a intégré Taito Corporation à son rachat par Square Enix[101]. Deviendra Taito Soft Corporation en 2010[102], puis fermera définitivement le 20 mars 2011[103].
- n-Space : studio américain ayant par le passé travaillé sur la série Duke Nukem. Devenu développeur second-party de Nintendo en 2003, il est redevenu indépendant en 2005 avant de fermer en mars 2016[104].
- Project Sora : studio ad-hoc de Nintendo créé par Satoru Iwata et Masahiro Sakurai, il a produit Kid Icarus: Uprising avant de se relancer en indépendant en juin 2012 sous le nom de Sora Ltd.[105].
- AlphaDream : AlphaDream a créé la licence Mario & Luigi pour Nintendo. AlphaDream a fait faillite en 2019. Tous les employés d'AlphaDream ont été réembauchés par Nintendo pour qu'ils travaillent dans les studios internes de Nintendo.[réf. nécessaire]

### Studios partenaires

#### Jeux vidéo
Ces studios ou éditeurs développent une grande partie de leurs jeux sur les consoles Nintendo. Parmi ces studios, on peut retrouver :
- DeNA : développeur et créateur. DeNA est une entreprise japonaise spécialiste dans le jeu mobile, qui a créé la plateforme Mobage et les différents sites de vente en ligne. DeNA a signé une alliance stratégique avec Nintendo concernant le jeu mobile en mars 2015. DeNA a développé les jeux vidéo Miitomo et Super Mario Run. Il travaille actuellement sur des jeux mobiles avec les licences Nintendo comme Mario Kart Tour, Fire Emblem Heroes, Pokémon Masters EX et Animal Crossing: Pocket Camp.
- Niantic Inc. : développeur. Niantic est co-détenu par Nintendo, The Pokémon Company et Google. Niantic a développé Pokémon Go pour Nintendo et The Pokémon Company et Pikmin Bloom pour Nintendo. Il travaille actuellement sur les mises à jour de Pokémon Go et Pikmin Bloom. En parallèle, Niantic développe d'autres jeux mobiles pour d'autres entreprises comme Harry Potter: Wizards Unite et Catan: World Explorers.
- Tencent : créateur. En 2019, Nintendo a signé une alliance stratégique avec Tencent pour commercialiser la console Nintendo Switch et les jeux vidéo Nintendo Switch sur le pays chinois. Le lancement de la console Nintendo Switch dans le pays chinois est le 10 décembre 2019. TiMi Studios (la filiale de Tencent) a développé Pokémon Unite pour Nintendo et The Pokémon Company.
- Sega Corporation : ancien créateur de consoles de jeux vidéo et ancien concurrent de Nintendo. Depuis le 31 janvier 2001, Sega s'est retiré du marché des consoles pour se consacrer aux développements de jeux vidéo et devenir un éditeur. Sega et son ancien rival Nintendo ont créé la série de jeux vidéo Mario et Sonic aux Jeux Olympiques. Sega développe des jeux vidéo exclusifs sur les consoles Nintendo avec leur licence Sonic comme les Sonic Advance, Sonic Lost World, Sonic and the Secret of the Rings, Sonic et le Chevalier Noir, et la saga Sonic Rush. Sega et Nintendo se sont mis d'accord pour que Nintendo crée les suites de la licence Bayonetta avec le soutien financier de Nintendo en exclusivité sur les consoles Nintendo avec le développeur Platinum Games. Atlus (filiale de Sega) et Intelligent Systems (développeur affilié de Nintendo) ont créé la licence Tokyo Mirage Sessions#FE pour Nintendo.
- PlatinumGames : développeur. Platinum Games développe les jeux vidéo de la série Bayonetta pour Nintendo et Sega. Platinum Games a développé les jeux vidéo Star Fox Zero et Star Fox Guard pour Nintendo. Platinum Games a créé les licences The Wonderful 101 et Astral Chain pour Nintendo.
- Bandai Namco Games : éditeur et développeur. En 2007, Bandai Namco a vendu le studio Monolith Soft à Nintendo. Bandai Namco aide Nintendo pour la production de certains jeux vidéo comme Mario Kart 8, Pokkén Tournament, New Pokémon Snap et certaines séries comme Donkey Konga, Super Smash Bros. (depuis for Nintendo 3DS / for Wii U). Bandai Namco développe des jeux vidéo exclusifs avec leurs licences pour les consoles Nintendo, comme Go Vacation, Pac-Man Party, Project X Zone, Dragon Ball Fusions, Tank! Tank! Tank! ou encore Taiko no Tatsujin: Drum 'n' Fun!.
- Ubisoft : éditeur et développeur. Ubisoft développe beaucoup pour les consoles Nintendo, par exemple Rayman Legends, ZombiU, Red Steel, The Lapins Crétins : La Grosse Aventure ou Just Dance. Ubisoft et Nintendo se sont mis d'accord pour qu'Ubisoft crée une nouvelle licence Mario + The Lapins Crétins: Kingdom Battle. Nintendo a aussi prêté la licence Star Fox à Ubisoft pour le jeu vidéo Starlink: Battle for Atlas.
- Koei Tecmo Holdings : éditeur et développeur. En 2012, Nintendo a racheté les licences et les jeux vidéo de Project Zero et son spin-off Spirit Camera à Koei Tecmo. Koei Tecmo a développé pour Nintendo les séries de jeux vidéo Hyrule Warriors et Fire Emblem Warriors. Nintendo, Marvel et Disney se sont mis d'accord pour que Nintendo crée les suites de la licence Marvel Ultimate Alliance (à partir du jeu vidéo Marvel Ultimate Alliance 3: The Black Order) en exclusivité sur les consoles Nintendo avec le développeur Koei Tecmo.
- Square Enix : éditeur et développeur. Square Enix aide Nintendo pour la production de certains jeux vidéo comme Super Mario RPG: Legend of the Seven Stars, Mario Slam Basketball et Mario Sports Mix. Square Enix développe des jeux vidéo exclusifs avec leurs nouvelles licences pour les consoles Nintendo, comme Octopath Traveler, Bravely Default, Triangle Strategy et The World Ends with You. Square Enix a développé certains jeux vidéo de leurs licences Dragon Quest, Final Fantasy et Mana en exclusivité pour les consoles Nintendo.
- Capcom : éditeur et développeur. Capcom aide Nintendo pour la production de certains jeux vidéo comme The Legend of Zelda: Oracle of Seasons, The Legend of Zelda: Oracle of Ages, The Legend of Zelda: A Link to the Past / Four Swords et The Legend of Zelda: The Minish Cap. Capcom développe des jeux vidéo exclusifs avec leurs licences pour les consoles Nintendo, comme Monster Hunter Tri, Monster Hunter Rise, Monster Hunter Stories, Tatsunoko vs. Capcom: Cross Generation of Heroes, Phoenix Wright: Ace Attorney, Viewtiful Joe: Double Trouble!, Ghosts 'n Goblins Resurrection ou encore Resident Evil: Deadly Silence.

#### Adaptations et parcs d'attraction
Certains studios partenaires de Nintendo réalisent des films ou séries d'animation, les séries d'animation et les parcs d'attraction pour Nintendo :
- OLM (studio) : En 1994, le studio OLM est fondé par Toshiaki Okuno et Shūkichi Kanda. Il développe des séries d'animés. En 1997, OLM développe la première série animée de la saga Pokémon pour Nintendo. Cette série devient un grand succès dans le monde. OLM a continué à développer les séries animées Pokémon et les films animés Pokémon pour Nintendo et The Pokémon Company. OLM a aussi développé les séries animées Inazuma Eleven, Yo-kai Watch et les films animés Yo-kai Watch et Ni no kuni pour Level-5.
- Universal Parks & Resorts : En 2015, Universal Parks & Resorts a signé un partenariat avec Nintendo pour construire le Super Nintendo World dans les parcs Universal Studios Japan avec les licences Nintendo comme Mario, Donkey Kong, Yoshi ou The Legend of Zelda[106]. Un film Mario est également sorti en avril 2023.

## Société

### Personnalités
- Minoru Arakawa — Président et fondateur de Nintendo of America de 1980 à 2002.
- Reggie Fils-Aime — Président de Nintendo of America de 2006 à 2019
- Doug Bowser — Président de Nintendo of America depuis 2019.
- George Harrison — Vice-président du marketing et de la communication.
- Shigesato Itoi — Créateur de la série EarthBound (Mother au Japon).
- Satoru Iwata — Président de Nintendo de 2002 à 2015. Décédé le 11 juillet 2015.
- Tatsumi Kimishima — Président de Nintendo de 2015 à 2018, ex-CEO et PDG de Nintendo of America de 2002 à 2006, Inc et ex-DRH de Nintendo.
- Shuntaro Furukawa — PDG de Nintendo depuis 2018 à la démission de Tatsumi Kimishima.
- Satoru Shibata — Président de Nintendo Australia de 1999 à 2000 puis de Nintendo of Europe de 2000 à 2018.
- Koji Kondo — Compositeur des musiques de (entre autres) Super Mario et The Legend of Zelda.
- Shigeru Miyamoto — Créateur phare de la firme. Père de Mario, The Legend of Zelda, Star Fox, Pikmin, etc.
- Yoshiaki Koizumi — Producteur et directeur sur les séries Super Mario, The Legend of Zelda, etc.
- Eiji Aonuma — Producteur et réalisateur sur la série The Legend of Zelda.
- Masahiro Sakurai — Créateur des séries Kirby et Super Smash Bros..
- Satoshi Tajiri — Créateur de la série Pokémon.
- Yuka Tsujiyoko — Compositeur chez Intelligent Systems. Responsable des musiques de Paper Mario et Fire Emblem.
- Yamauchi Fusajirō — Fondateur de Nintendo en 1889. Décédé en 1940.
- Hiroshi Yamauchi — Président de Nintendo Co. Ltd pendant plus de 50 ans (de 1949 à 2002). Décédé le 19 septembre 2013.
- Gunpei Yokoi — Créateur des Game & Watch, de la Game Boy et de la série Metroid. Décédé en 1997.

### Présidents de Nintendo
- 1889-1929 : Yamauchi Fusajirō | profession : entrepreneur dans le domaine du jeu de cartes.
- 1929-1949 : Sekiryo Kaneda | profession : manager / chef d'entreprise.
- 1949-2002 : Hiroshi Yamauchi : | profession : juriste / chef d'entreprise[107].
- 2002-2015 : Satoru Iwata | profession : développeur / chef d'entreprise.
- 2015-2018 : Tatsumi Kimishima | profession : banquier / chef d'entreprise.
- depuis 2018 : Shuntaro Furukawa | profession : chef d'entreprise.

### Participations

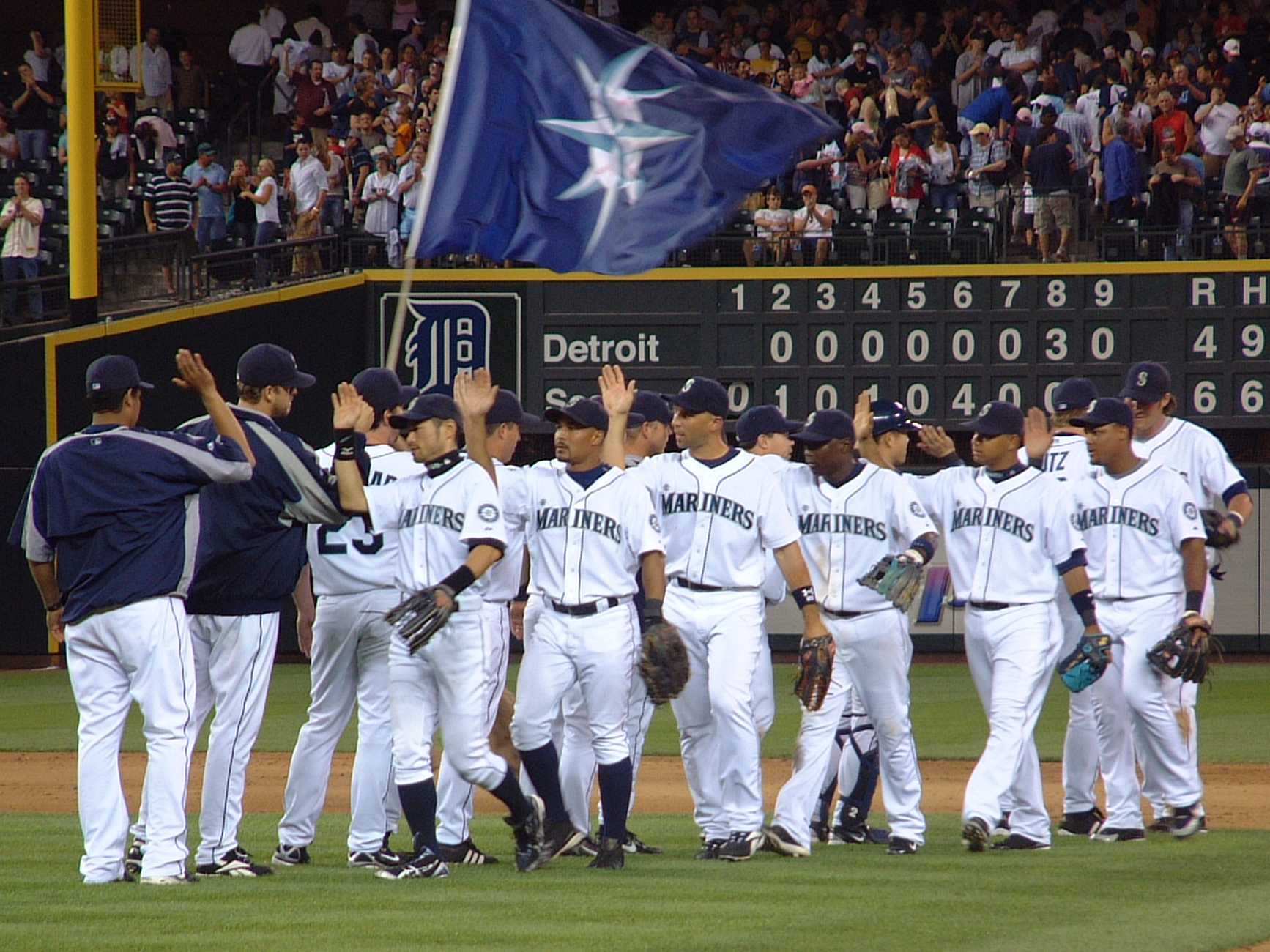
L'équipe des Seattle Mariners, dans la Ligue majeure de baseball.

Nintendo est actionnaire majoritaire des Seattle Mariners, une équipe de baseball américaine, de l'équipe de basket-ball NBA Atlanta Hawks, de l'entreprise Gyration Inc spécialisée dans la fabrication de souris optiques et possède un certain nombre de ports de plaisance sur la côte est des États-Unis.
En 2016, Nintendo vend une grande partie de ces parts dans l'équipe des Mariners de Seattle, passant à 10 % des parts du club. Par la suite, Nintendo annonce avoir gagné plus de 660 millions de dollars à la suite de cette opération financière, et augmente ses bénéfices annuels de 160 %[citation nécessaire]. Nintendo détenait les Seattle Mariners depuis 1992, où Hiroshi Yamauchi avait investi 125 millions de dollars dans le club.
Depuis mars 2022, le PIF d'Arabie saoudite avait détenu 5 % des actions de Nintendo. Au début de 2023, l'Arabie saoudite a décidé d'augmenter sa participation à 6 %. En février 2023, le Royaume a décidé de devenir le plus grand actionnaire étranger de Nintendo en achetant des actions de nouvelles pour atteindre 8,23 %. Cependant, Nintendo surveille soigneusement les activités de l'Arabie saoudite – en tant que prince héritier, MBS, a été confronté à plusieurs controverses mondiales sur les questions de droits de l'homme dans le royaume,.

### Actionnariat
Liste des principaux actionnaires au 7 octobre 2024.
| Nintendo (autocontrôle)                         | 10,35 % |
| Fonds public d'investissement d'Arabie saoudite | 8,58 %  |
| Nomura Asset Management                         | 4,14 %  |
| Kyoto Financial Group                           | 3,76 %  |
| MUFG Bank Pension Fund                          | 3,24 %  |
| BlackRock Fund Advisors                         | 2,71 %  |
| Nikko Asset Management                          | 2,19 %  |
| BlackRock Japan                                 | 2,06 %  |
| Mitsubishi UFJ Asset Management                 | 0,96 %  |
| DeNA                                            | 0,68 %  |

### Produits dérivés
Animations
En novembre 2004, Hiroshi Yamauchi, l'ancien président et actionnaire majoritaire de Nintendo, a annoncé que Nintendo allait devenir réalisateur de dessins animés. Les projets de Nintendo dans ce domaine restent néanmoins toujours secrets à l'heure actuelle.
Cela dit, Nintendo apparaît depuis 1998 dans les crédits des films de la franchise Pokémon, et participe régulièrement à la promotion de ces films.
La société The Pokémon Company a exprimé en 2004, son souhait de réaliser, avec Nintendo, des films-interactifs : le spectateur pourrait utiliser sa console et le jeu évoluerait en fonction du film. Le projet reste encore flou.
amiibo
Depuis 2014, Nintendo produit des figurines et des cartes utilisant la communication en champ proche nommées amiibo. Elles peuvent se connecter aux consoles Wii U et Nintendo 3DS afin d'apporter une nouvelle expérience de jeu ou de nouveaux contenus. Par exemple, dans le jeu The Legend of Zelda: Breath of the Wild, lorsque l'on pose la figurine amiibo Link Loup, le personnage apparaît dans le jeu comme compagnon de route. Certains amiibo stockent des données concernant les parties des joueurs et d'autres font apparaître des bonus dans les jeux.

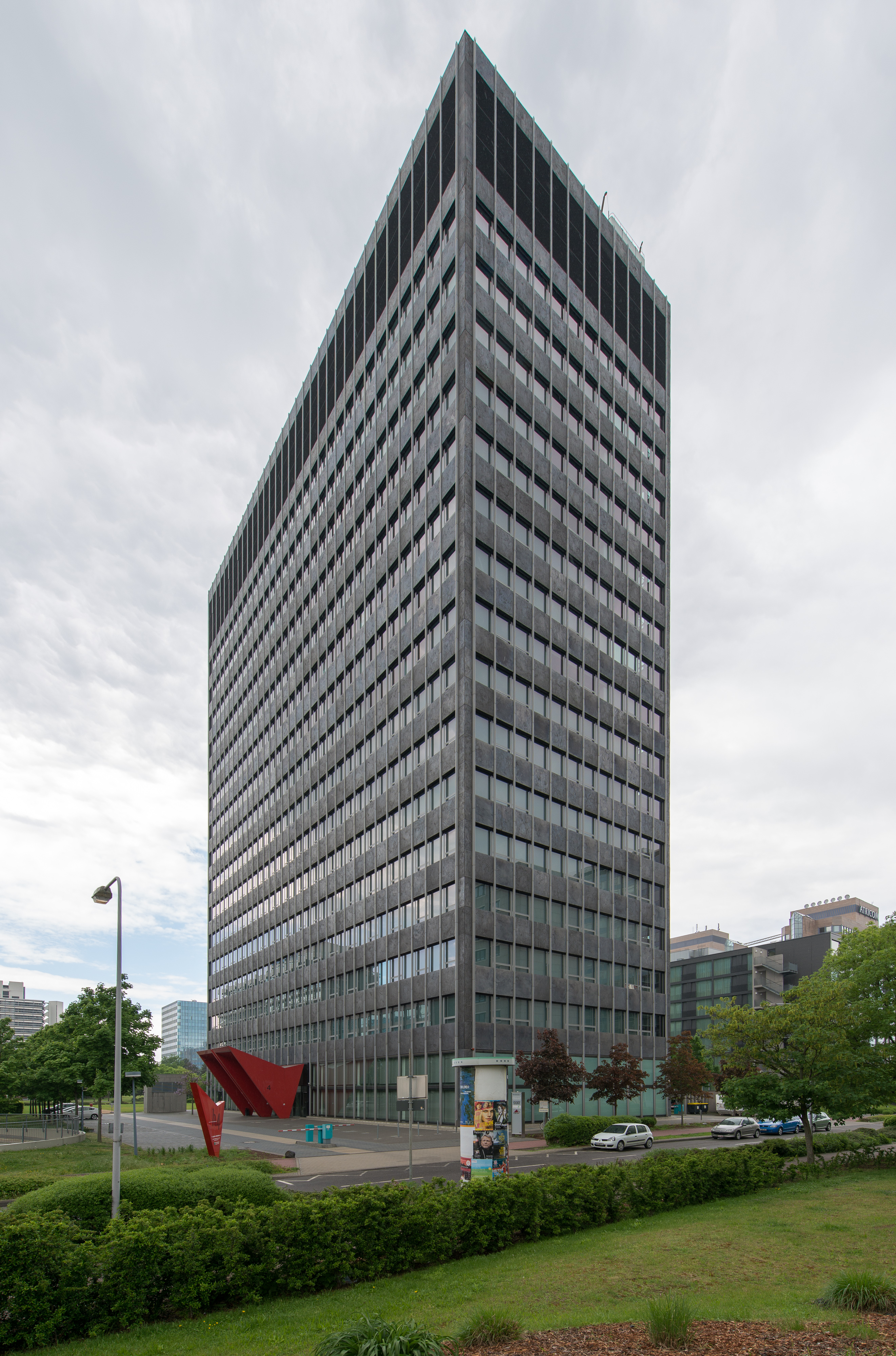
Siège social de Nintendo of Europe (NOE) à Francfort-sur-le-Main depuis juin 2014.

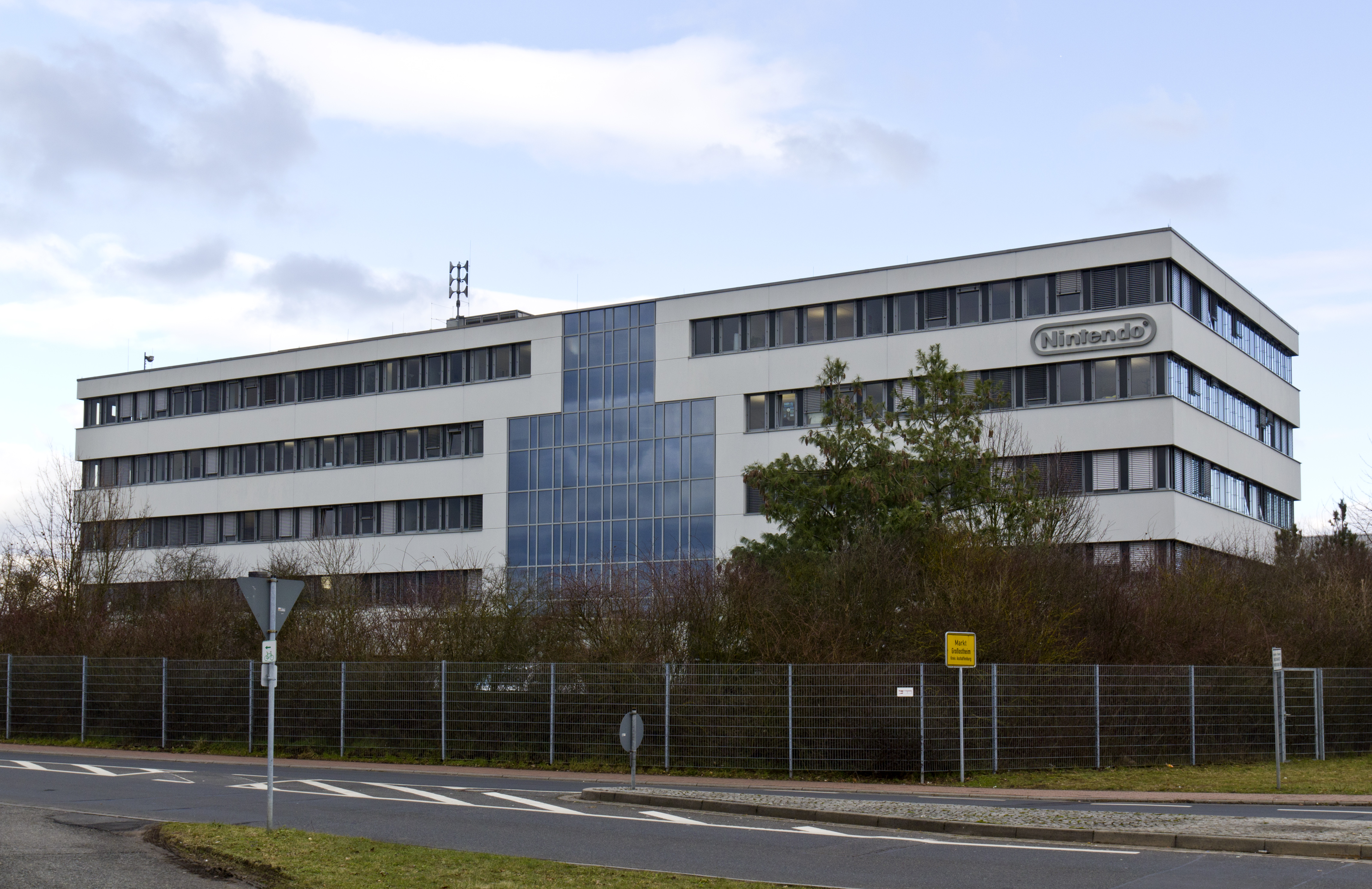
Ancien siège de Nintendo Europe à Großostheim, Allemagne.

### Localisation
Nintendo étant une compagnie au rayonnement international, elle possède des filiales dans de nombreux pays. Chaque filiale est assez indépendante de Nintendo Co. Ltd et possède son propre directeur. Les filiales de Nintendo sont chargées de la distribution et du lancement d'un jeu ou d'une console, du marketing, du service après-vente et parfois de la localisation (traduction) des jeux.

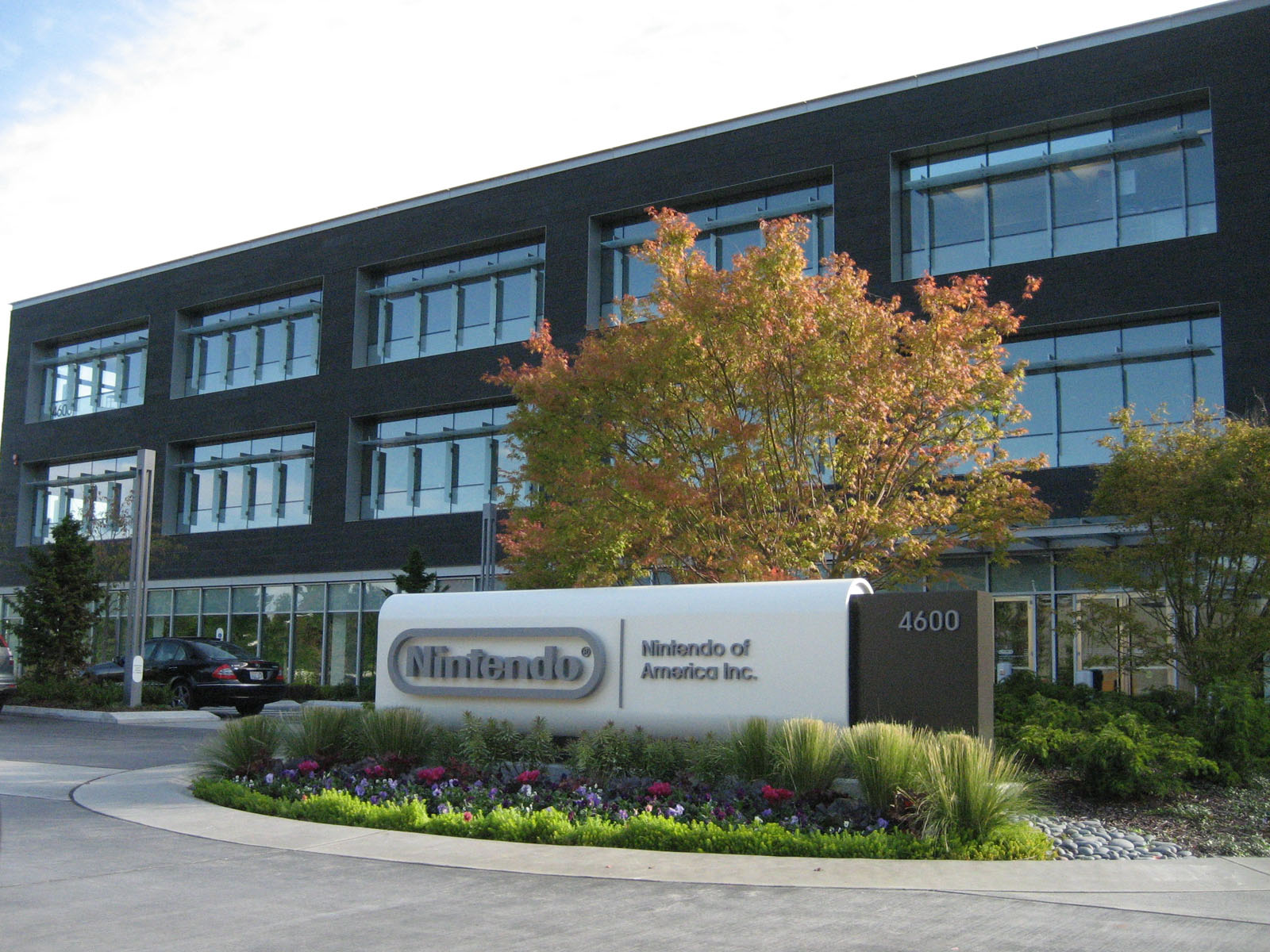
Siège de Nintendo of America (NOA) à Redmond (Washington).

La division américaine Nintendo of America Inc. (NoA), la plus importante après celle de Kyoto, est localisée à Redmond dans l'État de Washington. Elle est dirigée par Doug Bowser. D'autres centres de distribution sont également situés à Atlanta et à North Bend. Nintendo of Canada, Ltd (ou Nintendo du Canada) est localisé à Richmond en Colombie-Britannique, et est dirigé par Pierre-Paul Trépanier.
La division européenne principale, Nintendo of Europe (NoE), est localisée à Francfort-sur-le-Main en Allemagne depuis juin 2014 et emploie 851 personnes en mars 2019. Son siège historique à Großostheim a fermé ses portes en juin 2014 et les équipes ont été centralisées à Francfort. NoE est dirigée par Koji Miyake (en tant que directeur général) depuis 2018. À noter que Nintendo of Europe est elle-même divisée en plusieurs filiales dont Nintendo France SARL située à Cergy-Pontoise, Nintendo Espana SA domiciliée à Alcobendas, Nintendo Benelux domiciliée à Anvers en Belgique, Nintendo UK domiciliée à Slough (s'occupant également de l'Irlande) et Nintendo Italia installée à Milan. Nintendo of Europe a également une filiale Nintendo Russia à Moscou.
À noter que Nintendo est aussi implantée en Australie, à Scoresby (en) sous le nom de Nintendo of Australia. Nintendo of Australia dépend de Nintendo of Europe du fait que l'Australie fait aussi partie de la zone PAL.
Nintendo est aussi implantée en république populaire de Chine à Suzhou depuis 2003 sous le nom iQue.
Depuis juin 2006, Nintendo a ouvert une filiale en Corée du Sud à Séoul sous le nom de Nintendo of Korea.

## Identité visuelle

### Slogans
Voici une liste des slogans utilisés par Nintendo au cours de ces 20 dernières années :
« Nintendo 64 la nouvelle dimension de l'amusement ! » (N64)
- « Qui êtes-vous ? » (Gamme NES classics sur Game Boy Advance SP)
- It's On Like Donkey Kong (Arcade-1981)
- Plus c'est intelligent, plus c'est amusant ! (Nintendo Entertainment System, France)
- Now That You’re Playing with Power. « Maintenant que vous jouez avec la puissance » (magazine Nintendo Power, 1985)
- Le Nintendo Entertainment System, c'est le vrai jeu de puissance[115] (NES, Québec 1985)
- Now That You’re Playing with Power. Super Power. « Maintenant que vous jouez avec la puissance. La super puissance. » (SNES, 1991)
- Now That You’re Playing with Portable Power. « Maintenant que vous jouez avec la puissance portable. » (Game Boy)
- 3-D Game For a 3-D World « Un jeu 3D pour un monde 3D » (Virtual Boy)
- Play it loud! « Jouez-le à fond ! » (Game Boy, 1994)
- Get into it! « Entrez dedans ! » (Game Boy Color, 1998)
- Vous n'en reviendrez pas (N64, France 1998)
- Feel Everything Everywhere « Ressentez tout n'importe où » (Game Boy Color, Europe 1999)
- Welcome to the Collection « Bienvenue dans le futur » (N64, Europe 1999)
- Get N or Get out. Jeu de mots avec get in or get out = « entrez ou sortez » ou bien « achetez la N ou sortez » (N64)
- Change the System « Changez le système » (N64)
- Life, Advanced. « La vie, avancée » (Game Boy Advance, 2001)
- Éclate-toi ! (Game Boy Color, Québec 2001)
- La vie est un jeu (GameCube, France 2002)
- Gaming 24:7 "Jouer 24h/24 7 jours/7" (Europe 2002)
- Et vous, où jouez-vous avec le vôtre ? (Game Boy, France 1992)
- Pick Up and Play « Prenez et jouez » (DS, Europe 2005)
- Open Up and Play « Ouvrez et jouez » (DS, Europe 2005)
- Too Much Fun. « Trop de plaisir. » (DS)
- Touching Is Good. « Toucher c'est bien. » (Nintendo DS)
- Touchez-moi ! » (DS, 2005)
- Wii Would Like to Play Jeu de mots avec we would like to play = « Wii a envie de jouer » (jeu de mots avec we qui peut se traduire par : « Nous avons envie de jouer ») (Wii, 2006)
- Wii, vous êtes prêts (Wii, Québec 2006)
- Jouez comme vous bougez (Wii, France 2006)
- Pour changer (Wii, France 2006)
- Playing = Believing « Jouer = Croire » (Wii, 2006)
- Wii Move You (Jeu de mots qui se traduit par : « La Wii vous fait bouger » et « Nous vous faisons bouger ») (Wii, 2006)
- On fait quoi, toi et moi ? (DSi, Québec 2009)
- Il faut le voir pour le croire (3DS, 2011)
- Take a Look Inside « Jetez un œil à l'intérieur » (3DS, 2011)
- Plongez voir (3DS, 2011)
- How U will play next? « Comment vous allez jouer après ? » (Wii U, 2012)
- There is no play like it « Il n'y a aucun jeu comme ça » (États-Unis 2016)
- Switch and Play « Switchez et jouez » (Switch, 2017)
- Quand je veux, où je veux, avec qui je veux (Switch, France, 2017)

### Logos

Logos de Nintendo
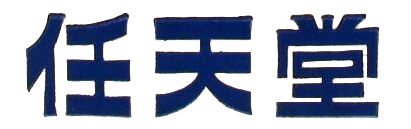
Logo (de 1889 à 1950)
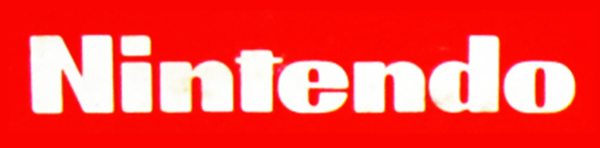
Logo (de 1950 à 1975)
Logo (de 1975 à 2006)
Logo (de 2006 à 2016)
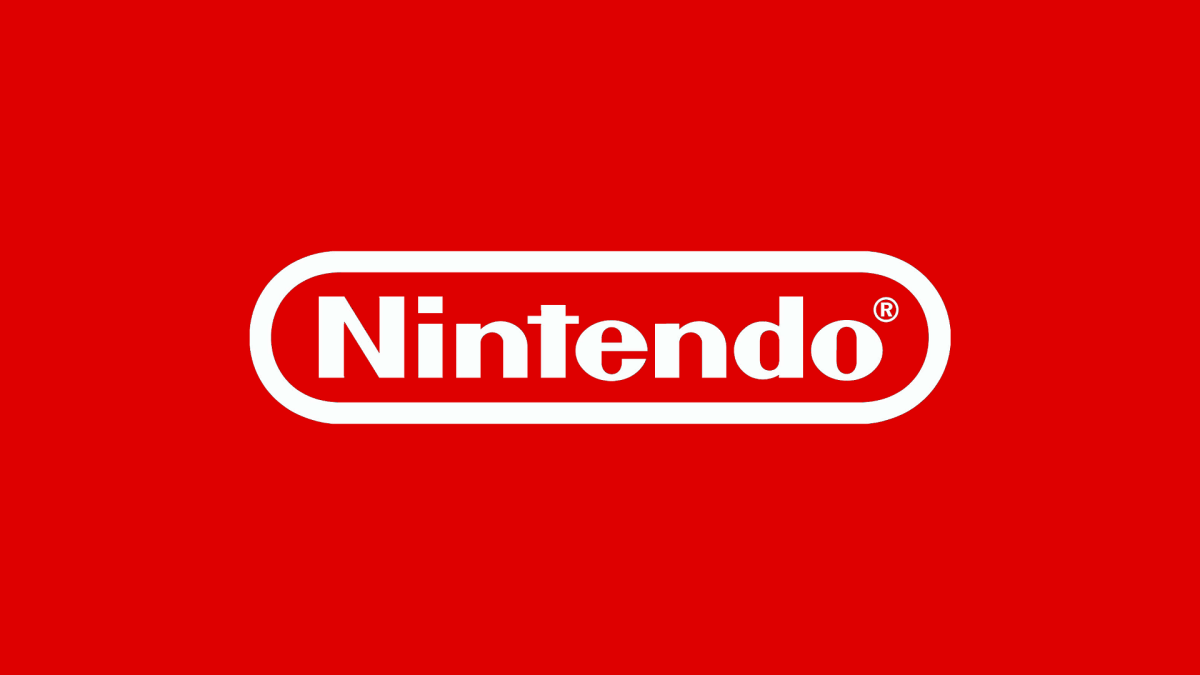
Logo (depuis 2016)

## Controverses

### Obsolescence programmée
Après les défauts récurrents des manettes de la dernière console Nintendo Switch et l'absence de service de réparation, la société a été accusée par l'UFC Que Choisir d'obsolescence programmée. Forte des 10 000 témoignages reçus en quelques semaines, l'association a déposé plainte en France contre Nintendo en novembre 2020, avant de saisir avec ses partenaires du BEUC, en janvier 2021, la Commission européenne. Et en avril 2023, elle a obtenu gain de cause, puisque désormais toute manette défectueuse sera réparée gratuitement par Nintendo, peu importe la date d’achat ou le modèle.

### Émulation
Nintendo a une position ambiguë vis-à-vis de l'émulation : la firme s'en méfie car les ROMS téléchargées illégalement par les joueurs sont autant d'exemplaires non-écoulés, mais elle ne peut juridiquement attaquer tous les émulateurs de ses consoles. En effet, les émulateurs en tant que logiciels sont protégés par la loi tant qu'ils ne font que reproduire le fonctionnement d'une machine sans utiliser de fichiers propriétaires, mais télécharger des ROMS sans posséder le jeu d'origine et les partager en ligne est illégal,.
Nintendo s'attaque donc à tous les émulateurs dépassant le cadre de la loi, mais pas que. En mars 2024, Nintendo conclut un accord avec Tropical Haze, derrière Yuzu (émulateur de la Switch) et Citra (émulateur de la 3DS), qui comprend l'arrêt de tout développement et le paiement de 2,4 millions de dollars à l'entreprise kyotoïte. L'éditeur a en effet commis deux erreurs majeures : le fait d'être un projet lucratif (il récoltait près de 30 000 € par mois via Patreon) d'abord, puis le fait de viser une console encore commercialisée en brisant les protections cryptographiques prouvant l'achat en règle du jeu. On peut également citer la pression que Nintendo met sur les vidéastes YouTube abordant l'émulation de ses jeux, dont le cas de la chaîne Retro Game Corps, obligée de retirer en octobre 2024 certaines vidéos de la plateforme pour avoir montré l'émulation de produits de la marque (considéré comme une violation du droit d'auteur),.
D'un côté, on comprend le combat de Nintendo contre le piratage de leurs jeux, d'un autre cela inquiète des développeurs d'émulateur qui respectent pourtant la loi de voir leur travail réduit à néant. Cela soulève aussi la question de la préservation des jeux dans le temps : les émulateurs et les sites de ROMS sont des archives qui permettent de jouer à des jeux qui ont disparu du commerce. Cela concerne surtout les projets sur des consoles abandonnées (la PlayStation Vita notamment) ou des abandonwares, des jeux eux-mêmes rendus indisponibles par leur éditeur (The Crew ou encore Crimson Shroud). Un cadre juridique doit donc être posé sur la préservation des jeux, prenant en compte les intérêts des créateurs et des consommateurs.